# Bretaña (región histórica)
Bretaña (en francés: Bretagneⓘ; en bretón: Breizh, [bʁɛjs], [bʁɛx]; en galó: Bertaèyn [bəʁtaɛɲ]) es una península, un país histórico y una región cultural en el noroeste de la Francia moderna. Esta región comprende la parte occidental de lo que se conocía como Armórica durante el periodo de ocupación romana. Con el tiempo, evolucionó para convertirse en un reino independiente y posteriormente en un ducado antes de unirse al Reino de Francia en 1532. Desde entonces, ha sido gobernada como una provincia autónoma bajo la Corona francesa.
Bretaña también se conoce como la Pequeña Bretaña (en contraposición a Gran Bretaña, con la que comparte etimología). Limita al norte con el Canal de la Mancha, al noreste con Normandía, al sureste con los Países del Loira orientales, al sur con el golfo de Vizcaya y al oeste con el mar Céltico y el océano Atlántico. Tiene una superficie de 34.023 km².
Bretaña alberga algunas de las arquitecturas en pie más antiguas del mundo, como el Cairn de Barnenez o el Túmulo de Saint-Michel, entre otros, que datan de principios del V milenio a. C.. En la actualidad, la provincia histórica de Bretaña se divide en cinco departamentos franceses: Finisterre al oeste, Costas de Armor al norte, Ille y Vilaine al noreste, Morbihan al sur y Loira Atlántico al sureste. Loira Atlántico pertenece ahora a la región de Países del Loira, mientras que los otros cuatro departamentos forman la región de Bretaña.
En el censo de 2010, la población de la Bretaña histórica se estimaba en 4.475.295 habitantes. En 2017, las mayores áreas metropolitanas eran Nantes (934.165 habitantes), Rennes (733.320 habitantes) y Brest (321.364 habitantes). Bretaña es la patria tradicional del pueblo bretón y es una de las seis naciones celtas, conservando una identidad cultural propia que refleja su historia. Un movimiento nacionalista busca una mayor autonomía dentro de la República Francesa o la independencia de esta.

## Etimología
La palabra Bretaña, junto con sus equivalentes franceses, bretones y galó Bretagne, Breizh y Bertaèyn, derivan del latín Britania, que significa "tierra de los britanos". Los romanos utilizaban esta palabra desde el siglo I para referirse a Gran Bretaña y, más concretamente, a la provincia romana de Britania. Esta palabra deriva de un vocablo griego, Πρεττανικη (Prettanike) o Βρεττανίαι (Brettaniai), utilizado por Piteas, un explorador de Massalia que visitó las islas británicas hacia el año 320 a. C. La propia palabra griega procede del etnónimo bretón común reconstruido como *Pritanī, a su vez del protocelta *kʷritanoi (en última instancia, del protoindoeuropeo *kʷer- “cortar, hacer").
Los romanos llamaban Armórica a Bretaña. Era una región bastante indefinida que se extendía a lo largo de la costa del Canal de la Mancha, desde el estuario del Sena, luego por la costa atlántica hasta el estuario del Loira y, según varias fuentes, quizá hasta el estuario del Garona. Este término procede probablemente de una palabra gala, aremorica, que significa "cerca del mar". Otro nombre, Letauia (en inglés "Litavis"), se utilizó hasta el siglo XII. Posiblemente significa "ancho y llano" o "expandirse" y dio el nombre galés a Bretaña: Llydaw.
Tras la caída del Imperio Romano de Occidente, muchos britanos de Cornualles se asentaron en el oeste de Armórica para huir de los sajones y la región empezó a llamarse Britannia, aunque este nombre no sustituyó a Armórica hasta el siglo VI o quizá a finales del V.
Los hablantes de bretón pueden pronunciar la palabra Breizh de dos formas distintas, según su región de origen. El bretón puede dividirse en dos dialectos principales: el KLT (Kerne-Leon-Tregor) y el dialecto de Vannes. Los hablantes de KLT lo pronuncian [brɛjs] y lo escribirían Breiz, mientras que los hablantes de Vannetais lo pronuncian [brɛχ] y lo escribirían Breih. La ortografía oficial es un compromiso entre ambas variantes, con una z y una h juntas. En 1941, los esfuerzos por unificar los dialectos llevaron a la creación de la llamada zh bretona, una norma que nunca ha sido ampliamente aceptada. Por su parte, el galó nunca ha tenido un sistema de escritura ampliamente aceptado y coexisten varios. Por ejemplo, el nombre de la región en esa lengua puede escribirse Bertaèyn en escritura ELG, o Bertègn en MOGA y también existen un par de escrituras más.

## Historia

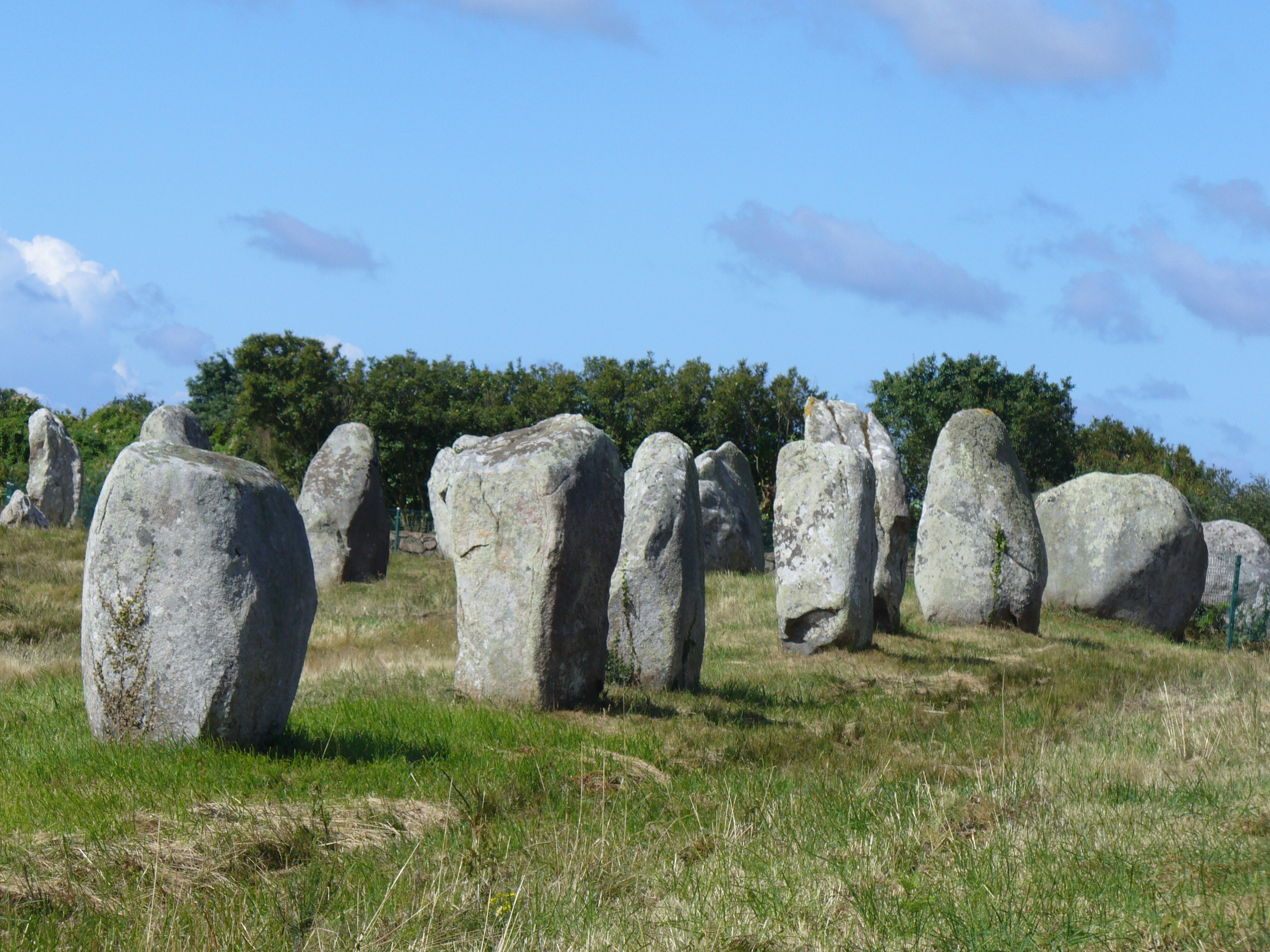
Las piedras de Carnac

Bretaña ha estado habitada por humanos desde el Paleolítico Inferior. Esta población era escasa y muy similar a los demás neandertales encontrados en toda Europa occidental. Su único rasgo original era una cultura distinta, denominada "colombiense". En Plouhinec (Finisterre) se ha encontrado uno de los hogares más antiguos del mundo.
Los Homo sapiens se establecieron en Bretaña hace unos 35.000 años. Sustituyeron o absorbieron a los neandertales y desarrollaron industrias locales, similares a las del Châtelperroniense o el Magdaleniense. Tras el último periodo glaciar, el clima más cálido permitió que la zona se volviera muy boscosa. En esa época, Bretaña estaba poblada por comunidades relativamente numerosas que empezaron a cambiar su estilo de vida, pasando de la caza y la recolección a la agricultura sedentaria. La agricultura fue introducida durante el V milenio a. C. por emigrantes procedentes del sur y el este. Sin embargo, la Revolución Neolítica en Bretaña no se produjo por un cambio radical de población, sino por una lenta inmigración e intercambio de conocimientos.
La Bretaña neolítica se caracteriza por una importante producción megalítica y yacimientos como el de Quelfénnec. A veces se la designa como la 'zona central' de la cultura megalítica. A los monumentos más antiguos, los Cairn, siguieron las tumbas principescas y los alineamientos de piedras. El departamento de Morbihan, en la costa meridional, cuenta con una gran parte de estas estructuras, entre las que destacan las piedras de Carnac y el Menhir Roto de Er Grah, en el megalitismo de Locmariaquer, la mayor piedra erigida por los neolíticos.

### Época gala

Las cinco tribus galas de Bretaña

Durante el periodo protohistórico, Bretaña estaba habitada por cinco tribus celtas:
- Los Coriosolites, que vivían en los alrededores de la actual ciudad de Corseul. Su territorio abarcaba partes de los departamentos de Costas de Armor, Ille y Vilaine y Morbihan.
- Los Námnetes, que vivían en el actual departamento de Loira Atlántico (en la actual región administrativa de Países del Loira), al norte del Loira. Dieron su nombre a la ciudad de Nantes. La orilla sur del río estaba ocupada por una tribu aliada, los Ambilatres,[20] cuya existencia y territorio siguen siendo inciertos.[19]
- Los Osismos, que vivían en la parte occidental de Bretaña. Su territorio comprendía el departamento de Finisterre y el extremo occidental de Costas de Armor y Morbihan.
- Los Riedones (o Rhedones), que vivían en la parte oriental del departamento de Ille y Vilaine. Dieron su nombre a la ciudad de Rennes (Roazhon en bretón, en el centro del departamento) y a la ciudad de Redon (en el sur del departamento, lindando con el departamento de Loira Atlántico en la región administrativa de los Países del Loira, donde se encuentra su suburbio, la ciudad de Saint-Nicolas-de-Redon; Sin embargo, la ciudad de Redon se fundó hacia el año 832 d. C. con el nombre inicial de Riedones, mucho después de que el pueblo de los Riedones se asimilara al de los bretones; el vínculo cultural entre los Riedones y el antiguo pueblo de los Riedones es muy probable pero difícil de recuperar y el nombre de Riedones puede haberse escrito a partir de un uso local que conserva el nombre del antiguo pueblo en la lengua oral vernácula a partir de una lectura de una antigua ortografía griega).
- Los Vénetos, que vivían en el actual departamento de Morbihan y dieron su nombre a la ciudad de Vannes. A pesar de la confusión del erudito clásico Estrabón, no estaban emparentados con los Vénetos del Adriático.

Estos pueblos mantenían fuertes vínculos económicos con los celtas insulares, especialmente por el comercio del estaño. Varias tribus pertenecían también a una "confederación armoricana" que, según Julio César, reunía a los Coriosolites, los Riedones, los Osismos, los Unelos, los Cáletes, los Lemovices y los Ambibarii. Los Unelos, los Cáletes y los Lemovices se encontraban respectivamente en Cotentin (Baja Normandía), País de Caux (Alta Normandía) y Limosín (Aquitania); se desconoce la ubicación de los Ambibarii. Los Cáletes también se consideran a veces belgas y Lemovices es probablemente un error de Lexovios (Baja Normandía).

### Época galó-romana

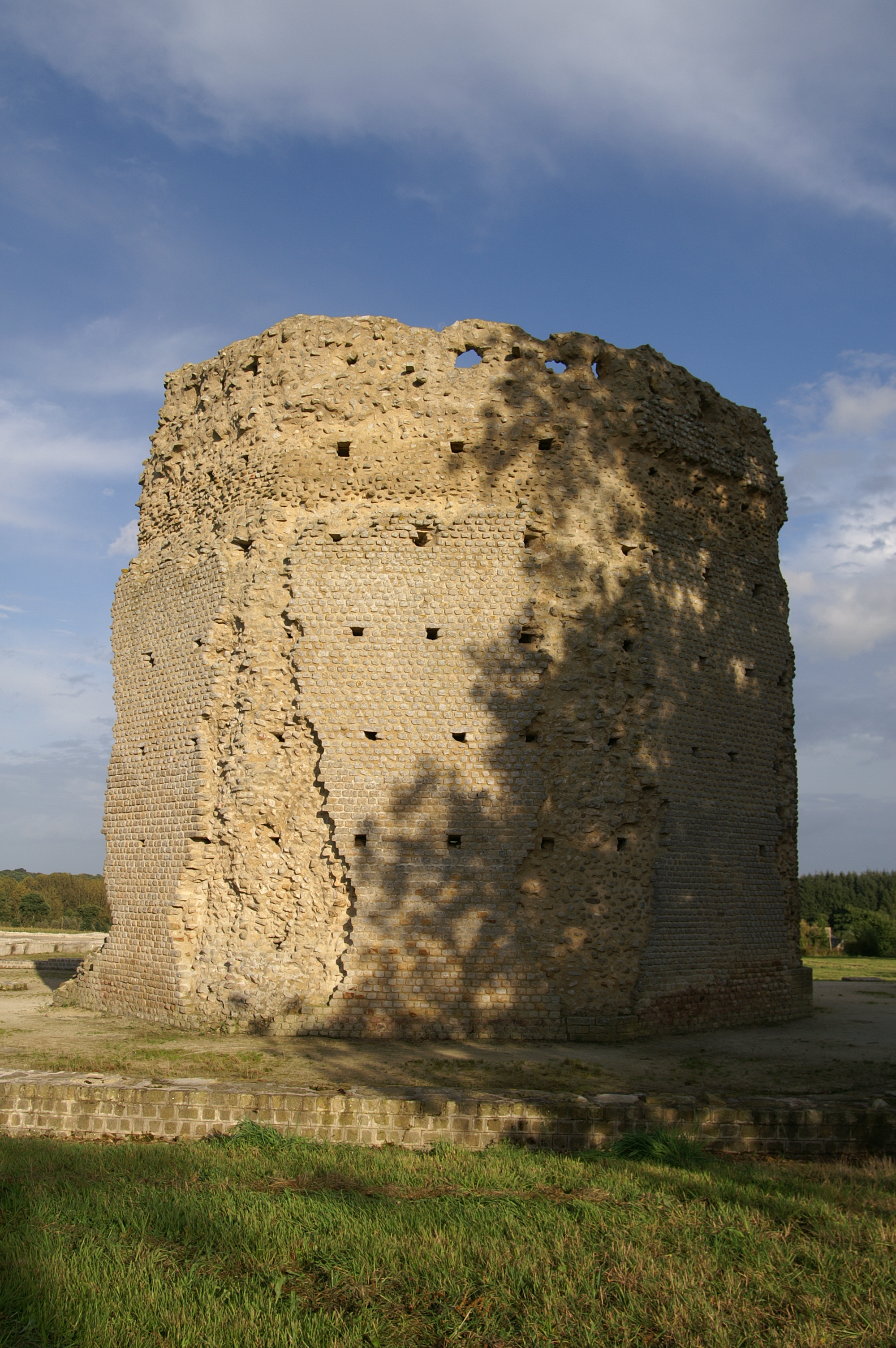
El templo de Marte en Corseul

La región pasó a formar parte de la República Romana en el año 51 a. C. En el año 13 a. C., fue incluida en la provincia de Galia Lugdunense. Las ciudades y aldeas galas fueron reurbanizadas según las normas romanas y se crearon varias ciudades. Estas ciudades son Condate (Rennes), Vorgium (Carhaix), Darioritum (Vannes) y Condevincum o Condevicnum (Nantes). Junto con Fanum Martis (Corseul), eran las capitales de las civitates locales. Todas tenían una planta cuadriculada y un foro y a veces un templo, una basílica, termas o un acueducto, como Carhaix.
Los romanos también construyeron tres grandes calzadas a través de la región; sin embargo, la mayor parte de la población seguía siendo rural. Los campesinos libres vivían en pequeñas chozas, mientras que los terratenientes y sus empleados vivían en verdaderas villas rústicas. Se seguía rindiendo culto a las divinidades galas, a menudo asimiladas a los dioses romanos. Solo se ha encontrado un pequeño número de estatuas que representan a dioses romanos en Bretaña y la mayoría de las veces combinan elementos celtas.
Durante el siglo III d. C., la región fue atacada varias veces por francos, alamanes y piratas. Al mismo tiempo, la economía local se hundió y muchas fincas agrícolas fueron abandonadas. Para hacer frente a las invasiones, muchas ciudades se fortificaron, como Nantes, Rennes y Vannes.

### La inmigración de los britanos

Mapa francés de las regiones tradicionales de Bretaña en la Francia del Antiguo Régimen. El antiguo estado de Domnonia o Domnonia que unía Bretaña comprendía los condados de la costa norte

Hacia finales del siglo IV, los britanos de Domnonia (actuales Devon y Cornualles), en la península suroccidental de Gran Bretaña, empezaron a emigrar a Armórica, razón por la cual la lengua bretona está más emparentada con el córnico registrado.

#### Los romano-britones
La historia de tal establecimiento no está clara, pero fuentes medievales bretonas, angevinas y galesas lo relacionan con una figura conocida como Conan Meriadoc. Las fuentes literarias galas afirman que Conan llegó a Armórica por orden del usurpador romano Magno Máximo, quien envió algunas de sus tropas británicas a la Galia para hacer valer sus pretensiones y las asentó en Armórica. Este relato fue apoyado por los condes de Anjou, que afirmaban descender de un soldado romano, expulsado de la Baja Bretaña por Conan por orden de Magnus.

#### Batalla de los Campos Cataláunicos
El ejército reclutado por Flavio Aecio para combatir a Atila el Huno en la Batalla de los Campos Cataláunicos incluía romanos, visigodos, francos, alanos y armoricanos, entre otros. Los alanos se situaron al frente y en el centro, frente a los hunos. Los armoricanos suministraron arqueros que atacaron las primeras líneas de los hunos durante la batalla principal y frustraron el asalto nocturno de Atila al campamento romano con una lluvia de flechas "como la lluvia". Una vez ganada la batalla, Aecio envió a los alanos a Armórica y Galitzia.

#### Riotamo
El líder bretón de finales del siglo V Riotamo recibió correspondencia del eminente jurista romano Sidonio Apolinar y fue llamado "Rey de los Britones" por Jordanes. Algunos sugieren que era bretón, aunque otros creen que procedía de Britania, señalando el pasaje que dice que llegó a la tierra de los Biturgos "por vía oceánica", lo que difícilmente habría sido eficaz o necesario para un bretón. Ambos historiadores describen la batalla perdida por Riotamo contra el rey Eurico de los visigodos en Déols hacia el año 470.
En respuesta a una petición del emperador romano Antemio, Riotamo había dirigido a doce mil hombres para establecer una presencia militar en Bourges, en el centro de la Galia, pero fue traicionado por Arvando, el prefecto pretoriano de la Galia y posteriormente emboscado por el ejército de Eurico. Tras una larga batalla, los supervivientes armoricanos escaparon a Avallon, en Borgoña, tras lo cual se perdieron para la historia. Según las listas de reyes bretones, Riotham sobrevivió y reinó como príncipe de Domnonia hasta su muerte en algún momento entre 500 y 520, aunque puede tratarse de una persona diferente.

#### Oleadas adicionales de Britanos
Independientemente de la veracidad de esta historia, los asentamientos britónicos (celtas británicos) probablemente aumentaron durante la invasión anglosajona de Gran Bretaña en los siglos V y VI.

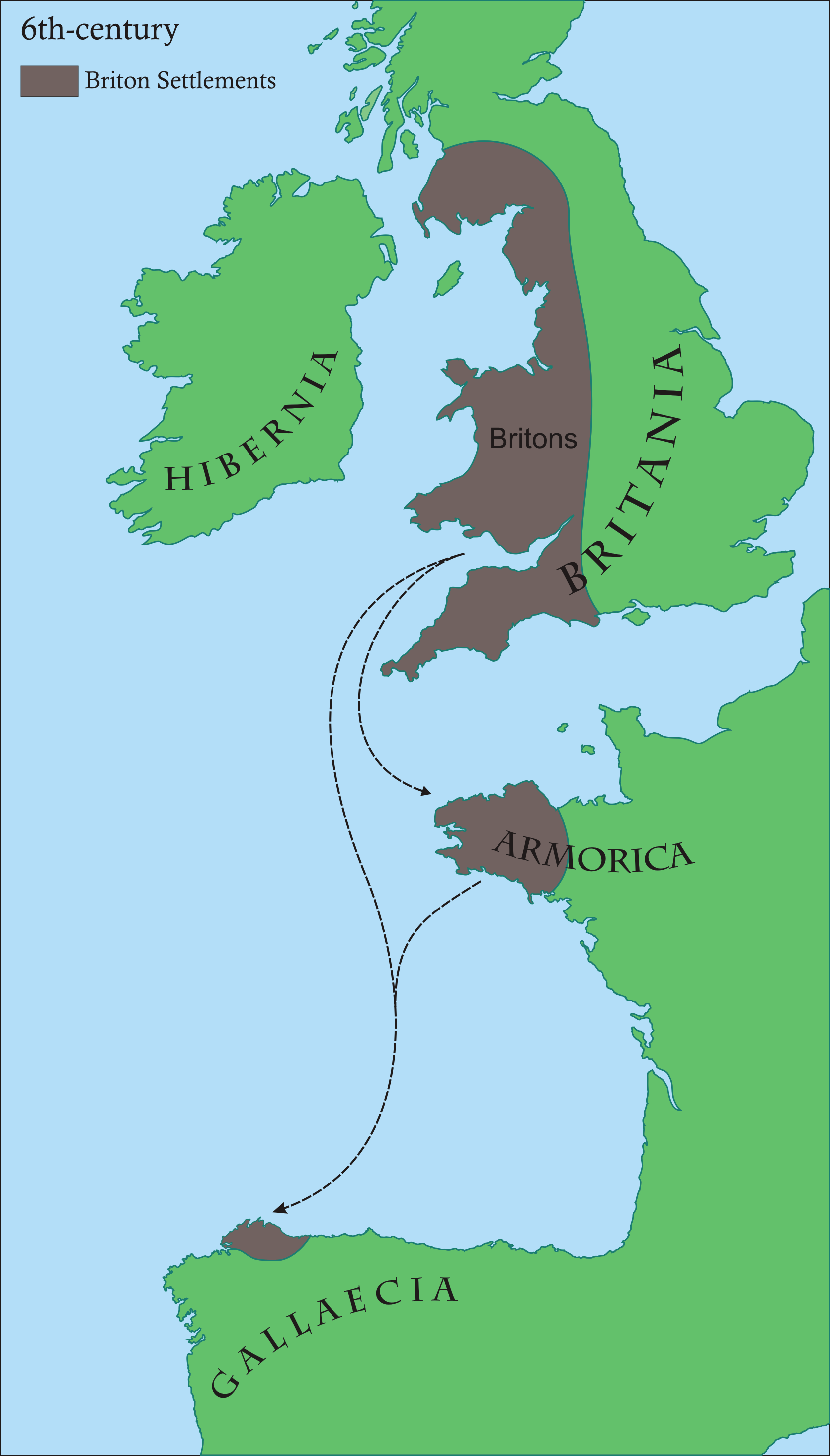
La comunidad britónica hacia el siglo VI. El mar era un medio de comunicación más que una barrera.

Estudiosos como Léon Fleuriot han sugerido un modelo de migración desde Gran Bretaña en dos oleadas, que vio surgir un pueblo bretón independiente y estableció el dominio de la lengua bretona britónica en Armórica. Sus pequeños reinos se conocen ahora por los nombres de los condados que los sucedieron Domnonia (Devon), Cornualles (Cornwall), Léon (Caerleon); pero estos nombres en bretón y latín son en la mayoría de los casos idénticos a los de sus patrias británicas. (En bretón y francés, sin embargo, Gwened o Vannetais continuó el nombre de los indígenas vénetos). Aunque los detalles siguen siendo confusos, estas colonias estaban formadas por dinastías emparentadas y casadas entre sí, que se unificaban repetidamente (como la de San Judicaël, del siglo VII) antes de volver a escindirse según las prácticas hereditarias celtas.

### Edad Media

#### El Reino de Bretaña

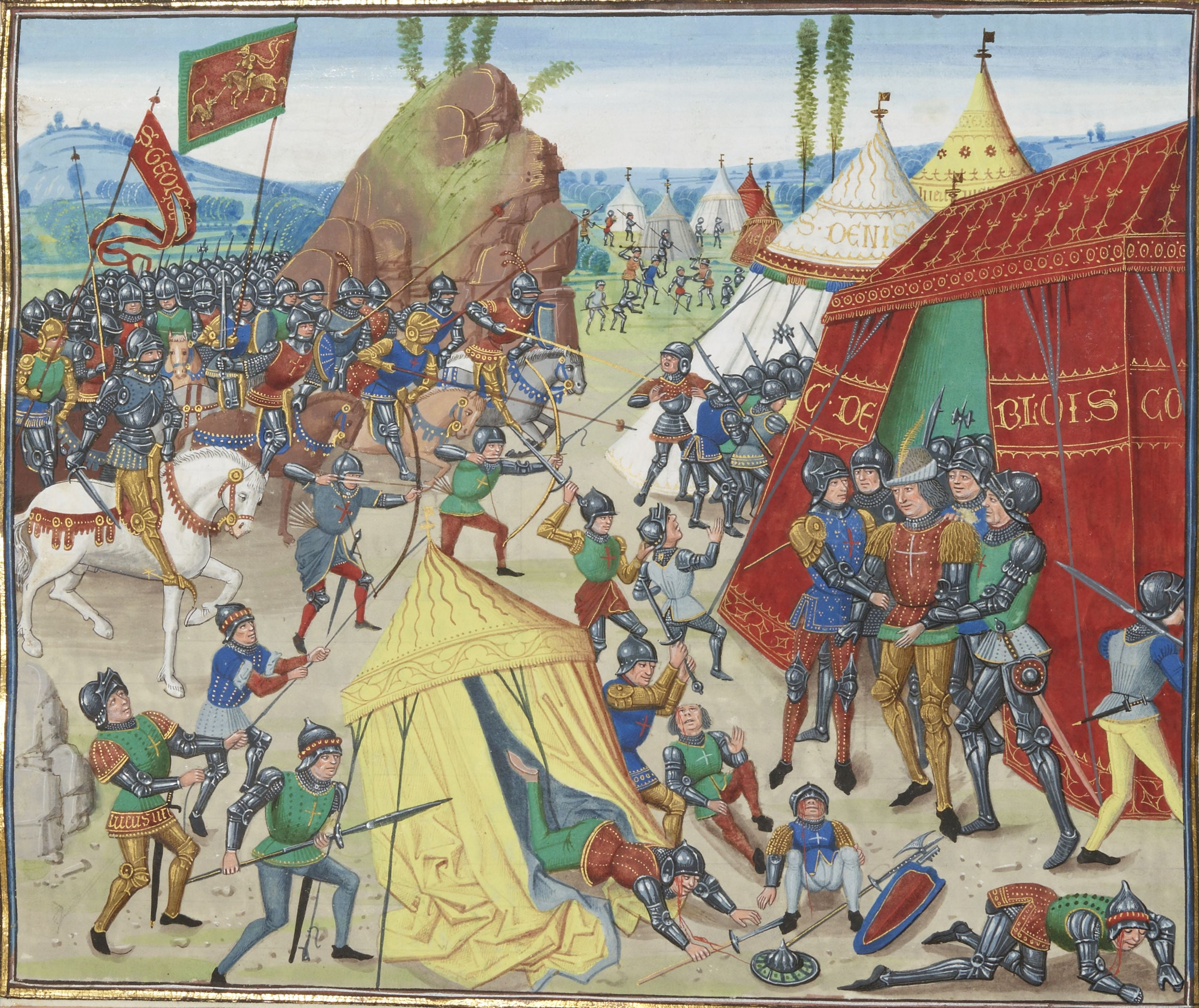
Batalla de Ar Roc'h-Derrien durante la guerra de sucesión bretona

A principios de la época medieval, Bretaña estaba dividida en tres reinos, Domnonea, Cornualles y Broërec. Estos reinos acabaron fusionándose en un solo estado durante el siglo IX. La unificación de Bretaña fue llevada a cabo por Nominoe, rey entre 845 y 851 y considerado como el Pater Patriae bretón. Entre los bretones inmigrantes, había algunos clérigos que ayudaron a la evangelización de la región, aún pagana, sobre todo en las zonas rurales.

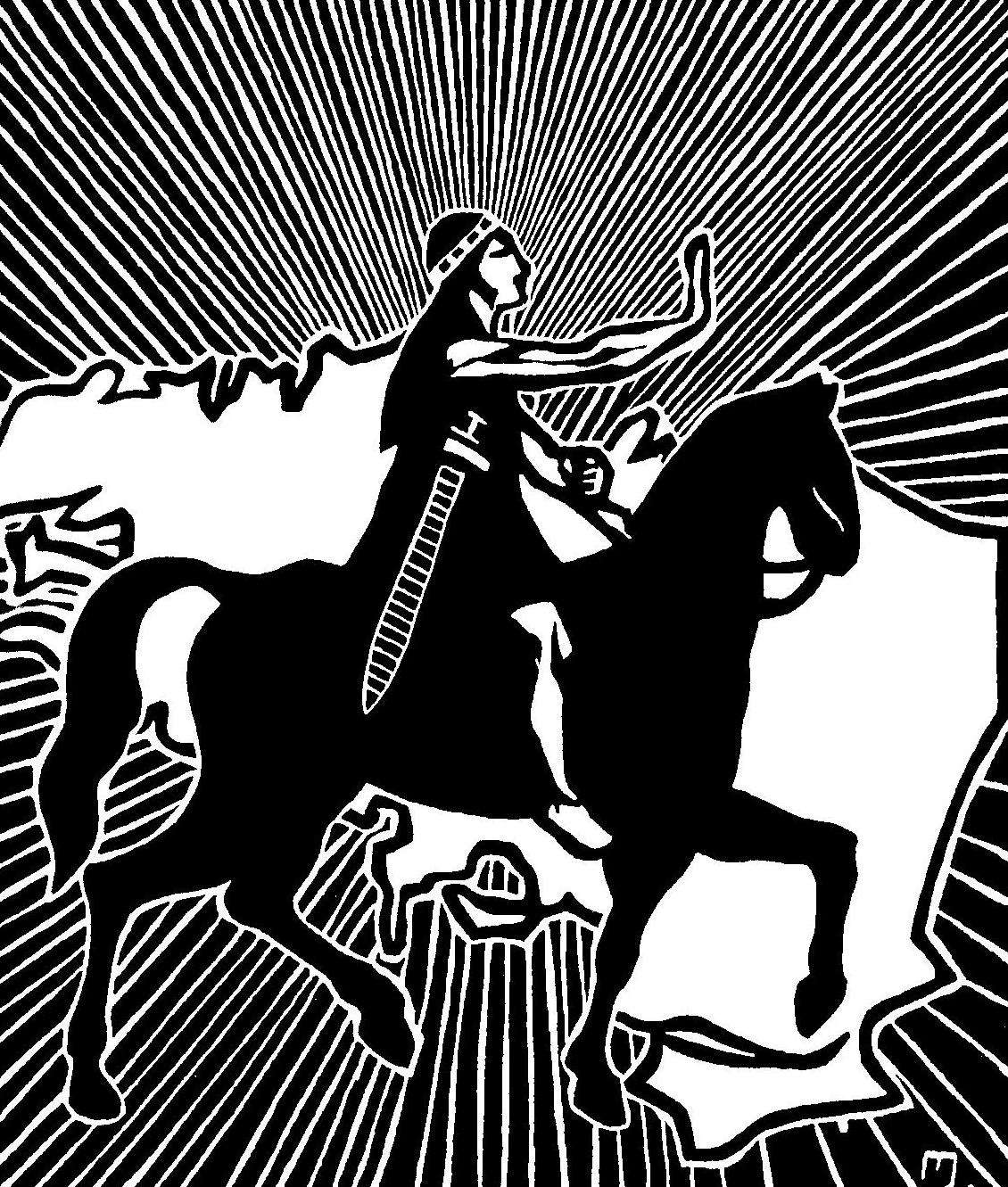
Grabado nacionalista de 1922 de Nominoe, primer rey de Bretaña

Su hijo Erispoe aseguró la independencia del nuevo reino de Bretaña y ganó la batalla de Jengland contra Carlos el Calvo. Los bretones ganaron otra guerra en 867 y el reino alcanzó entonces su máxima extensión: Recibió partes de Normandía, Maine y Anjou y las islas Anglonormandas.

#### Ocupación vikinga
Bretaña fue duramente atacada por los vikingos a principios del siglo X. El reino perdió sus territorios orientales, entre ellos Normandía, Anjou y el condado de Nantes fue entregado a Fulco I de Anjou en 909. Sin embargo, Nantes fue tomada por los vikingos en 914. En esta época, Bretaña también se llamaba Lydwiccum.

#### Ducado de Bretaña
Nantes fue finalmente liberada por Alano II de Bretaña en 937 con el apoyo de su hermano padrino, el rey Æthelstan de Inglaterra.
Alano II expulsó totalmente a los vikingos de Bretaña y recreó un fuerte estado bretón. Por ayudar a eliminar el problema, Alano rindió homenaje a Luis IV de Francia (que era sobrino de Æthelstan y había regresado de Inglaterra el mismo año que Alano II) y así Bretaña dejó de ser un reino y se convirtió en un ducado.

#### Aliados normandos
Varios señores bretones ayudaron a Guillermo el Conquistador a invadir Inglaterra y los bretones formaban más de un tercio de la fuerza de desembarco en 1066. Allí recibieron grandes propiedades (por ejemplo, el primo segundo de Guillermo, Alan Rufus y el hermano de éste, Brian de Bretaña). Los bretones ayudaron a liberar a los córnicos, sustituyendo a los terratenientes anglosajones. Algunos de estos señores eran poderosos rivales.

#### Disputas internas
La Bretaña medieval distaba mucho de ser una nación unida. El rey francés mantenía enviados en Bretaña, las alianzas contraídas por los señores locales a menudo se solapaban y no existía una unidad bretona específica. Por ejemplo, Bretaña sustituyó el latín por el francés como lengua oficial en el siglo XIII, 300 años antes de que lo hiciera Francia y la lengua bretona no tenía estatus oficial.
La política exterior del Ducado cambió muchas veces; los duques solían ser independientes, pero a menudo contraían alianzas con Inglaterra o Francia dependiendo de quién les amenazara en ese momento. Su apoyo a cada nación se hizo muy importante durante el siglo XIV porque los reyes ingleses habían empezado a reclamar el trono francés.
La guerra de sucesión bretona, episodio local de la guerra de los Cien Años, enfrentó a la Casa de Blois, apoyada por los franceses, con la Casa de Montfort, apoyada por los ingleses. Los Montfort vencieron en 1364 y disfrutaron de un periodo de total independencia hasta el final de la guerra de los Cien Años, porque Francia estaba debilitada y dejó de despachar enviados reales a la Corte de Bretaña.
Los fracasos diplomáticos ingleses llevaron a los comandantes de caballería bretones Arturo, conde de Richemont (que más tarde se convertiría en Arturo III, duque de Bretaña) y su sobrino Pedro II, duque de Bretaña, a desempeñar papeles clave en el bando francés durante las fases decisivas de la guerra (incluidas las batallas de Patay, Formigny y Castillon y el Tratado de Arras).
Bretaña perdió de forma importante la Guerra Loca contra Francia en 1488, sobre todo a causa de sus divisiones internas, exacerbadas por la corrupción en la corte de Francisco II, duque de Bretaña. De hecho, algunos señores bretones rebeldes luchaban en el bando francés.

### Unión con la Corona francesa y periodo moderno

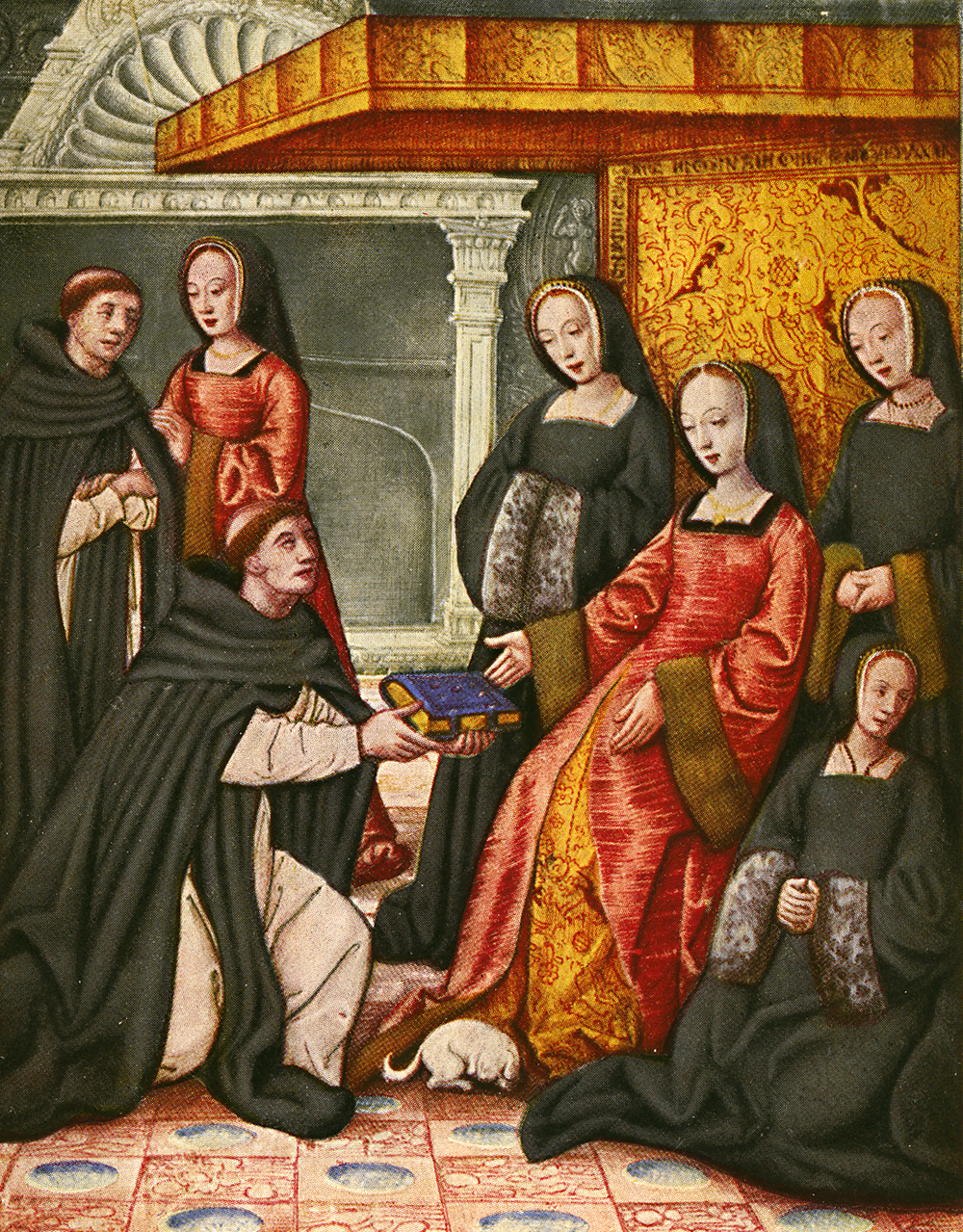
Ana de Bretaña es considerada en Bretaña como una gobernante concienzuda que defendió el ducado frente a Francia.

Como consecuencia de la Guerra Loca, el duque Francisco II no podía casar a su hija Ana sin el consentimiento del rey de Francia. Sin embargo, Ana contrajo matrimonio con el emperador del Sacro Imperio Romano Germánico en 1490, lo que provocó una crisis con Francia. Carlos VIII de Francia sitió Rennes e hizo anular el matrimonio. Finalmente se casó con Ana de Bretaña. Al morir éste sin descendencia, la duquesa tuvo que casarse con su heredero y primo Luis XII. Ana intentó sin éxito preservar la independencia bretona, pero murió en 1514 y la unión entre las dos coronas fue llevada a cabo formalmente por Francisco I en 1532. Concedió varios privilegios a Bretaña, como la exención de la gabela, un impuesto sobre la sal muy impopular en Francia Bajo el Antiguo Régimen, Bretaña y Francia se gobernaban como países separados pero bajo la misma corona, por lo que los aristócratas bretones de la corte real francesa eran clasificados como Princes étrangers (príncipes extranjeros).
Del siglo XV al XVIII, Bretaña alcanzó una edad de oro económica. La región estaba situada en las vías marítimas cercanas a España, Inglaterra y los Países Bajos y se benefició enormemente de la creación de un imperio colonial francés. Los puertos marítimos locales, como Brest y Saint-Brieuc, se expandieron rápidamente y en el siglo XVII se fundó Lorient, primero deletreado "L'Orient". Saint-Malo era entonces conocida por sus corsarios, Brest era una base importante de la marina francesa y Nantes floreció con el comercio atlántico de esclavos. Por su parte, el interior proporcionaba cuerdas de cáñamo y lonas y sábanas de lino. Sin embargo, el colbertismo, que fomentó la creación de numerosas fábricas, no favoreció a la industria bretona, ya que la mayoría de las fábricas reales se abrieron en otras provincias. Además, varios conflictos entre Francia e Inglaterra llevaron a esta última a restringir su comercio y la economía bretona entró en recesión durante el siglo XVIII.

#### El problema de la centralización
En los siglos XVII y XVIII se produjeron dos revueltas importantes: la revuelta del papel sellado (1675) y la conspiración de Pontcallec (1719). Ambas surgieron de los intentos de resistir a la centralización y hacer valer las excepciones constitucionales bretonas a los impuestos.

#### Éxodo bretón
Muchos bretones cruzaron el Atlántico para apoyar la Guerra de Independencia estadounidense, entre ellos muchos marinos como Armand de Kersaint y soldados como Carlos Armando Tiffin, marqués de la Rouërie.

### Revolución Francesa de 1789 – División de Bretaña en cinco departamentos

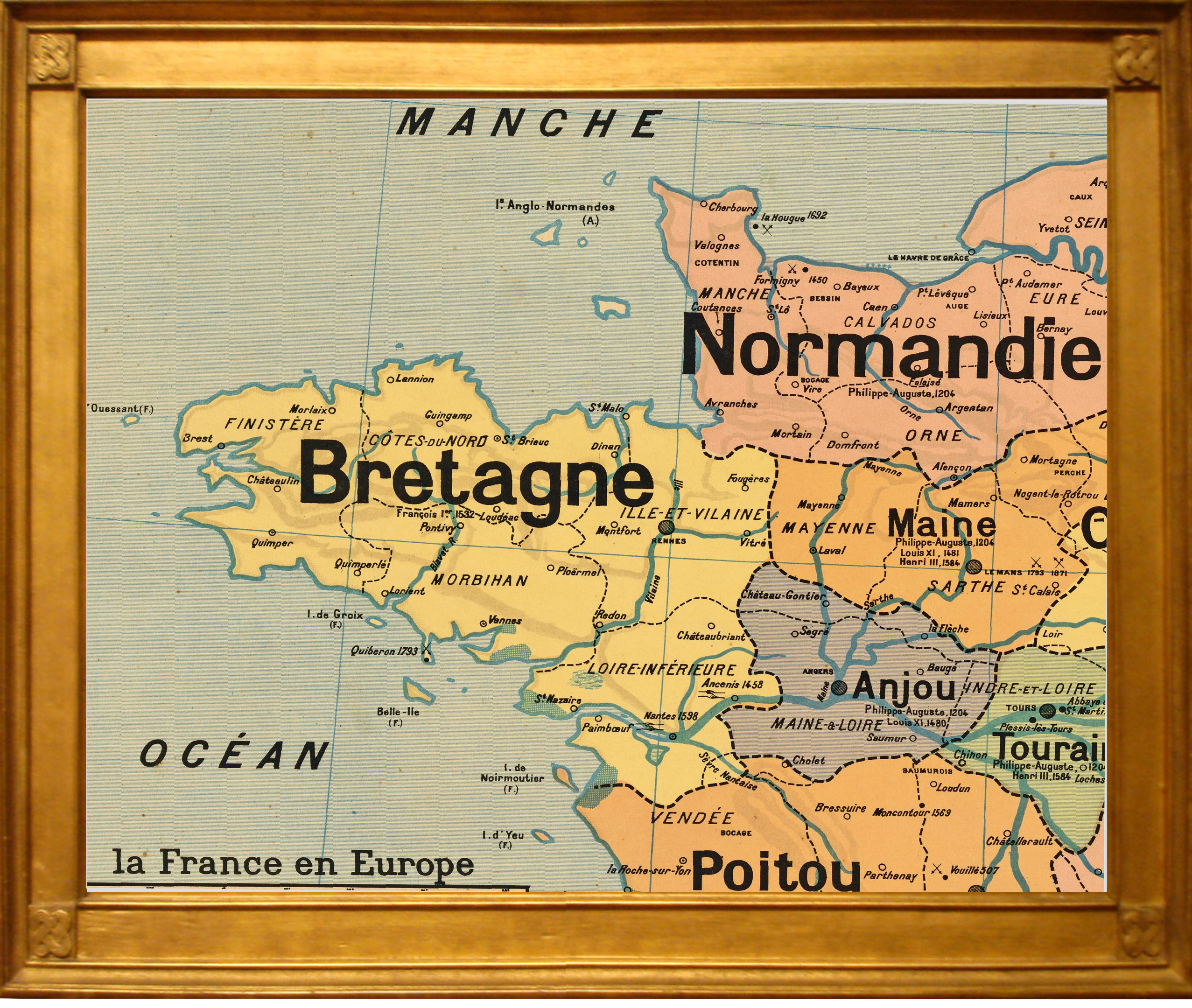
Provincia de Bretaña (1789) - muestra las fronteras internas de cinco nuevos departamentos: Costas de Armor (actual Costas de Armor), Finisterre, Ille y Vilaine, Loire-Inférieure (actual Loira Atlántico) y Morbihan.

El Ducado se abolió legalmente con la Revolución Francesa, que comenzó en 1789 y en 1790 la provincia de Bretaña se dividió en cinco departamentos: Côtes-du-Nord (más tarde Costas de Armor), Finisterre, Ille y Vilaine, Loire-Inférieure (más tarde Loira Atlántico) y Morbihan. Esencialmente, Bretaña perdió todos sus privilegios especiales que existían bajo el Ducado. Tres años más tarde, la zona se convirtió en un centro de resistencia monárquica y católica a la Revolución durante la Chouannerie.
Durante el siglo XIX, Bretaña siguió en recesión económica y muchos bretones emigraron a otras regiones francesas, sobre todo a París. Esta tendencia se mantuvo hasta principios del siglo XX. No obstante, la región también se moderniza, con la construcción de nuevas carreteras y vías férreas y la industrialización de algunas localidades. Nantes se especializa en la construcción naval y la transformación alimentaria (azúcar, frutas y verduras exóticas, pescado...), Fougères en la producción de vidrio y calzado y la metalurgia se practica en pequeñas ciudades como Châteaubriant y Lochrist, conocida por sus movimientos obreros.

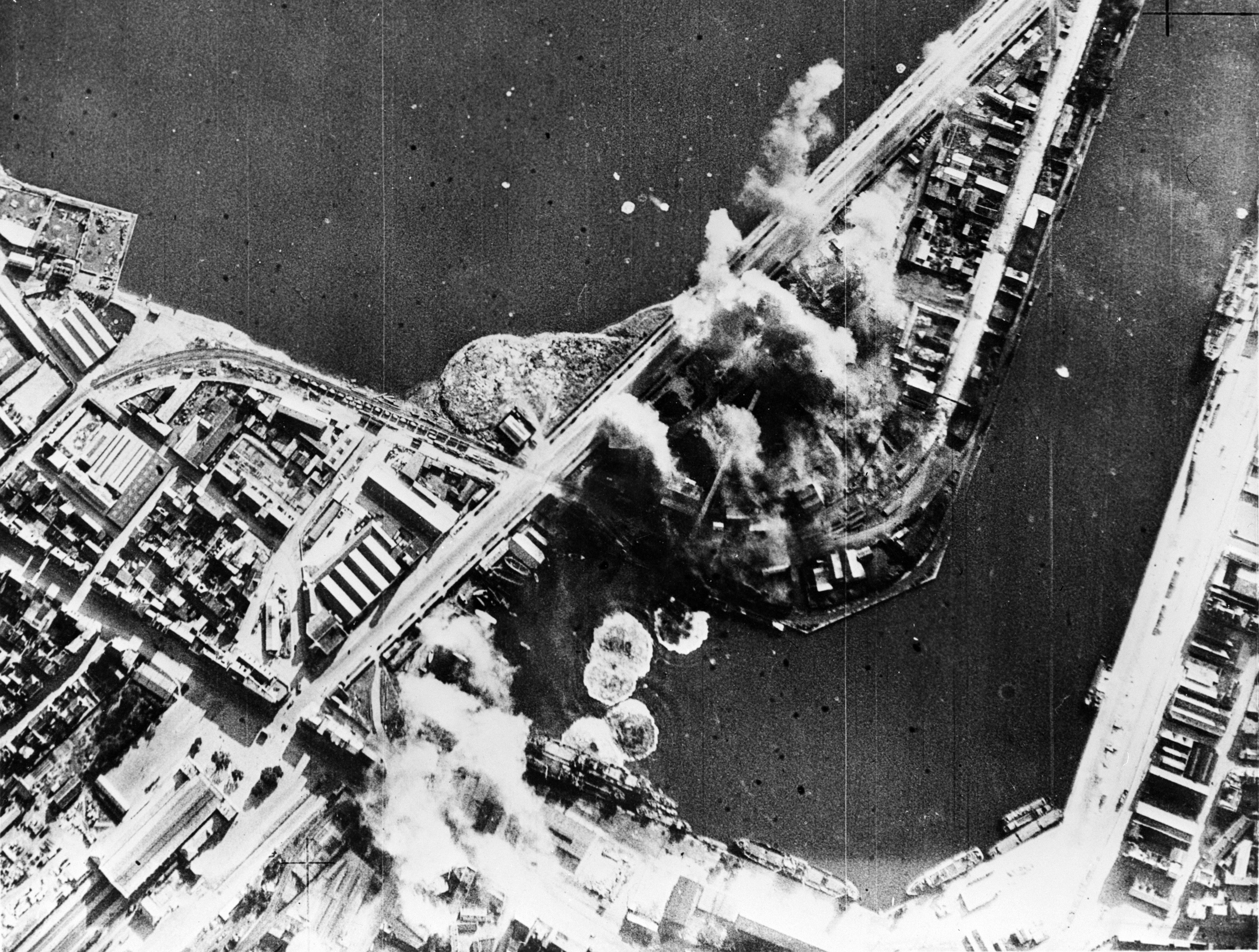
Ataque de la Real Fuerza Aérea a Saint-Malo en 1942

La región siguió siendo profundamente católica y durante el Segundo Imperio se reafirmaron con fuerza los valores conservadores. Cuando se restableció la República en 1871, corrió el rumor de que las tropas bretonas habían sido objeto de desconfianza y malos tratos en Camp Conlie durante la guerra franco-prusiana por temor a que fueran una amenaza para la República.

Los amotinados de Fouesnant detenidos por la Guardia Nacional de Quimper en 1792

Durante el siglo XIX, la lengua bretona empezó a declinar precipitadamente, principalmente a causa de la política de francofonización llevada a cabo bajo la Tercera República. Por un lado, a los niños no se les permitía hablar bretón en la escuela y eran castigados por los profesores si lo hacían. Famosamente, en las escuelas había carteles que decían: "Está prohibido hablar bretón y escupir en el suelo" ("Il est interdit de parler Breton et de cracher par terre").

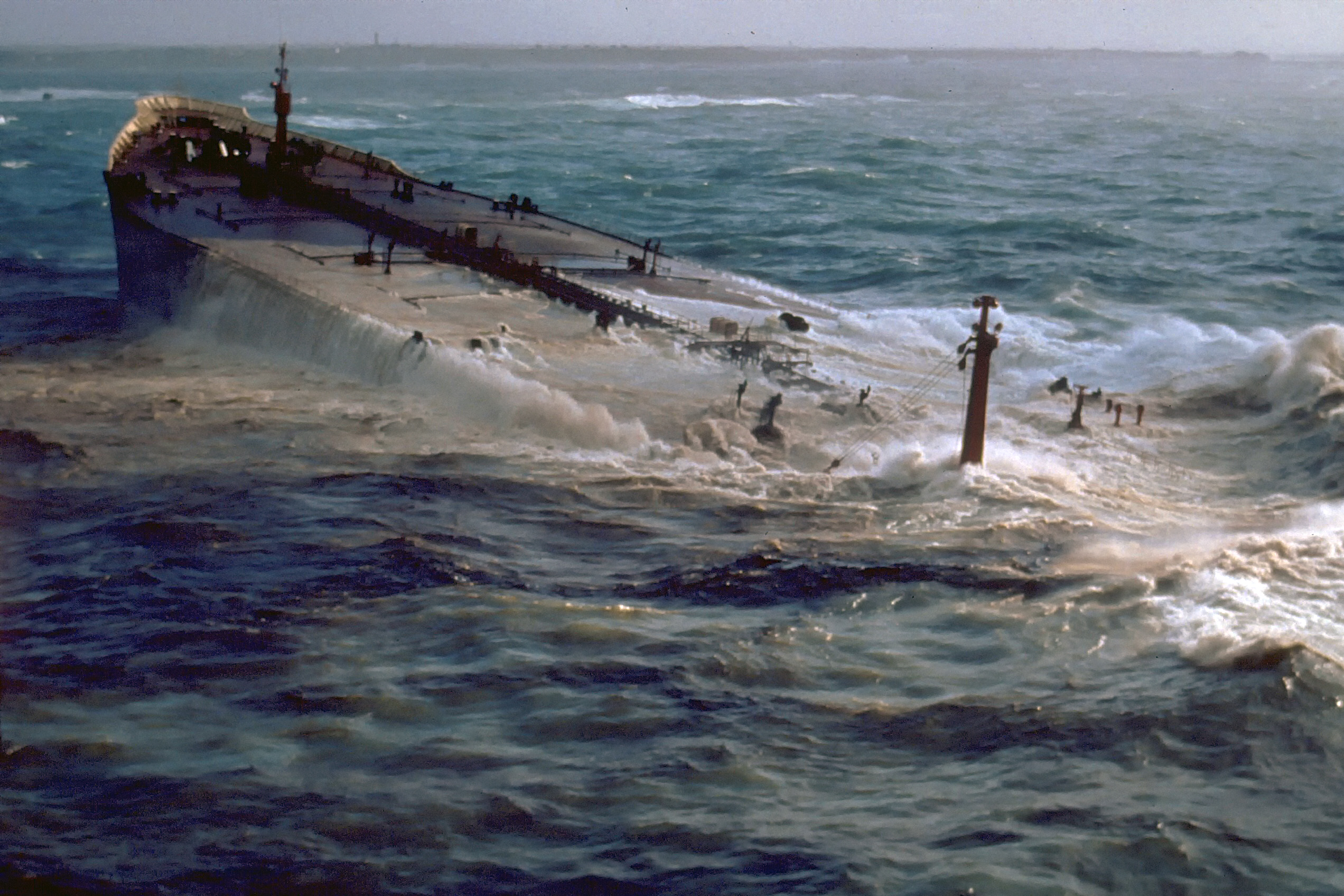
El vertido de petróleo del Amoco Cádiz en 1978 afectó considerablemente a la costa bretona

Al mismo tiempo, el renacimiento celta dio lugar a la fundación de la Unión Regionalista Bretona (URB) y, más tarde, a movimientos independentistas vinculados a partidos irlandeses, galeses, escoceses y córnicos en el Reino Unido, así como al panceltismo. Sin embargo, la audiencia de estos movimientos siguió siendo muy escasa y sus ideas no llegaron a un público amplio hasta el siglo XX. El movimiento Seiz Breur, creado en 1923, permitió un renacimiento artístico bretón, pero sus vínculos con el nazismo y el colaboracionismo del Partido Nacional Bretón durante la Segunda Guerra Mundial debilitaron el nacionalismo bretón en la posguerra.
Bretaña perdió 240.000 hombres durante la Primera Guerra Mundial. La Segunda Guerra Mundial también fue catastrófica para la región. Fue invadida por la Alemania nazi en 1940 y liberada tras la Operación Cobra en agosto de 1944. Sin embargo, los alrededores de Saint-Nazaire y Lorient no se rindieron hasta el 10 y 11 de mayo de 1945, varios días después de la capitulación alemana. Las dos ciudades portuarias habían sido prácticamente destruidas por los bombardeos aéreos aliados, al igual que Brest y Saint-Malo y otras ciudades, como Nantes y Rennes, también habían sufrido las consecuencias.
En 1956, Bretaña se reconstituyó legalmente como Región de Bretaña, aunque la región excluía la capital ducal de Nantes y sus alrededores. No obstante, Bretaña conservó su especificidad cultural y en los años sesenta y setenta surgió un nuevo renacimiento cultural. Se abrieron escuelas bilingües, los cantantes empezaron a componer canciones en bretón y catástrofes ecológicas como la marea negra del Amoco Cádiz o el vertido del Erika y la contaminación de las aguas por la cría intensiva de cerdos favorecieron nuevos movimientos de protección del patrimonio natural.

## Gobierno y política

### Subdivisiones tradicionales
Bretaña como entidad política desapareció en 1790, cuando se dividió en cinco departamentos. Los départements bretones corresponden más o menos a las nueve diócesis católicas que aparecieron a principios de la Edad Media. A menudo se llamaban "pays" o "bro" ("país" en francés y en bretón) y también servían como distritos fiscales y militares. Bretaña también se divide en Baja Bretaña ("Basse Bretagne" y "Breizh Izel"), que corresponde a la mitad occidental, donde se habla tradicionalmente el bretón y Alta Bretaña ("Haute Bretagne" y "Breizh Uhel"), que corresponde a la mitad oriental, donde se habla tradicionalmente el galó. Las diócesis históricas bretonas eran:
Alta Bretaña:
- El Pays nantais, alrededor de Nantes, correspondiente al departamento de Loira Atlántico.
- El Pays rennais, alrededor de Rennes, que forma parte del departamento de Ille y Vilaine.
- El Pays de Dol, alrededor de Dol-de-Bretagne, correspondiente a la parte norte del departamento de Ille y Vilaine.
- El Pays de Saint-Brieuc, alrededor de Saint-Brieuc, que forma parte del departamento de Costas de Armor.
- El Pays de Saint-Malo, alrededor de Saint-Malo, dividido entre Ille y Vilaine, Costas de Armor y Morbihan.

Baja Bretaña:
- El Pays vannetais, alrededor de Vannes, correspondiente al departamento de Morbihan.
- La Cornouaille, alrededor de Quimper, dividida entre Finisterre y Costas de Armor.
- El Léon, alrededor de Saint-Pol-de-Léon, correspondiente a la parte norte del departamento de Finisterre.
- El Trégor, alrededor de Tréguier, que forma parte del departamento de Costas de Armor.

Durante la Revolución Francesa, cuatro diócesis fueron suprimidas y las cinco restantes fueron modificadas para tener las mismas fronteras administrativas que los departamentos.

### Capitales

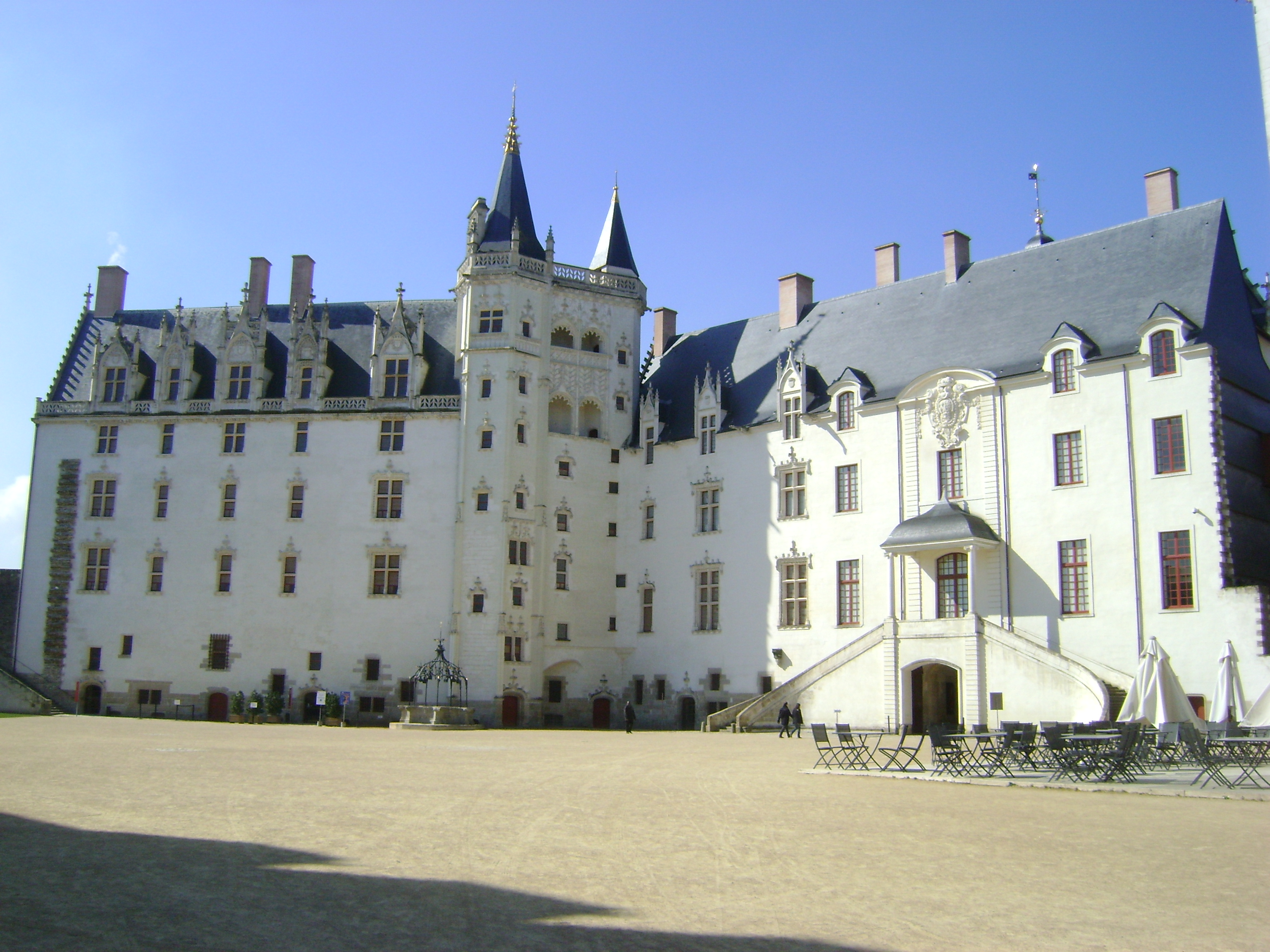
El castillo de los duques de Bretaña en Nantes, residencia permanente de los últimos duques

Bretaña cuenta con varias capitales históricas. Cuando era un ducado independiente, los Estados de Bretaña, que pueden compararse a un parlamento, se reunían en varias ciudades: Dinan, Ploërmel, Redon, Rennes, Vitré, Guérande y, sobre todo, Vannes, donde se reunieron 19 veces y Nantes, 17 veces. La Corte y el gobierno también eran muy móviles y cada dinastía favorecía sus propios castillos y fincas. Los duques vivían principalmente en Nantes, Vannes, Redon, Rennes, Fougères, Dol-de-Bretagne, Dinan y Guérande. Todas estas ciudades, excepto Vannes, están situadas en la Alta Bretaña, por lo que no se encuentran en la zona de habla bretona.
De todas estas ciudades, sólo Nantes, Rennes y Vannes, que eran las más grandes, podían aspirar realmente a la capitalidad. Los duques eran coronados en Rennes y tenían allí un gran castillo; sin embargo, fue destruido durante el siglo XV. Vannes, por su parte, fue sede de la Cámara de Cuentas y del Parlamento hasta la unión con Francia. El Parlamento se trasladó entonces a Rennes y la Cámara de Cuentas a Nantes. Nantes, apodada "la ciudad de los duques de Bretaña", fue también la residencia permanente de los últimos duques. El castillo de los duques de Bretaña sigue en pie en el centro de la ciudad. En la actualidad, Rennes es la única capital oficial de la región de Bretaña. También es la sede de una provincia eclesiástica que engloba Bretaña y la región de Países del Loira.

### Subdivisiones actuales

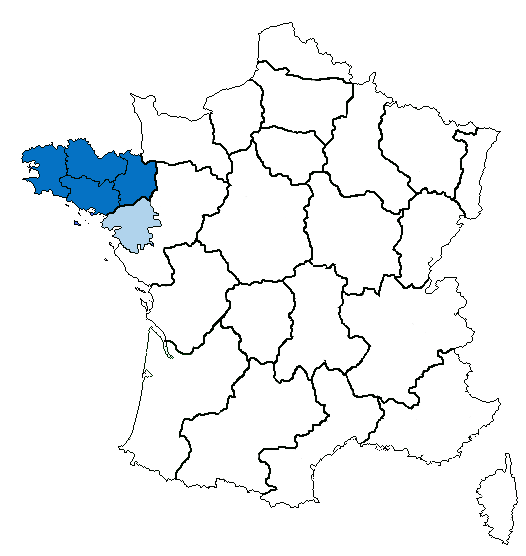
La región de Bretaña comprende cuatro departamentos históricos bretones. Loira Atlántico, en azul claro, forma parte de la región Países del Loira.

Durante la Revolución Francesa, Bretaña se dividió en cinco departamentos, cada uno de ellos formado por tres o cuatro distritos. Los distritos se dividen a su vez en cantones, que a su vez están formados por uno o varios municipios. Las comunas y los departamentos tienen un consejo local elegido por sus ciudadanos, pero los arrondissements y los cantones no están dirigidos por cargos electos. Los cantones sirven de circunscripción electoral para la elección de los consejos departamentales y los distritos están dirigidos por un subprefecto nombrado por el Presidente de la República. El Presidente nombra también un prefecto en cada departamento.
Dado que los departamentos son pequeños y numerosos, el gobierno francés intentó crear regiones más amplias durante el siglo XX. Para los nacionalistas bretones, era una ocasión de recrear Bretaña como entidad política y administrativa, pero la nueva región debía ser económicamente eficiente. Nantes y su departamento, Loira Atlántico, suscitaban inquietud porque estaban descentrados, más integrados con el valle del Loira que con la península bretona. El gobierno francés y los políticos locales también temían que Nantes, por su población y su antigua capitalidad bretona, mantuviera una competencia perniciosa con Rennes para hacerse con las instituciones y las inversiones regionales.
Desde los años veinte se habían propuesto varios proyectos de regiones francesas y las regiones definitivas se trazaron en 1956. La nueva Bretaña tenía cuatro departamentos y Loira Atlántico formaba la región Países del Loira junto con partes de Anjou, Maine y Poitou. En 1972, las regiones recibieron sus competencias actuales, con un consejo regional elegido. Desde entonces, la región de Bretaña tiene su propio consejo y órganos administrativos.

### Reunificación

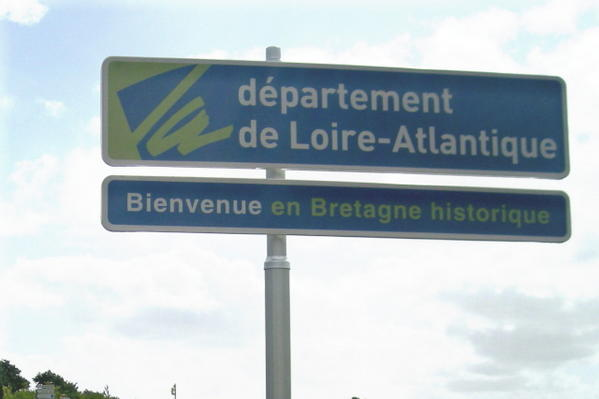
Esta señal de tráfico del Loira Atlántico reza "bienvenido a la Bretaña histórica"

Cuando se creó la región de Bretaña, varios políticos locales se opusieron a la exclusión de Loira Atlántico y la cuestión sigue pendiente.
Los obstáculos a la reunificación son los mismos que en 1956: tener Nantes en Bretaña podría perjudicar la posición de Rennes y crear un desequilibrio económico entre la Baja y la Alta Bretaña. Además, la región de Países del Loira no podría existir sin Loira Atlántico, porque perdería su capital político y económico. Sin Loira Atlántico, los demás departamentos ya no formarían una región eficaz y tendrían que integrar regiones vecinas como Centre-Val de Loire y Nueva Aquitania.
Sin embargo, varias instituciones han respaldado la reunificación, como el Consejo Regional de Bretaña desde 2008 y el Consejo de Loira Atlántico desde 2001. Algunos políticos, como Jean-Marc Ayrault, ex Primer Ministro francés y ex alcalde de Nantes, son partidarios en cambio de la creación de una "región del Gran Oeste", que englobaría Bretaña y la región de Países del Loira. Los sondeos muestran que el 58% de los bretones y el 62% de los habitantes de Loira Atlántico están a favor de la reunificación.

### Tendencias políticas
Hasta finales del siglo XX, Bretaña se caracterizaba por una fuerte influencia católica y conservadora. Sin embargo, algunas zonas, como la región industrial en torno a Saint-Nazaire y Lorient y los alrededores de Tréguier, son tradicionales bastiones socialistas y comunistas. Los partidos de izquierdas, principalmente el Partido Socialista y Los Verdes, han cobrado fuerza a partir de los años 70 y forman mayoría en el Consejo Regional de Bretaña desde 2004. Los consejos de Loira Atlántico e Ille y Vilaine también están en manos de la izquierda desde 2004.
El partido socialista ocupa el ayuntamiento de Costas de Armor desde 1976 y el de Finisterre desde 1998. Por su parte, Morbihan sigue siendo un bastión de la derecha. Los partidos locales tienen muy poca audiencia, salvo la Unión Democrática Bretona, que tiene escaños en el Consejo Regional y en otras asambleas locales. Aboga por una mayor autonomía de la región y sus posiciones son muy próximas a las de los partidos socialistas. También tiene una fuerte orientación ecologista. La audiencia de los partidos de extrema derecha es menor en Bretaña que en el resto de Francia.

## Geografía e historia natural

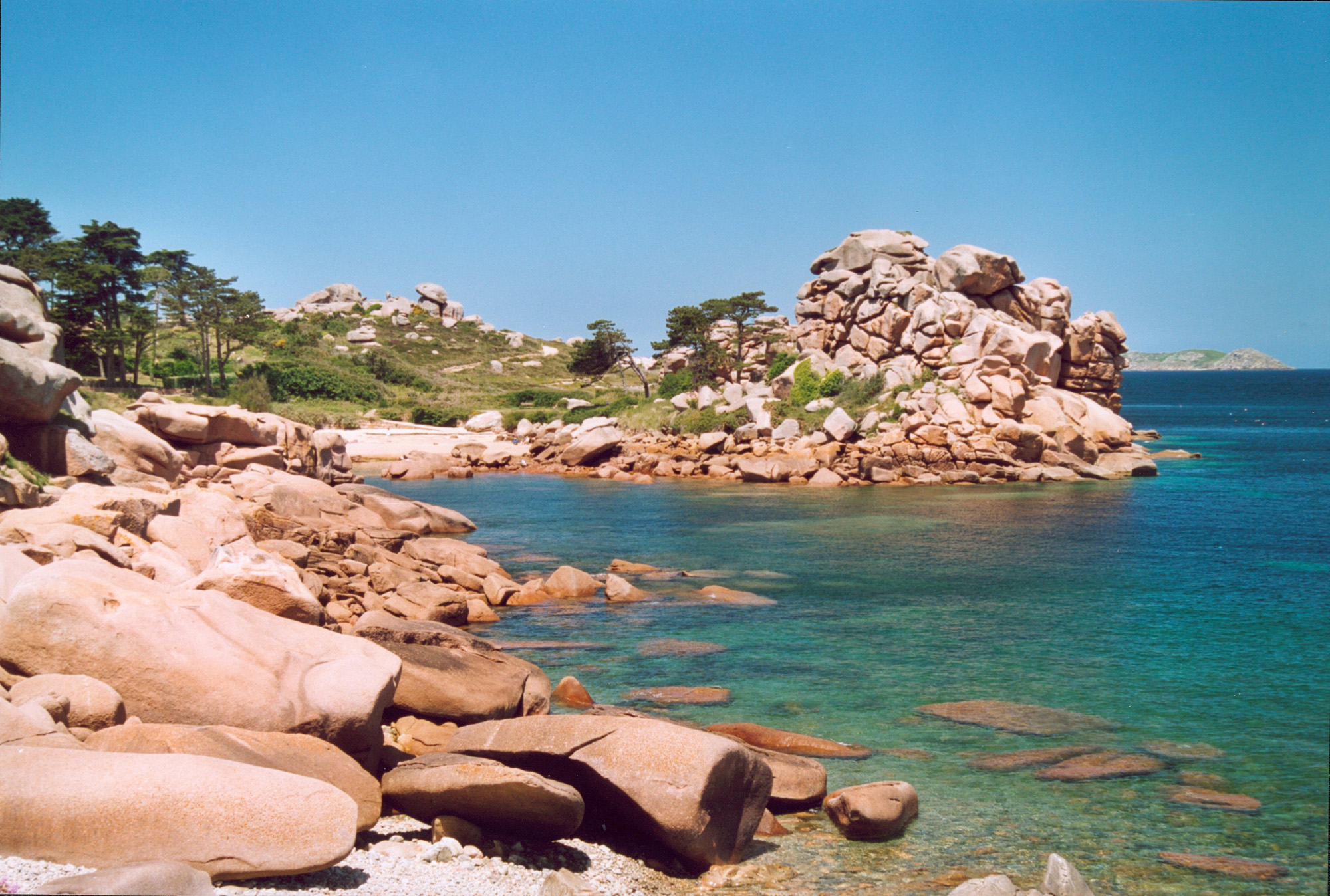
La costa de granito rosa alrededor de Trégastel

Bretaña es la mayor península francesa. Tiene unos 34 030 km2 y se extiende hacia el noroeste y el océano Atlántico. Limita al norte con el Canal de la Mancha, al sur con el golfo de Vizcaya y las aguas situadas entre la costa occidental y la isla de Ouessant forman el mar de Iroise.
La costa bretona está muy recortada, con numerosos acantilados, rías y cabos. El golfo de Morbihan es un inmenso puerto natural con unas cuarenta islas que constituye casi un mar cerrado. En total, unas 800 islas se encuentran frente al continente; la mayor es Belle Île, en el sur. Bretaña tiene más de 2.860 km de costa; representa un tercio del litoral francés.
La región es generalmente montañosa porque corresponde al extremo occidental del Macizo Armoricano, una cordillera muy antigua que se extiende también por Normandía y la región de Países del Loira. Debido a esta continuidad, la frontera bretona con el resto de Francia no está marcada por ningún hito geográfico fuerte, aparte del río Couesnon, que separa Bretaña de Normandía.

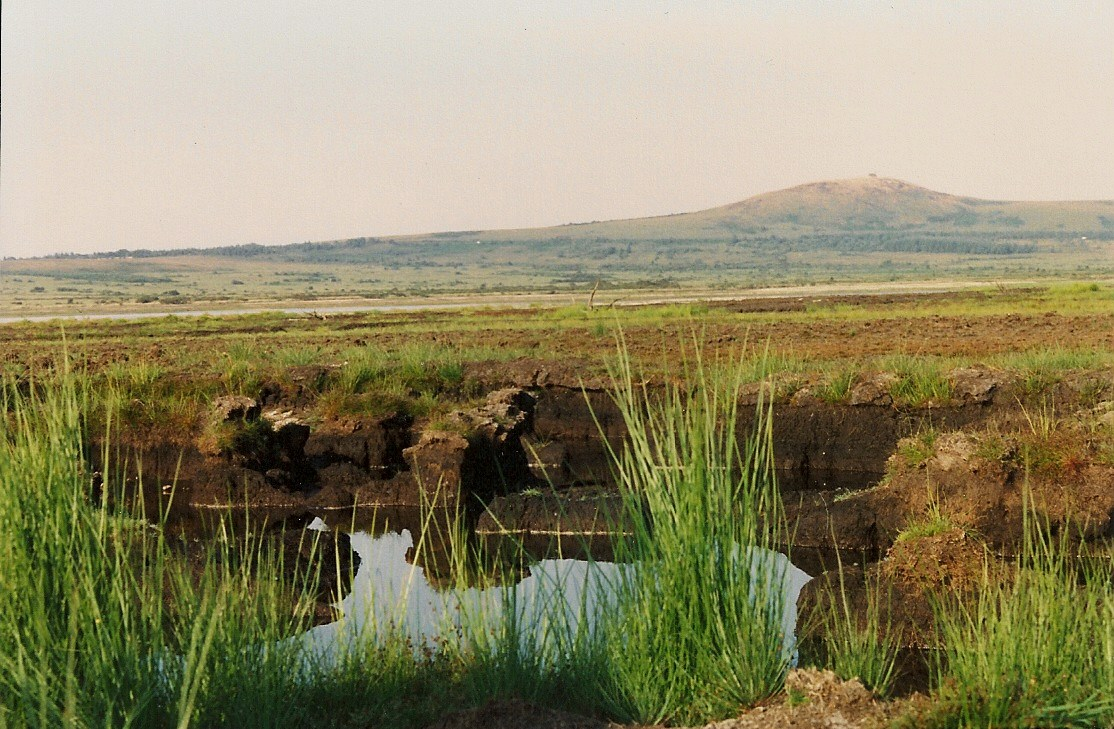
Una turbera alrededor de los Montes de Arrée

El Macizo Armoricano alcanza su máxima elevación fuera de Bretaña, en la vecina Mayenne, a 417 m y se inclina hacia el oeste antes de enderezarse en su extremo occidental, con las Montaña Negra y los Montes de Arrée. La colina más alta de Bretaña es el Roc'h Ruz, en los Montes de Arrée, con 385 m de altitud. Le siguen de cerca varias colinas vecinas que culminan a unos 384 m sobre el nivel del mar.
Las zonas costeras suelen denominarse Armor o Arvor ("junto al mar" en bretón) y las del interior Argoat ("junto al bosque"). Los mejores suelos estaban primitivamente cubiertos por grandes bosques que fueron progresivamente sustituidos por bocage durante la Edad Media. El bocage bretón, con sus pequeños campos delimitados por espesos setos, casi ha desaparecido desde los años sesenta para adaptarse a las necesidades y métodos de la agricultura moderna, en particular la mecanización.
Todavía existen varios bosques, como el de Paimpont, del que a veces se dice que es la Brocelianda artúrica. Las zonas pobres y rocosas están cubiertas por grandes brezales y páramos y Bretaña cuenta con varias ciénaga, como la de Brière, incluida en un parque natural regional. Otro parque regional abarca los Montes de Arrée y el litoral marítimo de Iroise. El mar de Iroise es también reserva de la biosfera de la UNESCO (en inglés, United Nations Educational, Scientific and Cultural Organization).

### Geología

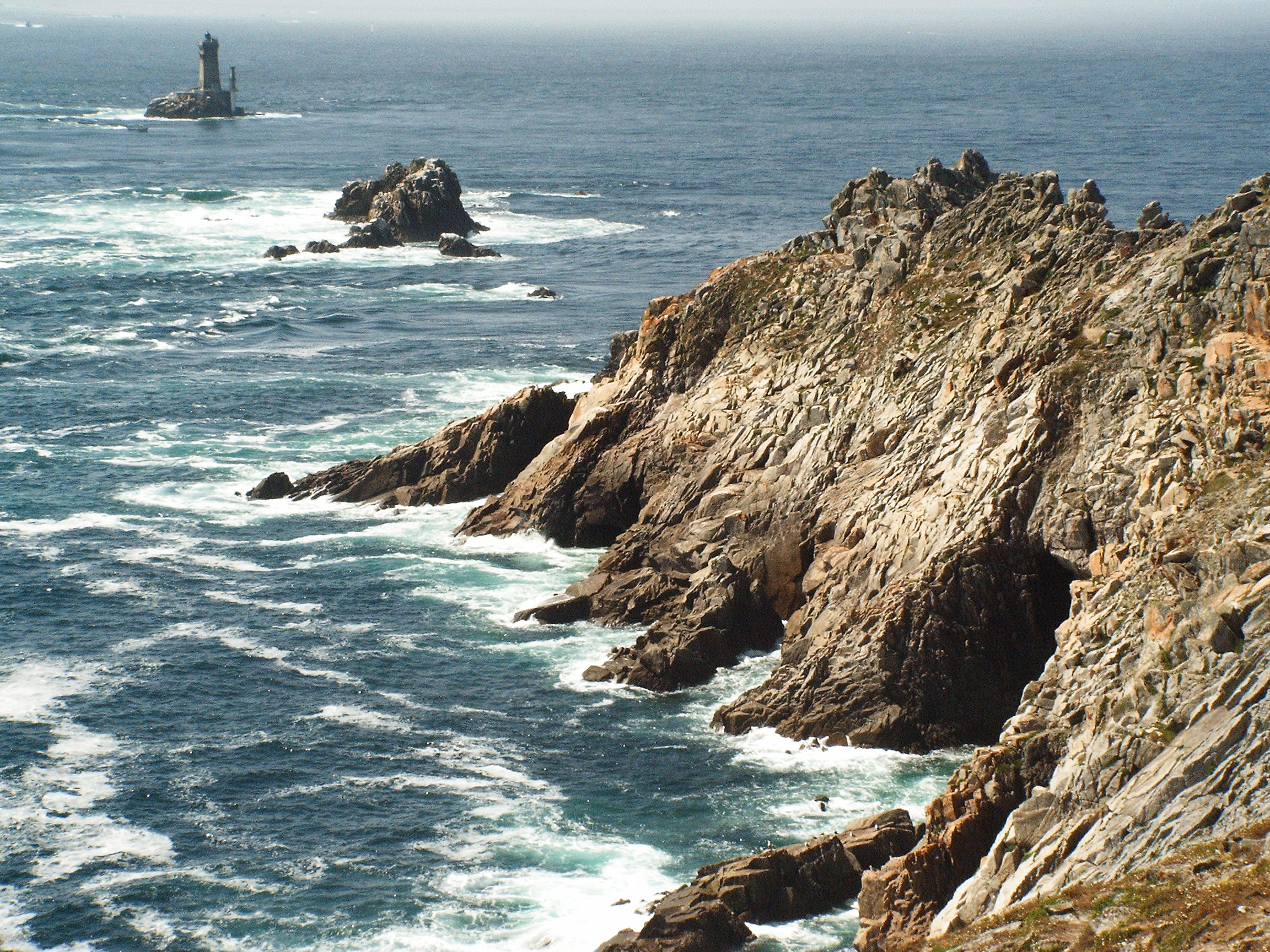
La Punta de Raz, uno de los extremos más occidentales de Bretaña y de la Francia metropolitana.

La península bretona apareció durante la orogenia caledoniana, que formó su litoral septentrional, entre Guingamp y Fougères. La parte meridional emergió durante la orogenia hercínica. Al mismo tiempo, una intensa actividad volcánica dejó grandes cantidades de granito. Entre el Cadomiense y el Hercínico, la región se sumergió varias veces y el mar dejó fósiles y rocas sedimentarias, sobre todo esquistos y areniscas. Debido a la ausencia de caliza, los suelos de Bretaña suelen ser ácidos.
El macizo armoricano se enderezó y aplanó varias veces durante la formación de los Pirineos y los Alpes. Los cambios del nivel del mar y del clima provocaron una fuerte erosión y la formación de más rocas sedimentarias. El metamorfismo es responsable del característico esquisto azul local y del rico subsuelo de la isla de Groix, compuesto por glaucofana y epidota.
Durante las glaciaciones del Cuaternario, Bretaña quedó cubierta por loess y los ríos empezaron a rellenar los valles con depósitos aluviales. Los propios valles fueron el resultado de una fuerte actividad tectónica entre la placa africana y la euroasiática. El paisaje bretón actual no adquirió su forma definitiva antes de hace un millón de años. El subsuelo bretón se caracteriza por una enorme cantidad de fracturas que forman un gran acuífero que contiene varios millones de metros cuadrados de agua.

### Clima
Bretaña se encuentra en la zona templada septentrional. Su clima marítimo es cambiante, similar al de Cornualles. Llueve con regularidad, pero también son frecuentes los días soleados y despejados. En los meses de verano, las temperaturas de la región pueden alcanzar los 30 °C, aunque el clima sigue siendo agradable, sobre todo si se compara con las regiones francesas situadas al sur del Loira. La diferencia de temperatura entre verano e invierno es de unos 15 grados, pero varía en función de la proximidad del mar. El tiempo suele ser más suave en el litoral que en el interior, pero las precipitaciones se producen con la misma intensidad en ambos. Los Montes de Arrée, a pesar de su escasa elevación, registran muchas más precipitaciones que el resto de la región. La costa sur, entre Lorient y Pornic, disfruta de más de 2.000 horas de sol al año.

### Flora y fauna

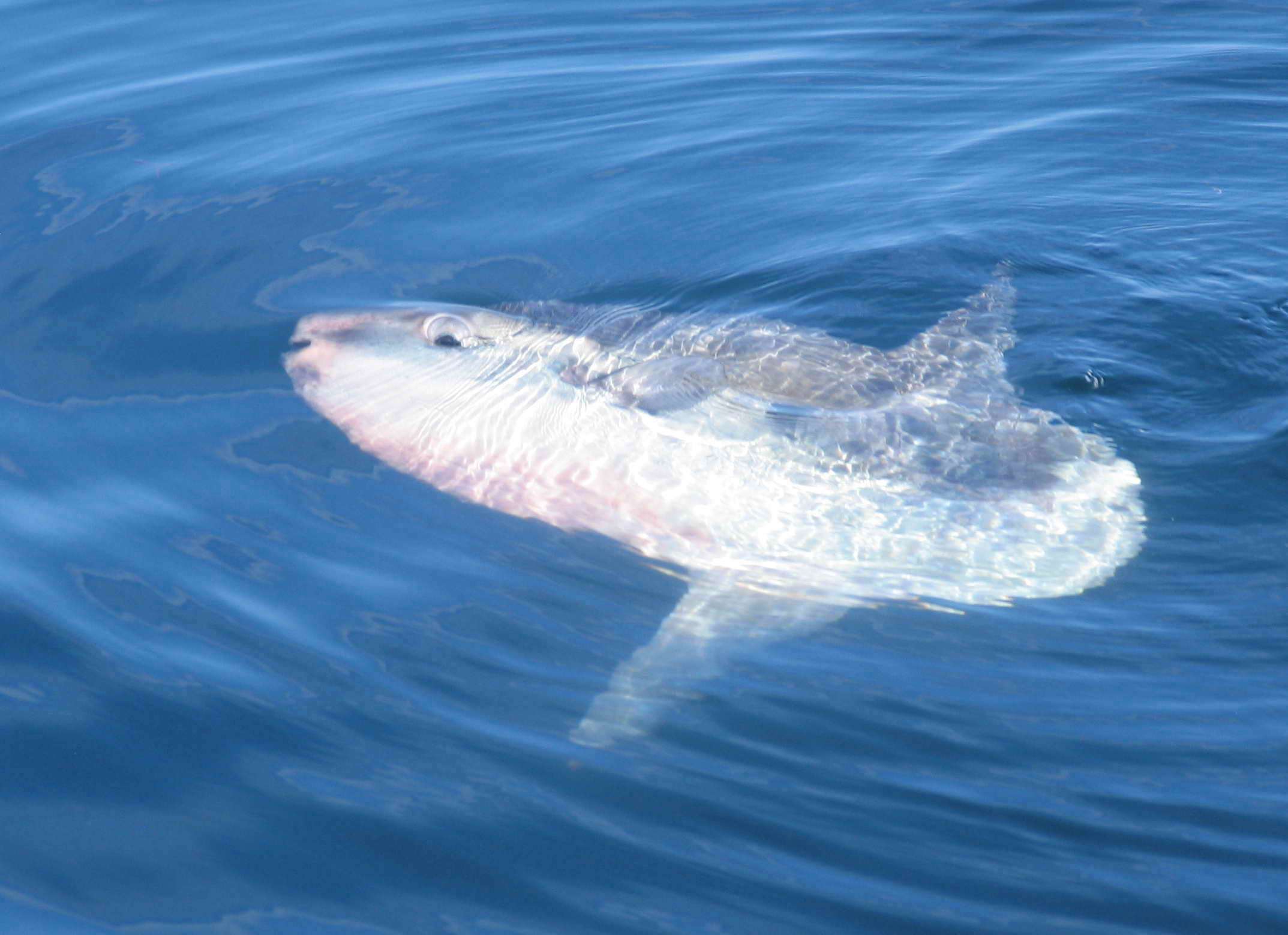
Un pez luna exhibiendo su característico comportamiento de asoleamiento horizontal a varias millas de Penmarch.

La fauna de Bretaña es típica de Francia con varias distinciones. Por un lado, la región, debido a su largo litoral, posee una rica fauna oceánica y algunas aves no pueden verse en otras regiones francesas. Por otro lado, las especies que se encuentran en el interior suelen ser comunes para Francia y como Bretaña es una península, el número de especies es menor en su extremo occidental que en la parte oriental.
Cerca de la orilla se puede observar una gran variedad de aves marinas, que albergan colonias de cormoranes, gaviotas, alcas, alcatraces boreales, araos comunes y frailecillos atlánticos. La mayoría de estas aves crían en islas y rocas aisladas, por lo que son difíciles de observar. El interior alberga especies europeas comunes como faisanes, golondrinas comunes, becadas, vencejos comunes y perdices.

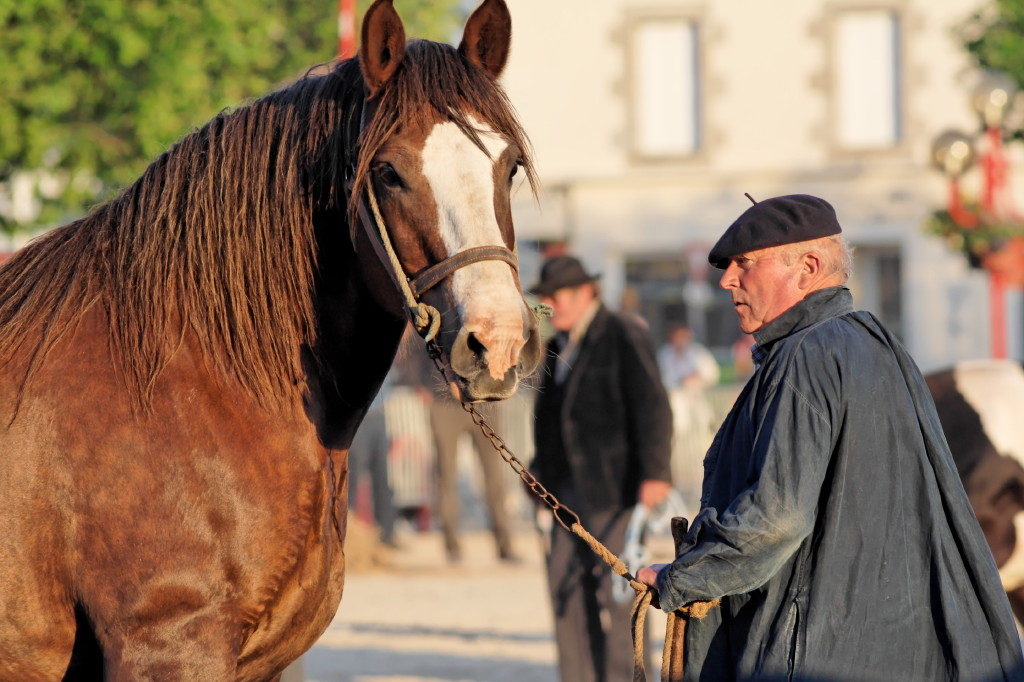
Un caballo bretón

Al igual que Cornualles, Gales e Irlanda, las aguas de Bretaña atraen a animales marinos como tiburones peregrinos, focas grises, tortugas laúd, delfines, marsopas, medusas, cangrejos y langostas. La lubina es común a lo largo de la costa, las pintarrojas viven en la plataforma continental y los rabiles y rape pueblan las aguas profundas. Entre los peces de río destacan la trucha, el salmón atlántico, el lucio, sombras y la lamprea. Los ríos bretones también albergan castores y nutrias y algunas especies invasoras americanas, como el coipo, que destruye el ecosistema y aceleró la extinción del visón europeo.
Entre los invertebrados, destacan en Bretaña el caracol de Quimper, el náyade perlífera y el cangrejo de río europeo. Los grandes mamíferos bretones se extinguieron durante la Edad Moderna, incluido el lobo. En la actualidad, destacan el corzo, el jabalí, el zorro, la liebre y varias especies de murciélagos.
Bretaña es conocida por el caballo bretón, una raza local de caballo de tiro y por el perro de caza bretón. La región también posee sus propias razas bovinas, algunas de ellas en vías de extinción: la Bretonne Pie Noir, la Froment du Léon, la Armoricaine y la Nantaise.
Los bosques, dunas, páramos y pantanos bretones albergan varias plantas emblemáticas, como las variedades endémicas de cistus, aster y linaria, la Hippocrepis comosa y el lotus maritimus.

## Educación

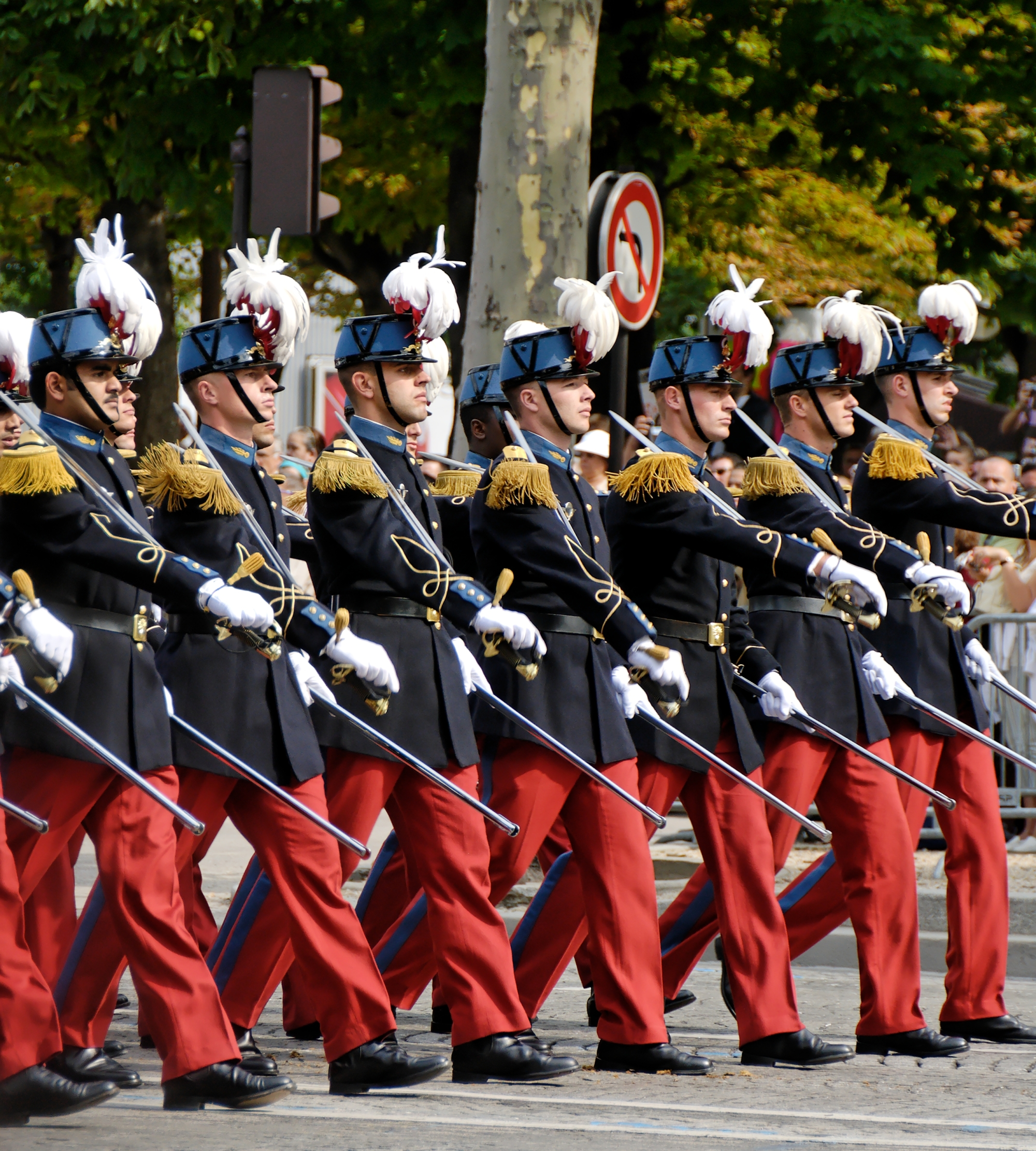
Un batallón de la academia militar de Saint-Cyr-Coëtquidan

Bretaña tiene el mismo sistema educativo que el resto de Francia. Como en otras regiones francesas, la educación formal antes del siglo XIX era patrimonio de la élite. Antes de 1460, Bretaña no tenía universidad y los estudiantes bretones tenían que ir a Angers, Poitiers o Caen. La Universidad de Nantes se fundó bajo el duque Francisco II, que quería afirmar la independencia bretona de Francia. En ella se impartían todas las disciplinas tradicionales: artes, teología, derecho y medicina. En el siglo XVII contaba con unos 1.500 estudiantes. Decayó durante el siglo XVIII, sobre todo porque Nantes florecía con el comercio atlántico de esclavos y no prestaba atención a sus instituciones culturales.
Finalmente, un alcalde solicitó el traslado de la universidad a Rennes, más dedicada a la cultura y la ciencia y las facultades se trasladaron progresivamente allí a partir de 1735. El traslado fue interrumpido por la Revolución Francesa y todas las universidades francesas fueron disueltas en 1793.
Napoleón reorganizó el sistema educativo francés en 1808. Creó nuevas universidades e inventó dos instituciones de enseñanza secundaria: los "collèges" y los "lycées", que se abrieron en numerosas ciudades para educar a los varones y formar una nueva élite. Durante el siglo XIX se recreó progresivamente una nueva Universidad de Rennes.
Mientras tanto, se promovieron varias leyes para abrir escuelas, sobre todo para niñas. En 1882, Jules Ferry logra aprobar una ley que hace que la enseñanza primaria en Francia sea gratuita, no clerical (laïque) y obligatoria. Así, se abrieron escuelas gratuitas en casi todos los pueblos de Bretaña.

### Lenguaje de la humillación
Jules Ferry también promovió políticas educativas que establecían el francés como lengua de la República y la enseñanza obligatoria era un medio para erradicar las lenguas y dialectos regionales. En Bretaña, se prohibió a los alumnos hablar bretón o galó y ambos fueron fuertemente depreciados. Las prácticas humillantes destinadas a erradicar la lengua y la cultura bretonas prevalecieron en las escuelas públicas hasta finales de los años sesenta.
En respuesta, en 1977 se fundaron las escuelas Diwan para enseñar el bretón por inmersión. Han enseñado a unos cuantos miles de jóvenes desde primaria hasta bachillerato y han ganado más fama debido a su alto nivel de resultados en los exámenes escolares.
También se ha implantado un enfoque bilingüe en algunas escuelas públicas después de 1979 y algunas escuelas católicas han hecho lo mismo después de 1990. Además, Bretaña, con la vecina región de Países del Loira, sigue siendo un bastión de la enseñanza privada católica, con unas 1.400 escuelas.

### Otros institutos de enseñanza
Durante el siglo XX, la enseñanza superior se desarrolló con la creación de la École centrale de Nantes en 1919, la Universidad de Nantes en 1961, la ESC Bretagne Brest en 1962, la Universidad de Bretaña Occidental en 1971, la École Nationale Supérieure des Télécommunications de Bretagne en 1977 y la Universidad de Bretaña Meridional en 1995. La Universidad Católica del Oeste, con sede en Angers, también abrió clases en varias ciudades bretonas. En 1969, la Universidad de Rennes se dividió entre la Universidad de Rennes 1 y la Universidad de Rennes 2 - Alta Bretaña. Tras la Segunda Guerra Mundial, la Ecole Spéciale Militaire de Saint-Cyr, la principal academia militar francesa, se instaló en Coëtquidan.

## Economía

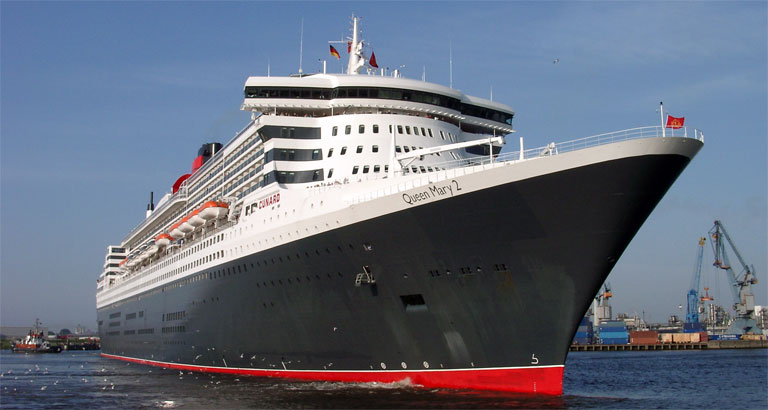
El RMS Queen Mary 2, en su día el mayor buque de pasajeros del mundo, se construyó en Saint-Nazaire.

Bretaña, aparte de algunas zonas como Lorient, Nantes y Saint-Nazaire, nunca ha estado muy industrializada. Hoy en día, la pesca y la agricultura siguen siendo actividades importantes. Bretaña cuenta con más de 40.000 explotaciones, en su mayoría orientadas a la cría de ganado bovino, porcino y aves de corral, así como a la producción de cereales y hortalizas. El número de explotaciones tiende a disminuir, pero se fusionan en fincas muy grandes. Bretaña es el primer productor francés de hortalizas (judías verdes, cebollas, alcachofas, patatas, tomates...). Los cereales se cultivan sobre todo para alimentar al ganado. El vino, sobre todo el muscadet, se elabora en una pequeña región al sur de Nantes. Bretaña es la primera región pesquera de Francia. Esta actividad emplea a unas 15.000 personas y más de 2.500 empresas trabajan en la transformación del pescado y el marisco.

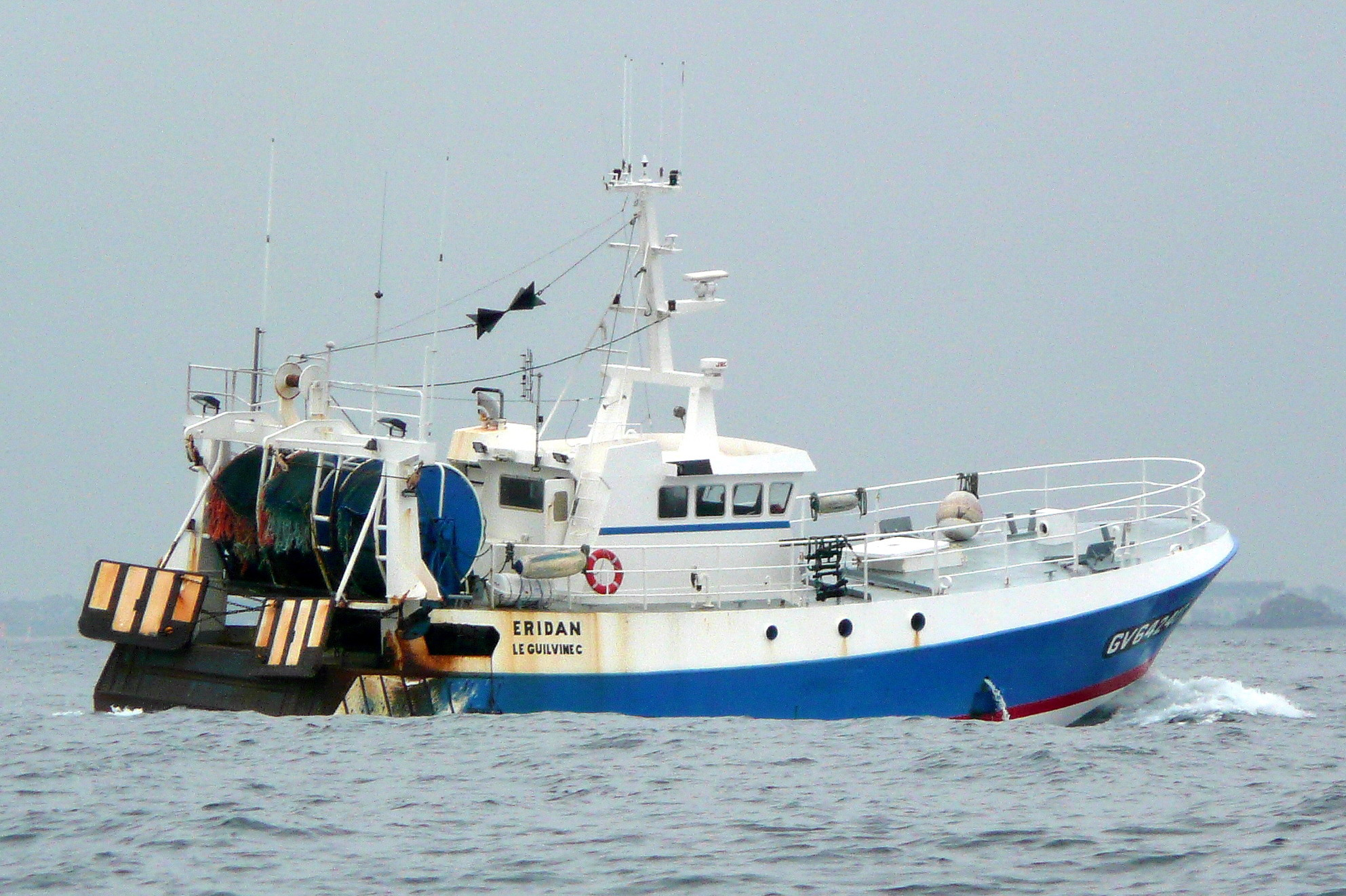
Un arrastrero de pesca de Le Guilvinec

Aunque relativamente nueva, la industria bretona no ha dejado de crecer desde 1980. La transformación alimentaria (carne, verduras...) representa un tercio de los empleos industriales, pero otras actividades son también importantes para la economía local. La construcción naval, tanto comercial como militar, está implantada en Saint-Nazaire (Chantiers de l'Atlantique), Lorient y Brest; Airbus tiene plantas en Saint-Nazaire y Nantes; y Peugeot posee una gran fábrica en Rennes. Bretaña es la segunda región francesa en telecomunicaciones y la quinta en electrónica, dos actividades desarrolladas principalmente en Rennes, Lannion y Brest. El turismo es especialmente importante para el litoral marítimo y Bretaña es una de las regiones más visitadas de Francia. En abril de 2019, la sección de viajes de The Guardian incluyó dos localidades bretonas en su lista de los 20 pueblos más bonitos de Francia. Se trataba de Rochefort-en-Terre, con "su mercado cubierto, su iglesia del siglo XII, su castillo medieval, su castillo del siglo XIX y sus mansiones de los siglos XVI y XVII" y Locronan, donde "las oficinas de la Compañía de las Indias Orientales siguen en pie en la plaza del pueblo, así como las viviendas de los mercaderes del siglo XVII".
La tasa de desempleo en Bretaña es inferior a la de otras regiones francesas y suele situarse en torno al 6 o 7% de la población activa. Debido a la crisis financiera mundial iniciada en 2007, el desempleo subió al 8,7% en la región de Bretaña y al 8,4% en Loira Atlántico a finales de 2012. Sin embargo, estas cifras se mantienen por debajo de la tasa nacional francesa (9,9% en el mismo periodo). Algunos sectores, como la construcción, la industria, la restauración o el transporte, suelen tener dificultades para encontrar empleados.
En 2018, el producto interior bruto de la Región Bretaña alcanzó los 99.000 millones de euros. Fue la novena región más rica de Francia y produjo el 4% del PIB nacional. El PIB per cápita bretón fue de unos 29.694 euros en 2018, inferior al resultado francés, 30.266 euros, por debajo del europeo, 30.900 euros. El PIB del departamento de Loira Atlántico ronda los 26.000 millones de euros y el PIB de los cinco departamentos históricos bretones estaría en torno a los 108.000 millones de euros.

## Demografía

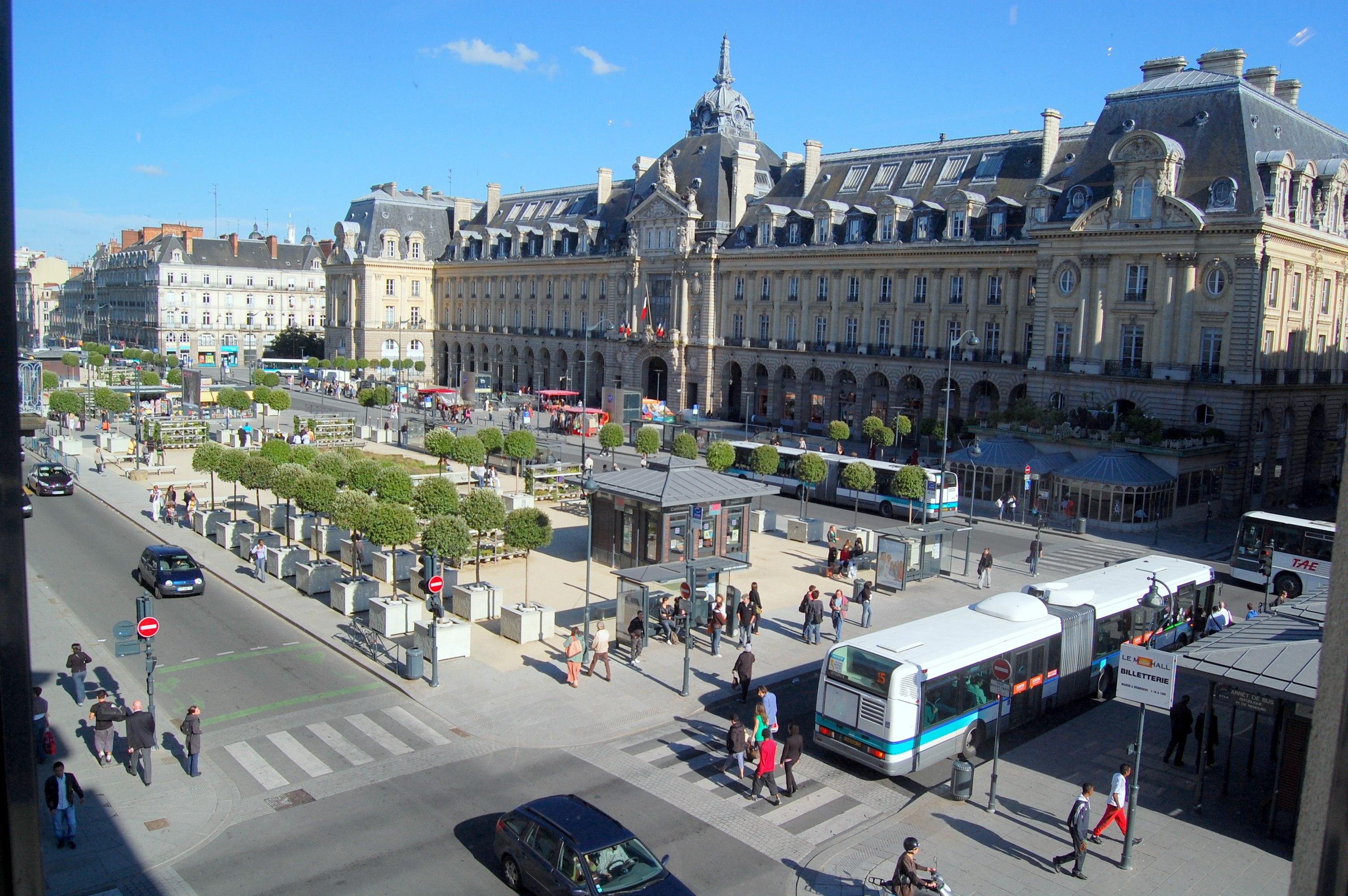
Rennes, la ciudad más poblada de la Región Bretaña y la segunda de la Bretaña histórica, por detrás de Nantes

En 2017, la población en la Región Bretaña se estimaba en 3.318.904 habitantes y Loira Atlántico tenía alrededor de 1.394.909 habitantes, por lo que la población histórica de Bretaña puede estimarse en 4.713.813 habitantes, la más alta de su historia. La población en la Región Bretaña había crecido un 0,9% entre 1999 y 2000 y la tasa de crecimiento alcanzó más del 1% en Ille y Vilaine y Morbihan. La región alrededor de Rennes y el sur son las zonas más atractivas, mientras que la población disminuye en el centro y en las partes más occidentales. Mientras que la mayoría de las áreas metropolitanas crecen, las ciudades propiamente dichas tienden a estancarse o retroceder, como en el caso de Brest, Lorient, Saint-Brieuc y Saint-Malo. En 2017, Ille y Vilaine tenía 1.060.199 habitantes, le seguían Finisterre 909.028 habitantes, Morbihan 750.863 habitantes y Costas de Armor, con 598.814 habitantes.
Las ciudades más grandes de la Región de Bretaña en 2017 eran Rennes, con 216.815 habitantes, Brest 140.064, Quimper 62.985, Lorient 57.149, Vannes 53.352, Saint-Malo 46.097 y Saint-Brieuc 44.372. Todas las otras comunas tenían menos de 25.000 habitantes. Bretaña también se caracteriza por un gran número de pequeñas ciudades, como Vitré, Concarneau, Morlaix o Auray. Loira Atlántico cuenta con dos grandes ciudades, Nantes, con 309.346 habitantes y un área urbana que abarca 972.828 y Saint-Nazaire, con 69.993. La población de Loira Atlántico crece más rápidamente que la de la región de Bretaña y es el duodécimo departamento francés más poblado. No obstante, desde los años 90, Rennes se ha clasificado sistemáticamente como una de las áreas metropolitanas francesas de más rápido crecimiento.
En 1851, Bretaña tenía unos 2,7 millones de habitantes y el crecimiento demográfico se mantuvo bajo hasta la segunda mitad del siglo XX, debido principalmente a una importante emigración. En 1962, Bretaña tenía 3,2 millones de habitantes y el crecimiento se debió principalmente al Loira Atlántico y al crecimiento constante de Nantes. Sin las cifras del Loira Atlántico, la población bretona sólo era de 2,4 millones en 1962, casi sin cambios respecto a su población de 2,3 millones en 1851. Después de los años 60, toda la región ha tenido un fuerte crecimiento demográfico debido al declive de la emigración tradicional a regiones francesas más ricas. En su lugar, Bretaña se ha vuelto atractiva, sobre todo para las familias, los jóvenes jubilados y las personas activas mayores de 35 años.

### Identidad regional

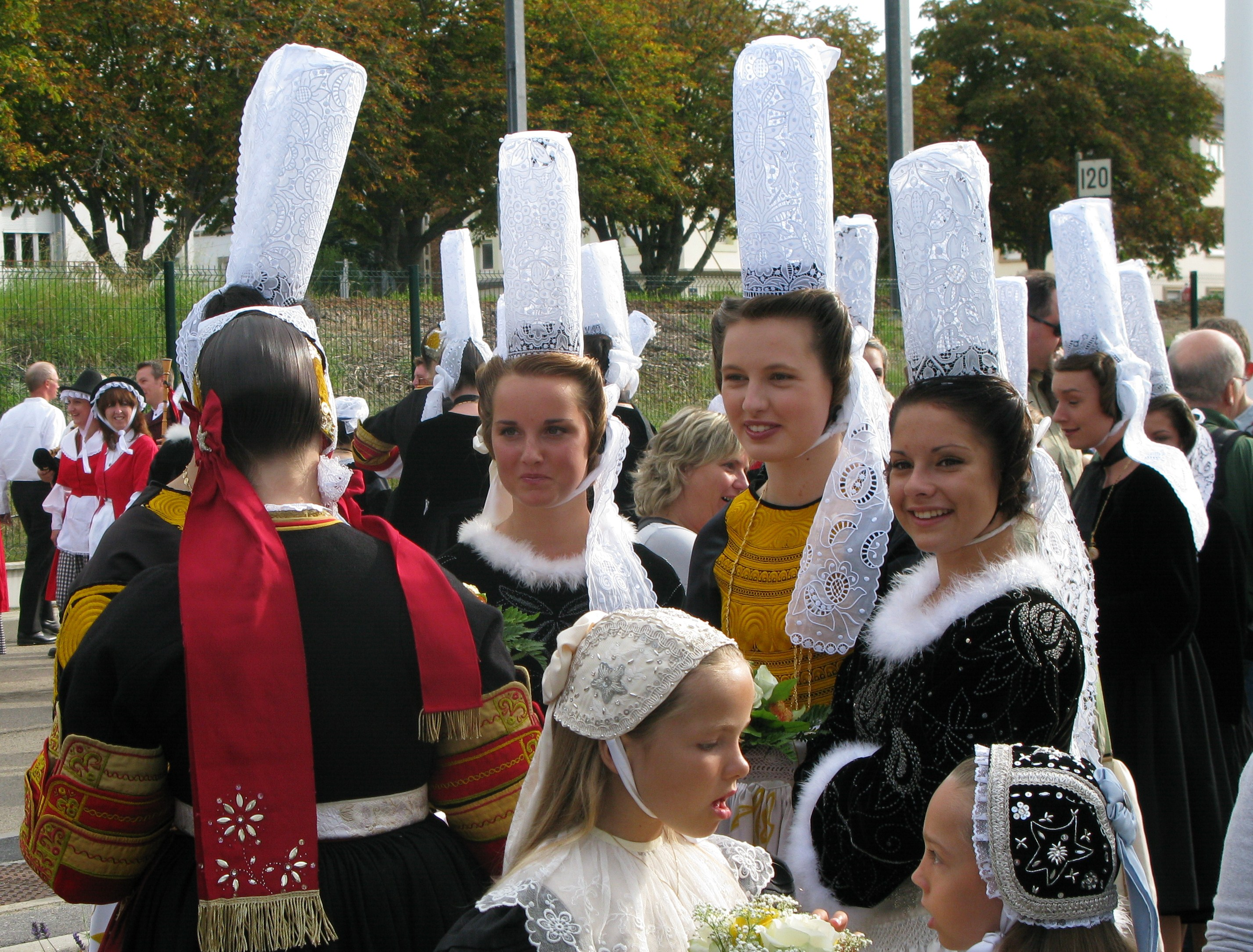
Mujeres bretonas con el tocado distintivo Bigouden, uno de los símbolos de la identidad bretona

Los partidos políticos bretones no cuentan con un amplio apoyo y su éxito electoral es escaso. Sin embargo, los bretones tienen una fuerte identidad cultural. Según una encuesta realizada en 2008, el 50% de los habitantes de la región de Bretaña se consideraban tan bretones como franceses, el 22,5% se sentían más bretones que franceses y el 15,4% más franceses que bretones. Una minoría, el 1,5%, se consideraba bretón pero no francés, mientras que el 9,3% no se consideraba bretón en absoluto.
El 51,9% de los encuestados está de acuerdo con que Bretaña tenga más poder político y el 31,1% opina que debe seguir igual. Solo un 4,6% se muestra favorable a la independencia y un 9,4% indeciso.
Una encuesta realizada en 2012 en los cinco departamentos de la Bretaña histórica mostró que el 48% de los encuestados se consideraban pertenecientes en primer lugar a Francia, el 37% a Bretaña y el 10% a Europa. También mostró que la identidad bretona es más fuerte entre los menores de 35 años. El 53% de ellos consideran pertenecer en primer lugar a Bretaña. El 50% de los encuestados de más edad consideran pertenecer en primer lugar a Francia. La identidad bretona primaria está en su punto más bajo entre los encuestados mayores de 65 años: el 58% considera pertenecer en primer lugar a Francia, siendo secundaria la identidad europea. El 21% de los encuestados mayores de 65 años se consideran en primer lugar europeos. La autoidentificación bretona es más fuerte entre las personas que votan a la izquierda. Es más fuerte entre los asalariados que entre los empresarios.

### Lenguas regionales

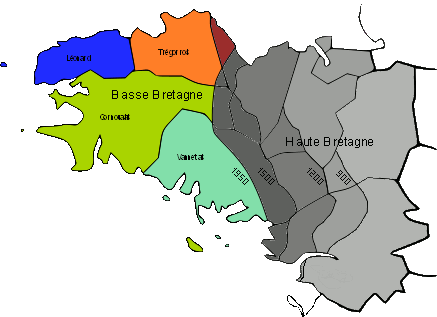
La Baja Bretaña (en colores), donde se habla tradicionalmente el bretón y la Alta Bretaña (en tonos grises), donde se habla tradicionalmente el galó. El cambio de tonos indica el avance del galó y el francés y el retroceso del bretón a partir del 900 d. C.

El francés, única lengua oficial de la República Francesa, es hablado hoy en día por la inmensa mayoría de los bretones, para quienes suele ser su lengua materna. Sin embargo, el francés no era muy conocido en la región antes del siglo XIX y en Bretaña existen dos lenguas regionales: el bretón y el galó. Están separadas por una frontera lingüística que no ha dejado de retroceder desde la Edad Media.
La frontera actual va desde Plouha, en el Canal de la Mancha, hasta la península de Rhuys, en el Golfo de Vizcaya. Por sus orígenes y práctica, el bretón y el galó pueden compararse con el gaélico escocés y la lengua escocesa en Escocia. Ambas han sido reconocidas como "Langues de Bretagne" (lenguas de Bretaña) por el Consejo Regional de Bretaña desde 2004.

#### Bretón

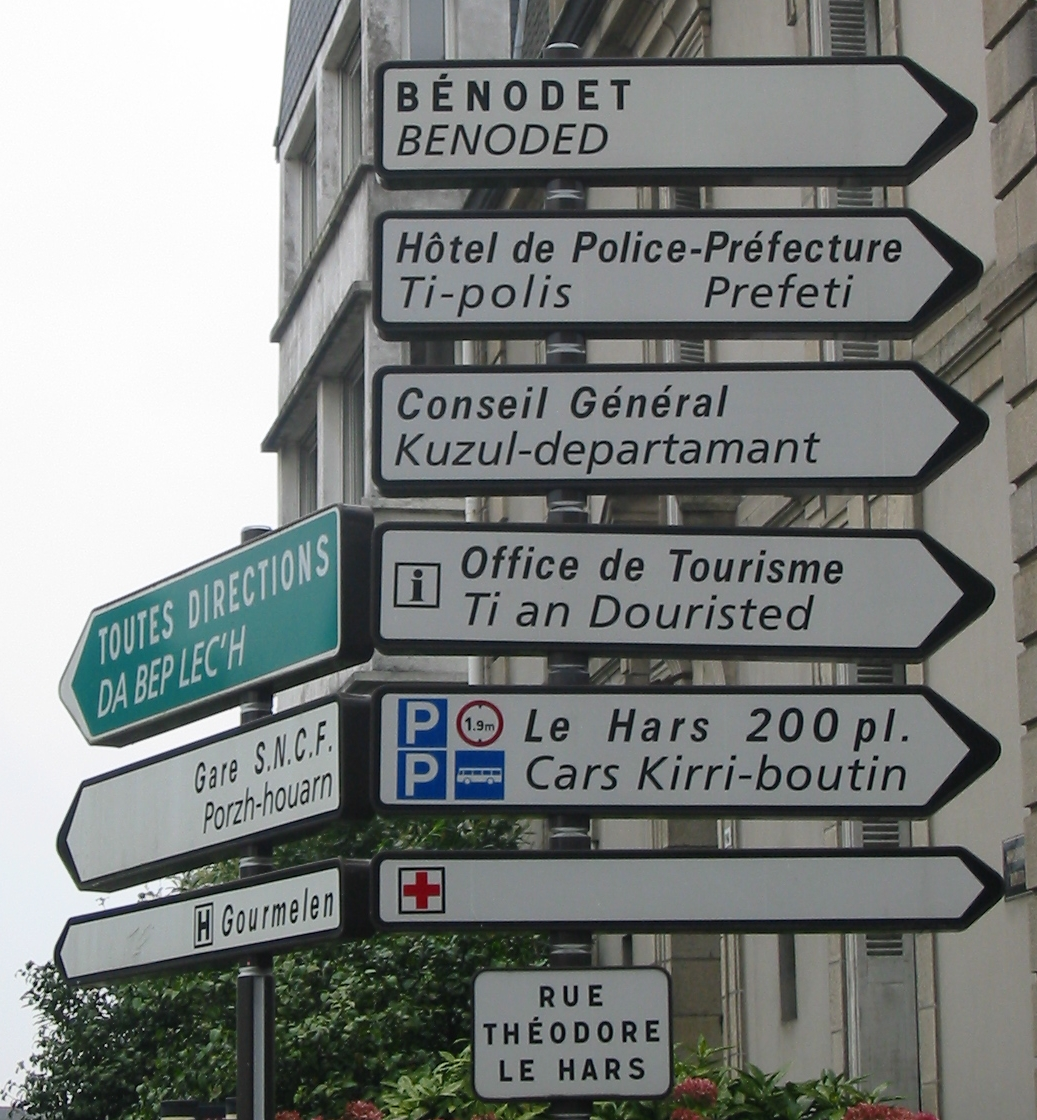
En las zonas tradicionales de habla bretona pueden verse señales de tráfico bilingües

El bretón es una lengua celta derivada del bretón común histórico y está más estrechamente emparentada con el córnico y el galés. Fue importado a Armórica Occidental durante el siglo V por los britanos que huían de la invasión anglosajona de Gran Bretaña. El bretón siguió siendo la lengua de la población rural, pero desde la Edad Media la burguesía, la nobleza y el alto clero hablan francés.
Las políticas gubernamentales de los siglos XIX y XX hicieron obligatoria la enseñanza y, al mismo tiempo, prohibieron el uso del bretón en las escuelas para empujar a los no francófonos a adoptar la lengua francesa. Sin embargo, hasta los años 60, muchos habitantes del oeste de Bretaña hablaban o entendían el bretón. En los años 70 se abrieron escuelas de bretón y las autoridades locales empezaron a promover esta lengua, que estaba al borde de la extinción porque los padres habían dejado de enseñarla a sus hijos.
Habiendo disminuido de más de un millón de hablantes en torno a 1950 a unos 200.000 en la primera década del siglo XXI, de los cuales el 61% tienen más de 60 años, el bretón está clasificado como "en grave peligro" por el Libro Rojo de las Lenguas Amenazadas de la UNESCO (Organización de las Naciones Unidas para la Educación, la Ciencia y la Cultura. En Inglés, United Nations Educational, Scientific and Cultural Organization). Sin embargo, el número de niños que asisten a clases bilingües ha aumentado un 33% entre 2006 y 2012, hasta 14.709.
La lengua bretona tiene varios dialectos que no tienen límites precisos, sino que forman un continuo. La mayoría de ellos son muy similares entre sí, con sólo algunas diferencias fonéticas y léxicas. Los tres principales dialectos hablados en el extremo occidental de Bretaña son:
- el cornouillais, en los alrededores de Quimper
- el léonard, en los alrededores de Saint-Pol-de-Léon
- el Trégorrois, alrededor de Tréguier, se agrupan en el grupo KLT (Kerne-Leon-Treger),

en oposición al Vannetais, hablado alrededor de Vannes, que es el dialecto bretón más diferenciado.
Según una encuesta del INSEE de 1999, el 12% de los adultos de Bretaña hablan bretón.

#### Galó

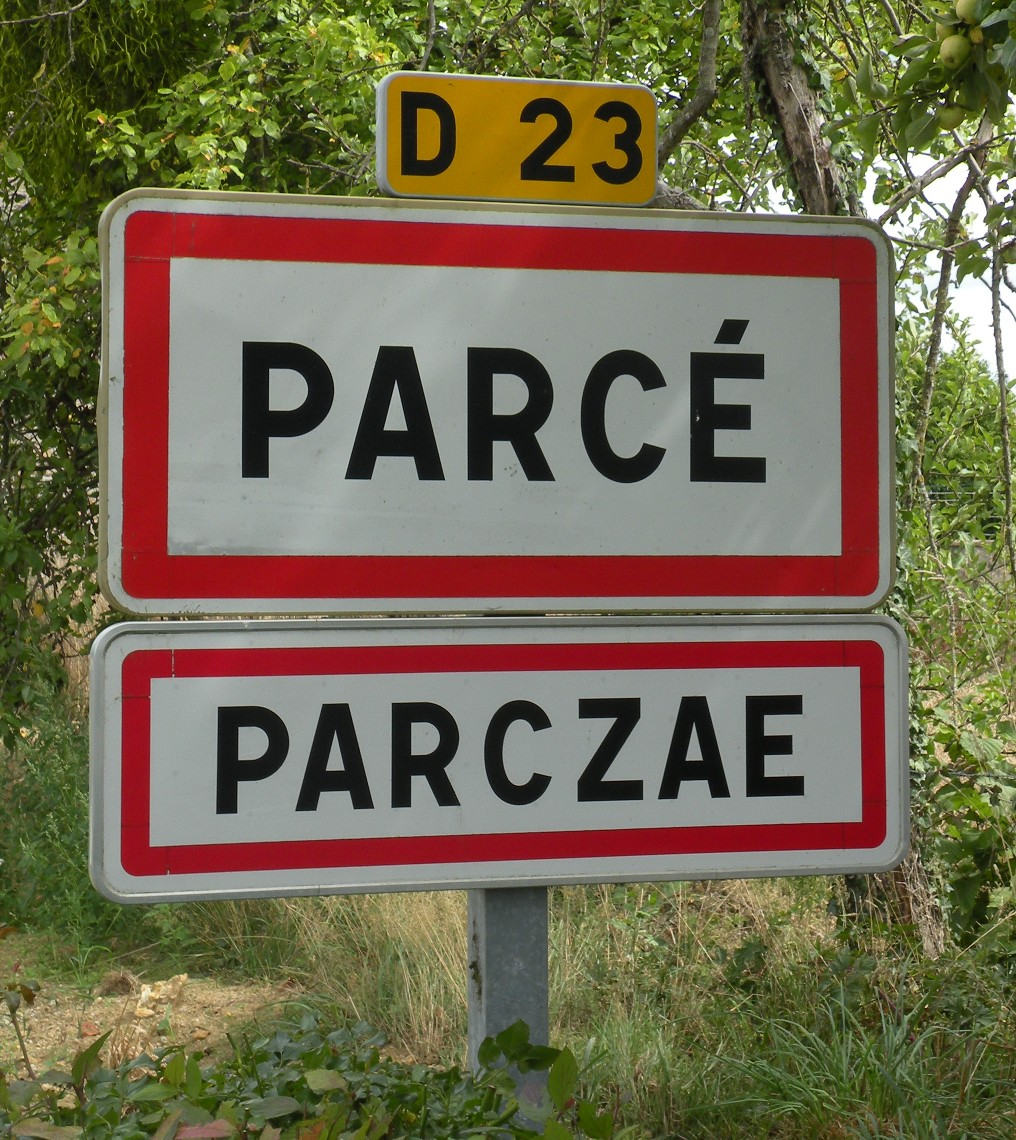
Los signos en galó son muy escasos y los sistemas de escritura que utilizan son desconocidos por la mayoría de los hablantes.

El galó se habla en la mitad oriental de Bretaña. No es propiamente una lengua celta. Al igual que el francés, también desciende del latín (y se clasifica en la rama lenguas de oïl), pero tiene algunas influencias celtas , sobre todo en su vocabulario, mientras que el francés tiene influencias tanto del celta (galo) como del franco (la lengua germánica que llegó después del latín a gran parte del resto de Francia).
A diferencia del bretón, el galó no tiene una larga historia de promoción y todavía se percibe a menudo como un dialecto rural pobre. Además, debido a su relación lingüística con el galó, el francés se impuso más fácilmente como lengua principal en la Alta Bretaña que en las zonas de habla bretona. El galó se consideraba simplemente una forma incorrecta de hablar francés y no una lengua aparte. La transmisión del galó de padres a hijos es extremadamente baja y los esfuerzos por normalizar y publicar libros en galó no consiguieron invertir el declive de la lengua y su falta de prestigio.
El galó también se ve amenazado por el renacimiento de la lengua bretona, porque el bretón está ganando terreno en territorios que antes no formaban parte de la zona principal de habla bretona y, sobre todo, porque el bretón aparece como la lengua nacional de Bretaña, lo que no deja lugar para el galó.
El galó nunca se había escrito antes del siglo XX y se crearon varios sistemas de escritura. Sin embargo, son poco conocidos por la población y los signos en galó son a menudo ilegibles, incluso para los hablantes fluidos. En Loira Atlántico, donde las autoridades locales no promueven en absoluto el galó, muchas personas ni siquiera conocen la palabra "galó" y no tienen ni idea de que cuenta con sistemas de escritura y publicaciones.
Se calcula que la comunidad galóhablante oscila entre 28.300 y 200.000 hablantes. La lengua se enseña de forma no obligatoria en algunas escuelas, institutos y universidades, sobre todo en Ille y Vilaine.

### Religión

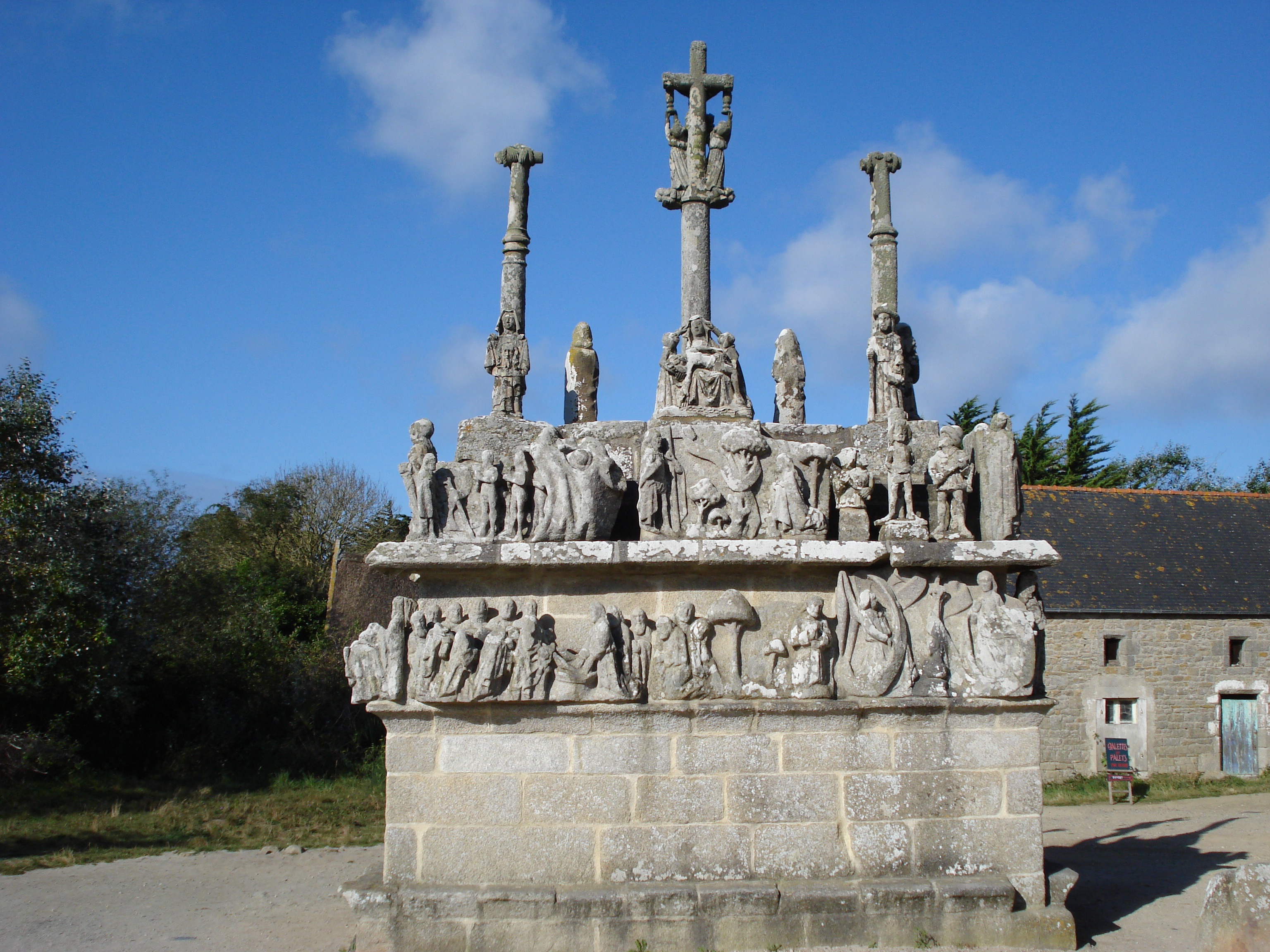
Se pueden encontrar "calvarios" esculpidos en muchos pueblos de la Baja Bretaña.

Los bretones son mayoritariamente católicos y la cristianización se produjo en la época de los romanos galós y francos. Durante la emigración británica a Bretaña, varios misioneros cristianos, en su mayoría galeses, llegaron a la región y fundaron diócesis. Se les conoce como los "Siete santos fundadores":
- Paulino de Gales en Saint-Pol-de-Léon,
- Tugdual en Tréguier,
- Brioc en Saint-Brieuc,
- Maloù en Saint-Malo,
- Sansón de Dol en Dol-de-Bretagne,
- Paterno en Vannes,
- Corentino en Quimper.

Otros notables misioneros tempranos son Gildas y el santo irlandés Columbano. Los bretones reconocen más de 300 "santos" locales, aunque sólo unos pocos son aceptados oficialmente por la Iglesia Católica. Al menos desde el siglo XIX, Bretaña es conocida como una de las regiones más devotamente católicas de Francia, junto con la vecina región de Países del Loira. La proporción de alumnos que acuden a colegios privados católicos es la más alta de Francia. La santa patrona de Bretaña es Santa Ana, madre de la Virgen, pero también puede considerarse patrón a Ivo de Kermartin, sacerdote del siglo XIII, llamado Saint-Yves en francés y Sant-Erwan en bretón. Su festividad, el 19 de mayo, es la fiesta nacional de Bretaña.

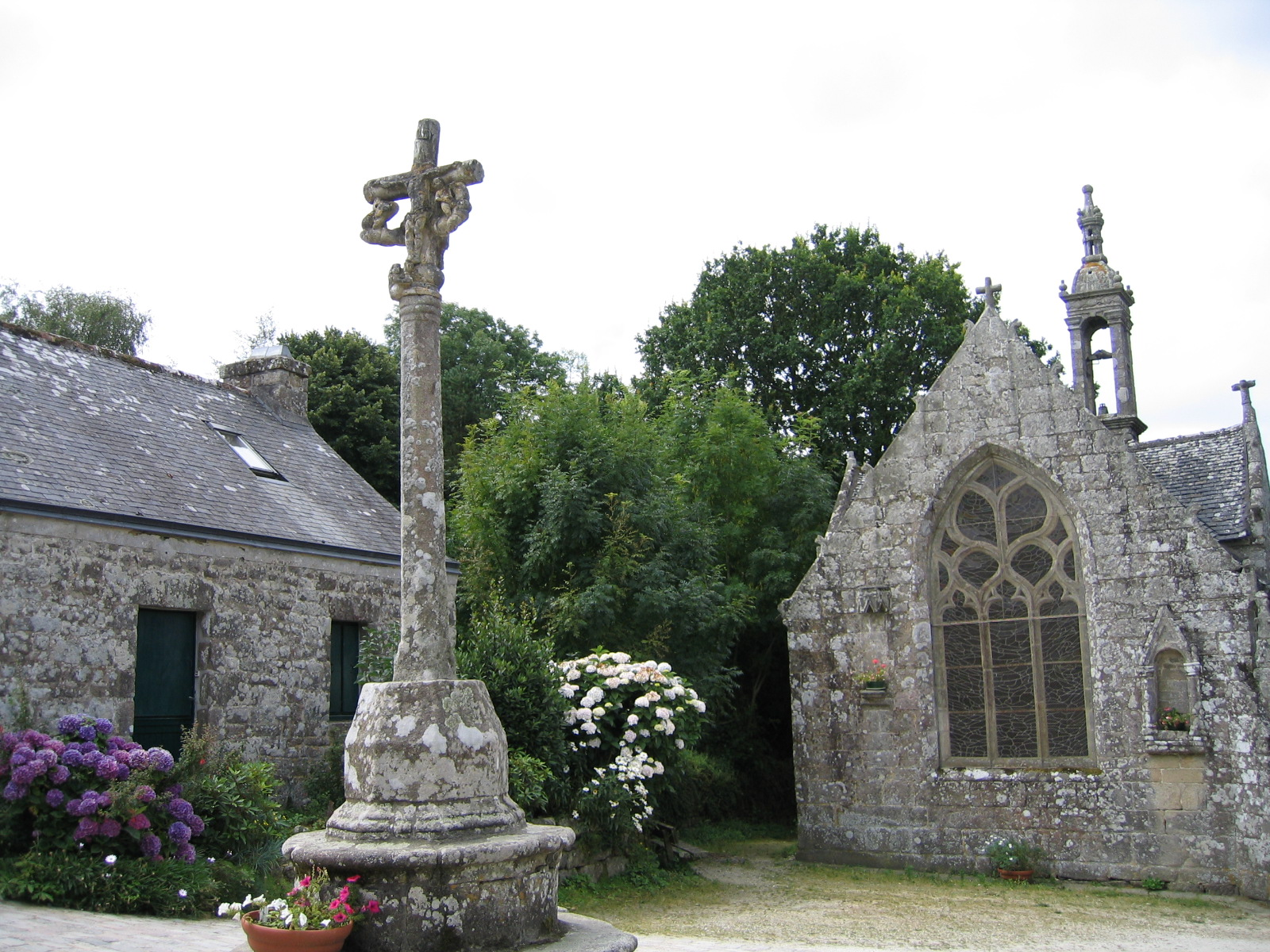
Una capilla y un calvario en Locronan, Finisterre

En Bretaña también se han conservado muchas tradiciones y costumbres peculiares. Entre ellas, los "Perdones" son una de las manifestaciones más tradicionales del catolicismo popular. Estas ceremonias penitenciales se celebran en algunos pueblos de la Baja Bretaña el día del santo de la parroquia. Los penitentes forman una procesión y caminan juntos hasta un santuario, una iglesia o cualquier lugar sagrado. Algunos indultos tienen fama por su duración y todos terminan con grandes comidas y fiestas populares.

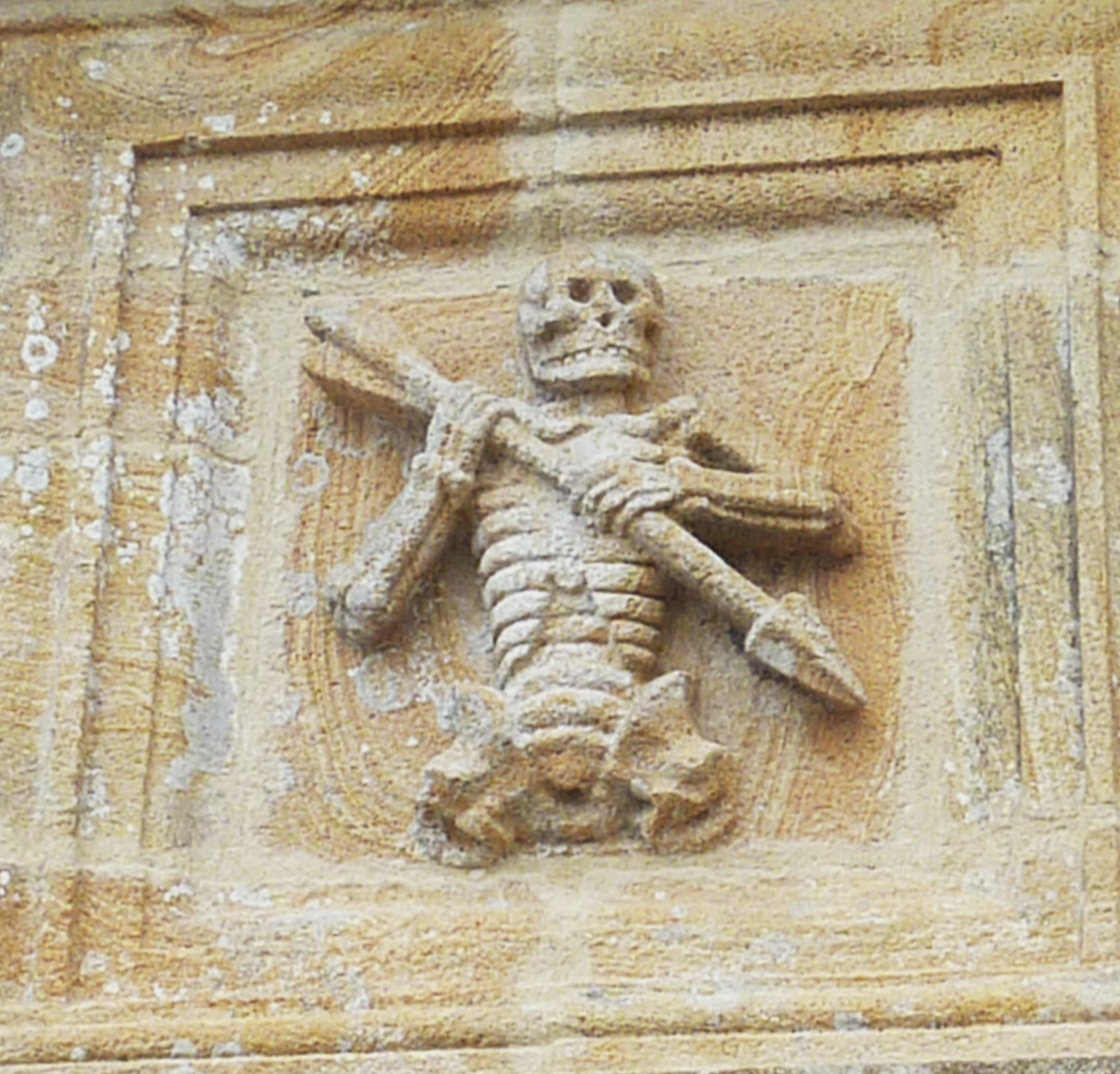
Un Ankou esculpido en Ploudiry

Existe una peregrinación muy antigua llamada Tro Breiz (vuelta a Bretaña), en la que los peregrinos recorren Bretaña desde la tumba de uno de los siete santos fundadores hasta la de otro. Históricamente, la peregrinación se hacía en un solo viaje (una distancia total de unos 600 km) para los siete santos. Hoy en día, sin embargo, los peregrinos completan el circuito a lo largo de varios años. En 2002, el Tro Breiz incluyó una peregrinación especial a Gales, realizando simbólicamente el viaje inverso de los galeses Sant Paol, San Brioc y Sant Samzun.
La figura folclórica más poderosa es el Ankou o "Segador de la Muerte". A veces un esqueleto envuelto en un sudario con el sombrero plano bretón, a veces descrito como un verdadero ser humano (el último muerto del año, consagrado a llevar los muertos a la Muerte), realiza sus viajes de noche portando una guadaña volteada que lanza delante de él para segar su cosecha. A veces va a pie, pero la mayoría de las veces viaja con un carro, el Karrig an Ankou, tirado por dos bueyes y un caballo flaco. Dos criados vestidos con el mismo sudario y sombrero que el Ankou amontonan a los muertos en el carro y oírlo crujir por la noche significa que te queda poco tiempo de vida.
Como las estadísticas religiosas oficiales están prohibidas en Francia, no existen cifras oficiales sobre las prácticas religiosas en Bretaña. Sin embargo, los sucesivos sondeos muestran que la región se ha vuelto más aconfesional con el paso del tiempo. El catolicismo empezó a disminuir después de la Segunda Guerra Mundial, durante la urbanización de Bretaña. Un sondeo realizado en 2006 mostró que Morbihan era el único departamento que contaba con una fuerte población católica, alrededor del 70% de sus habitantes pertenecían a esa religión. Loira Atlántico y Costas de Armor figuraban entre los departamentos franceses menos católicos, con sólo el 50% de la población practicante, mientras que Ille y Vilaine y Finisterre rondaban el 65%. Las demás religiones son casi inexistentes, salvo el Islam, practicado por entre el 1 y el 3% de los habitantes de Ille y Vilaine y Loira Atlántico.

## Cultura

### Arquitectura

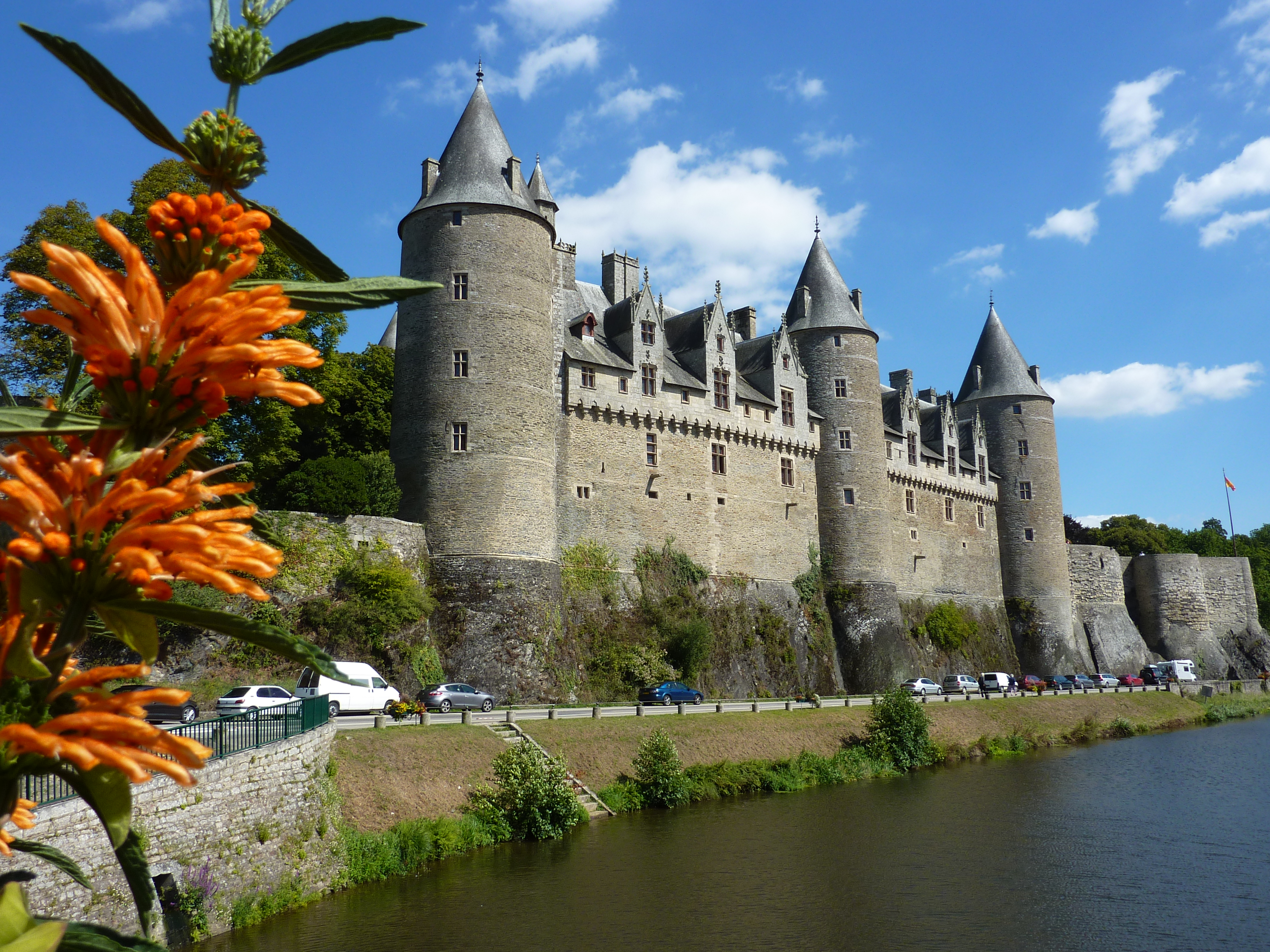
Castillo de Josselin

Bretaña alberga numerosos monumentos megalíticos; las palabras menhir y dolmen proceden de la lengua bretona. Las mayores alineaciones de menhires son las piedras de Carnac. Otros yacimientos importantes son el Barnenez Cairn, los megalitos de Locmariaquer, el menhir de Champ-Dolent, el túmulo de Mane Braz y la tumba de Gavrinis. Los monumentos de época romana son escasos, pero incluyen un gran templo en Corseul y escasas ruinas de villas y murallas en Rennes y Nantes.
Bretaña cuenta con un gran número de edificios medievales. Entre ellos figuran numerosas iglesias románicas y góticas francesas, generalmente construidas en arenisca y granito locales, castillos y casas con entramado de madera visibles en pueblos, ciudades y aldeas. Varias ciudades bretonas conservan sus murallas medievales, como Guérande, Concarneau, Saint-Malo, Vannes, Fougères y Dinan. Entre las principales iglesias destacan la Catedral de San Pablo Aureliano, la catedral de Tréguier, la catedral de Dol, la catedral de Nantes y la capilla Kreisker. La mayoría de los castillos bretones fueron reconstruidos entre los siglos XIII y XV, como el Castillo de Suscinio, el Castillo de Dinan, el Castillo de Combourg, el Castillo de Largoët, el Castillo de Tonquédec, el Castillo de Josselin y el Castillo de Trécesson. Los castillos más impresionantes se encuentran en la frontera con Francia, donde destacan el castillo de Fougères, el castillo de Vitré, el castillo de Châteaubriant y el castillo de Clisson.

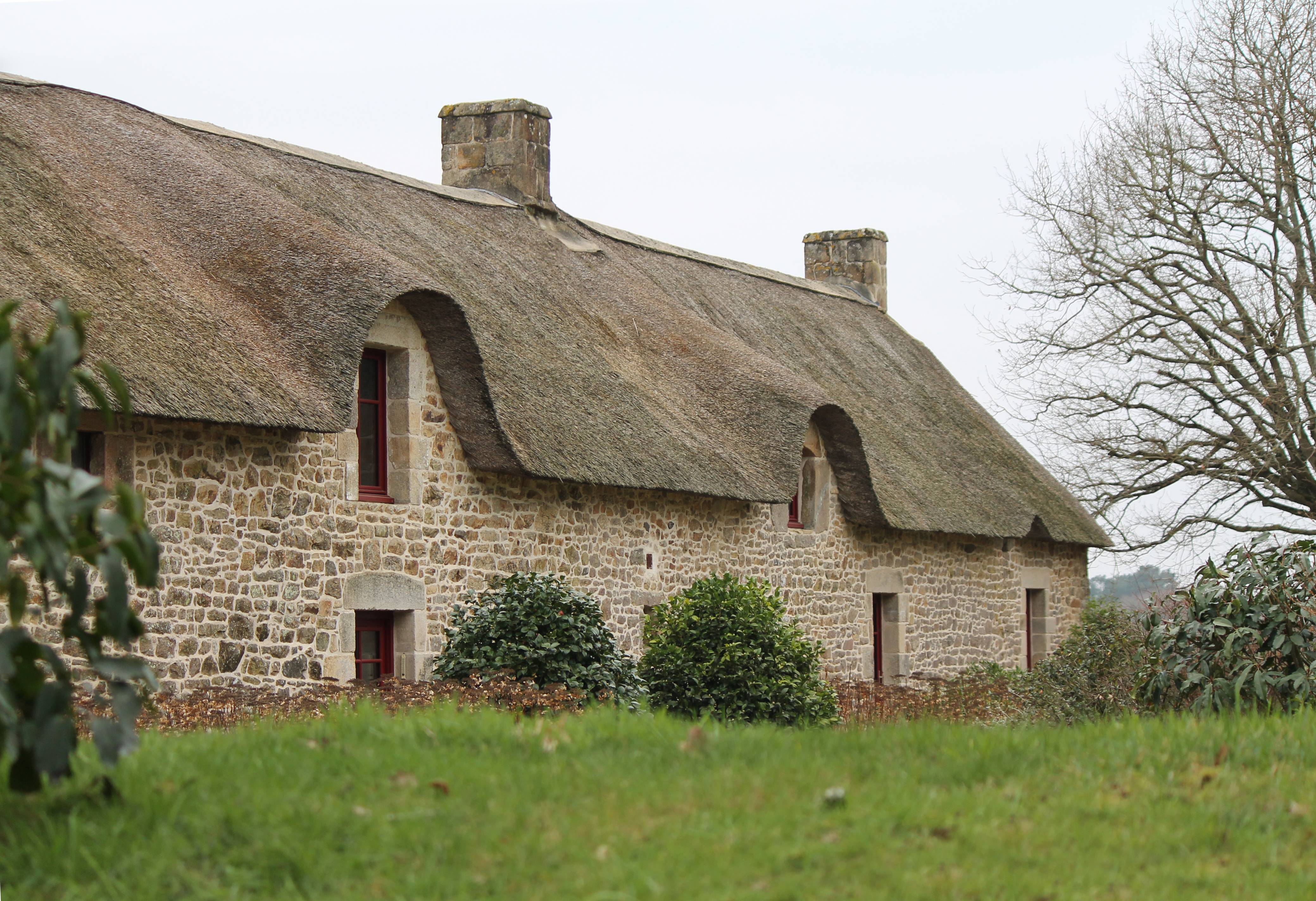
Una casa tradicional en Plougoumelen

El Renacimiento francés se produjo cuando Bretaña perdió su independencia. La arquitectura renacentista está casi ausente en la región, salvo en la Alta Bretaña, cerca de la frontera con Francia. Entre los lugares más importantes se encuentra el Castillo de los duques de Bretaña, última residencia permanente de los duques, que muestra la transición del estilo gótico tardío al renacentista. El castillo de Châteaubriant, antigua fortaleza, se transformó en un vasto palacio de estilo italiano.

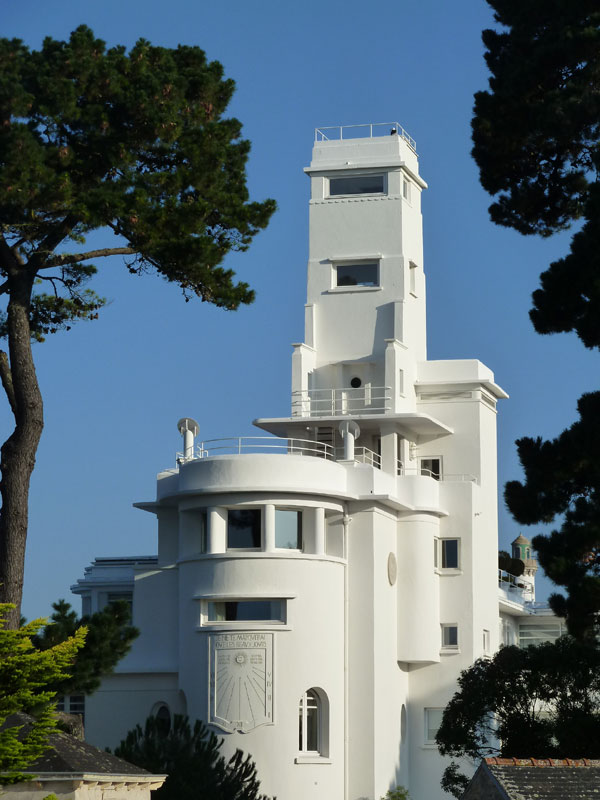
Una villa Art Déco en Bénodet

En Baja Bretaña, el estilo medieval nunca desapareció del todo. Sin embargo, las innovaciones locales permitieron algunos cambios y el nacimiento de un estilo particular. Su rasgo más distintivo es el cierre parroquial, que muestra una iglesia elaboradamente decorada y rodeada de un cementerio totalmente amurallado. Muchos pueblos conservan todavía sus clausuras, que datan de los siglos XVI y XVII y a veces incluyen una escultura de calvario elaboradamente tallada.
Durante los siglos XVII y XVIII, los principales puertos y ciudades adquirieron un aspecto típicamente francés, con edificios barrocos y neoclásicos. Nantes, que era entonces el mayor puerto francés, recibió un teatro, grandes avenidas y muelles y Rennes fue rediseñada tras un incendio en 1720. En la misma época, los ricos armadores de Saint-Malo construyeron numerosas mansiones llamadas "Malouinières" alrededor de su ciudad. A lo largo de la costa, Vauban y otros arquitectos franceses diseñaron varias ciudadelas, como en Le Palais y Port-Louis. En las zonas rurales, las casas bretonas seguían siendo sencillas, de una sola planta y con un patrón de casa larga. Se construían con materiales locales: principalmente granito en la Baja Bretaña y esquisto en la Alta Bretaña. Para los tejados solían utilizarse pizarras y paja. Durante el siglo XIX, la arquitectura bretona se caracterizó principalmente por el Renacimiento Gótico y el Eclecticismo. Clisson, la ciudad bretona más meridional, fue reconstruida en estilo romántico italiano hacia 1820. Los faros bretones se construyeron en su mayoría durante el siglo XIX. Los más famosos son Ar Men, faro de Eckmuhl, La Vieille y La Jument. El faro de la Isla Virgen es, con 77 metros, el más alto de Europa.
A finales del siglo XIX, se crearon varias balnearios a lo largo de la costa y se construyeron villas y hoteles de estilo historicista, arte modernista y más tarde, Art Déco. Estas arquitecturas están especialmente presentes en Dinard, La Baule y Bénodet. La arquitectura del siglo XX puede verse en Saint-Nazaire, Brest y Lorient, tres ciudades destruidas durante la Segunda Guerra Mundial y reconstruidas después y en las obras de los arquitectos nacionalistas bretones como James Bouillé y Olier Mordrel.

### Bellas artes

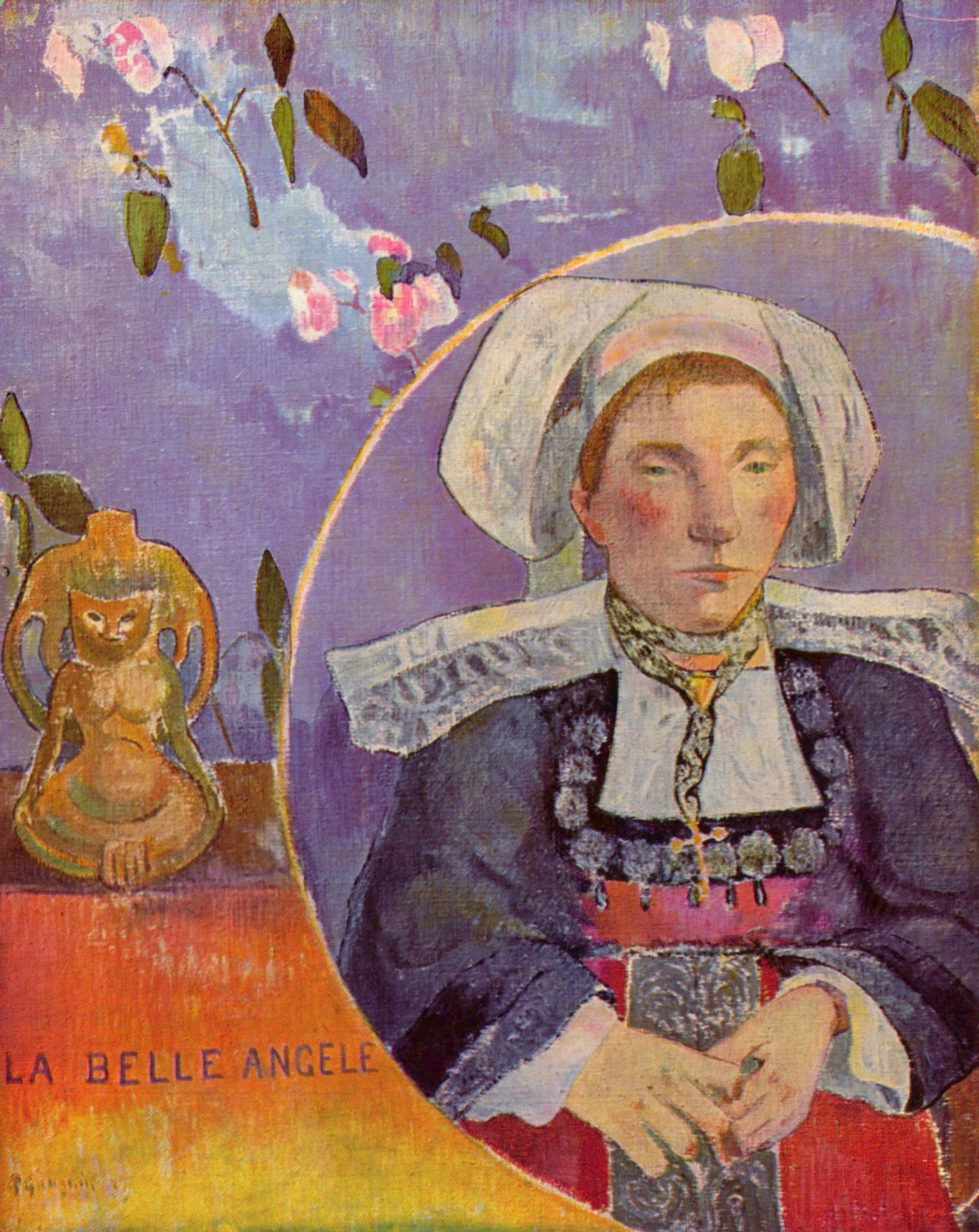
La bella Angèle de Paul Gauguin

Hasta el siglo XIX, el catolicismo fue la principal inspiración de los artistas bretones. La región cuenta con un gran número de retablos barrocos, realizados entre los siglos XVII y XIX. Los escultores bretones también eran famosos por sus maquetas de barcos que servían de exvotos y por sus muebles ricamente decorados, que presentan ingenuos personajes bretones y motivos tradicionales. La cama cerrada, es el mueble bretón más famoso. El estilo bretón tuvo un fuerte renacimiento entre 1900 y la Segunda Guerra Mundial y fue utilizado por el movimiento Seiz Breur. Los artistas de Seiz Breur también intentaron inventar un arte bretón moderno rechazando las normas francesas y mezclando técnicas tradicionales con nuevos materiales. Los artistas más destacados de ese periodo fueron el diseñador René-Yves Creston, los ilustradores Jeanne Malivel y Xavier Haas y los escultores Raffig Tullou, Francis Renaud, Georges Robin, Joseph Savina, Jules-Charles Le Bozec y Jean Fréour.
Bretaña también es conocida por sus labores de costura, que pueden verse en sus numerosos modelos de tocados y por su producción de Fayenza, que comenzó a principios del siglo XVIII. La loza de Quimper es mundialmente conocida por sus cuencos y platos pintados a mano y otras ciudades, como Pornic, también mantienen una tradición similar. Las cerámicas suelen presentar ingenuos personajes bretones con ropas tradicionales y escenas cotidianas. Los diseños tienen una fuerte influencia tradicional bretona, pero también se ha recurrido al orientalismo y al art déco.
Por su peculiar cultura y su paisaje natural, Bretaña ha inspirado a muchos artistas franceses desde el siglo XIX. La Escuela de Pont-Aven, que empezó a surgir en la década de 1850 y duró hasta principios del siglo XX, ejerció una influencia decisiva en la pintura moderna. Los artistas que se instalaron en Pont-Aven querían romper con el estilo académico de la École des Beaux-Arts y, más tarde, con el impresionismo cuando éste empezó a declinar. Entre ellos estaban Paul Gauguin, Paul Signac, Marc Chagall, Paul Sérusier y Raymond Wintz. Antes que ellos, Bretaña también había sido visitada por pintores académicos y románticos como Jean Antoine Théodore de Gudin y Jules Achille Noël, que buscaban dramáticos paisajes marinos y tormentas.

### Música

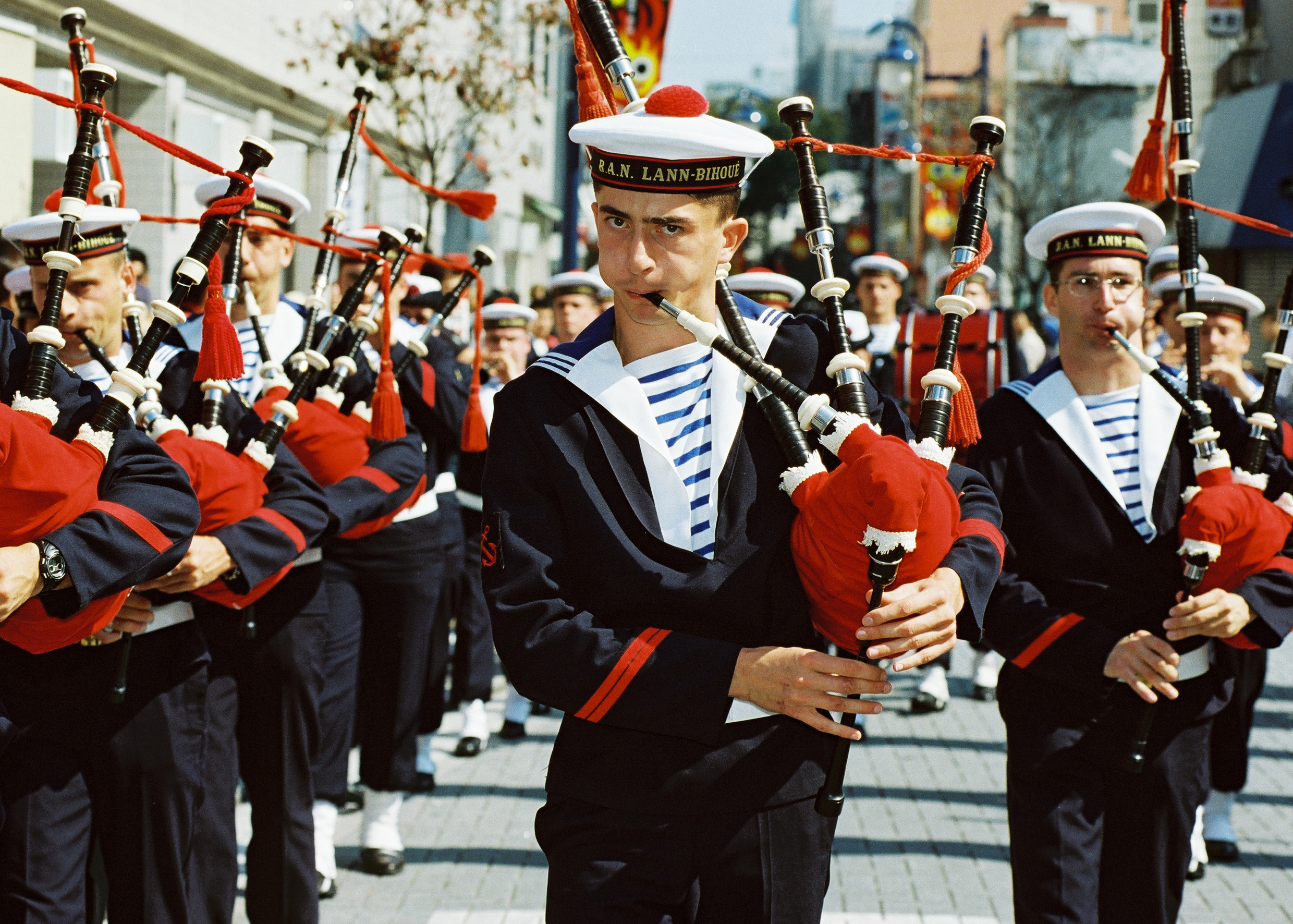
El bagad de Lann-Bihoué

Desde principios de los años 70, Bretaña ha experimentado un enorme renacimiento de su música folclórica. Se crearon numerosos festivales, así como pequeñas fest-noz (fiestas populares). Los bagadoù, bandas compuestas por gaitas, bombardas y tambores (incluida la caja), son también una creación moderna, inspirada en las bandas de gaitas escocesas. El bagadoù de Lann-Bihoué, uno de los más conocidos, pertenece a la Marina francesa. Es la única que no participa en los concursos anuales de bagadoù. El arpa celta también es habitual, así como el cante y el baile. El Kan ha diskan es el tipo de canto más común. Los intérpretes cantan llamadas y respuestas mientras bailan. Las danzas bretonas suelen implicar círculos, cadenas o parejas y son diferentes en cada región. Las danzas más antiguas parecen ser el Paspié y la Gavota y las más nuevas derivan de la cuadrilla y las danzas renacentistas francesas.

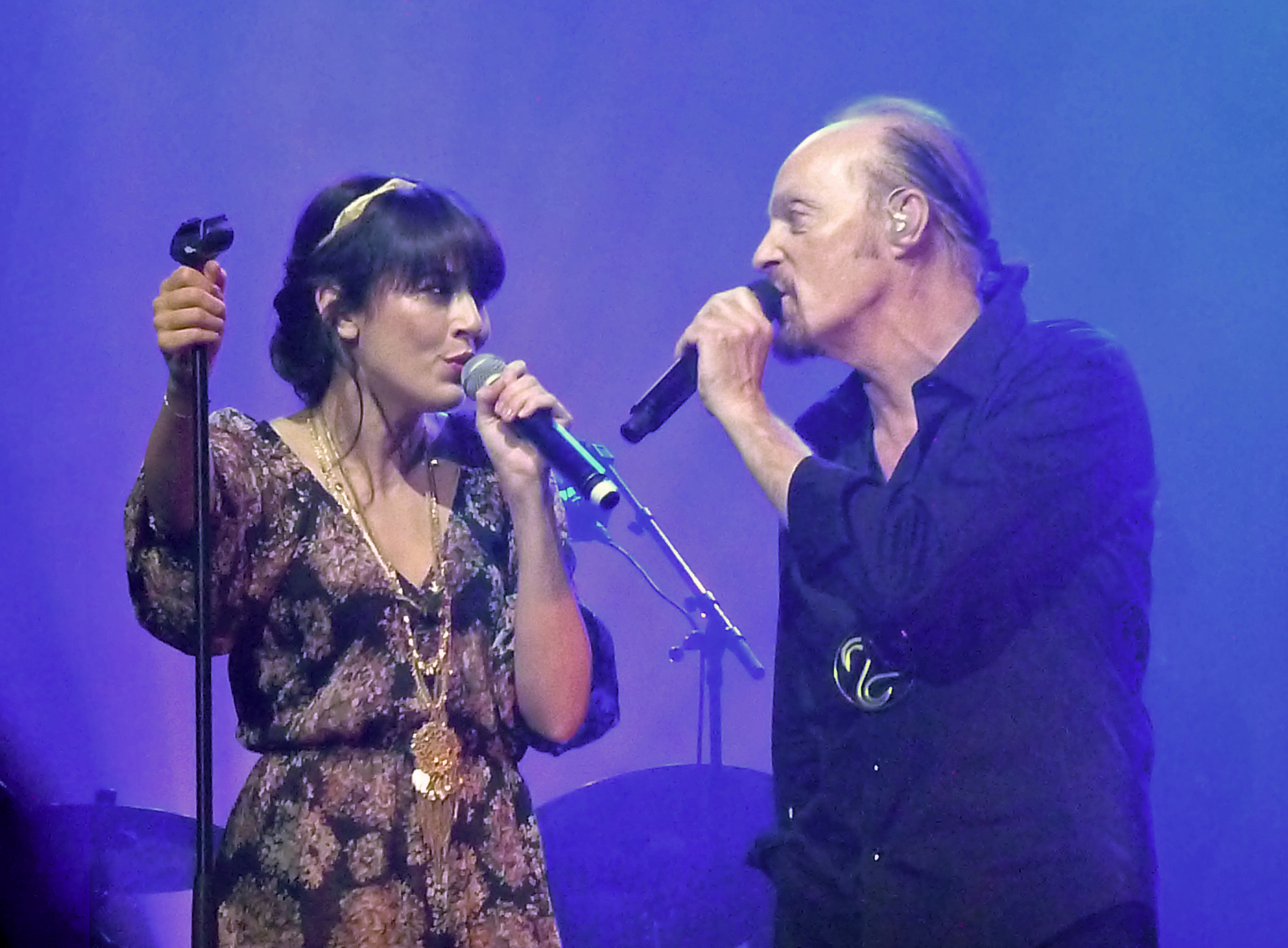
Nolwenn Leroy y Alan Stivell (2012)

En los años sesenta, varios artistas bretones empezaron a utilizar patrones contemporáneos para crear una música pop bretona. Entre ellos, Alan Stivell fue el que más contribuyó a popularizar el arpa celta y la música bretona en el mundo. También utilizó el rock and roll estadounidense en sus obras e influyó en grupos bretones de los años 70 como Kornog, Gwerz y Tri Yann, que revivieron canciones tradicionales y las popularizaron en toda Francia. Soldat Louis es el principal grupo de rock bretón y entre los cantantes bretones figuran Gilles Servat, Glenmor, Dan Ar Braz, Yann-Fañch Kemener, Denez Prigent, Nolwenn Korbell y Nolwenn Leroy. El grupo parisino de hip hop Manau tiene fuertes inspiraciones bretonas y celtas. También está el conocido grupo Matmatah, de Brest.
Yann Tiersen, compositor de la banda sonora de Amélie, Cécile Corbel, compositora de Arrietty y los prestatarios, el grupo de electro Yelle y la cantante de vanguardia Brigitte Fontaine también son de Bretaña. El compositor del siglo XIX Louis-Albert Bourgault-Ducoudray fue uno de los primeros compositores europeos occidentales influidos por lo que hoy se conoce como música del mundo.
En 2022, Alvan y Ahez han sido seleccionados para representar a Francia en el Festival de Eurovisión 2022. Su canción, Fulenn, está cantada íntegramente en bretón y trata de la leyenda de Katel Kollet, una dama que baila con el diablo.

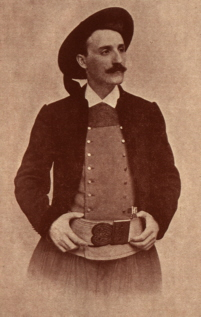
El cantautor Théodore Botrel vestido con ropa tradicional bretona

### Leyendas y literatura
Bretaña está estrechamente asociada a la Materia de Bretaña y al Rey Arturo. Según Wace, Brocelianda se encuentra en Bretaña y hoy en día se considera el bosque de Paimpont. Allí, las ruinas de un castillo rodeado por un lago se asocian con la Dama del Lago, se dice que un dolmen es la tumba de Merlín y un sendero se presenta como el Val sans Retour de Morgan le Fay. También se dice que Tristán e Isolda vivieron en Bretaña. Otra leyenda bretona importante es la historia de Ys, una ciudad engullida por el océano.
La literatura bretona anterior al siglo XIX era mayoritariamente oral. La tradición oral mantenida por los poetas medievales se extinguió durante el siglo XV y los libros en bretón eran muy escasos antes de 1850. En esa época, los escritores locales empezaron a recopilar y publicar cuentos y leyendas locales y escribieron obras originales. Publicada entre 1925 y la Segunda Guerra Mundial, la revista literaria Gwalarn favoreció una literatura bretona moderna y ayudó a traducir al bretón novelas muy conocidas. Después de la guerra, la revista Al Liamm prosiguió esa misión. Entre los autores que escriben en bretón figuran Auguste Brizeux, poeta romántico, el bardo neodruídico Erwan Berthou, Théodore Hersart de La Villemarqué, que recopiló las leyendas locales sobre el rey Arturo, Roparz Hemon, fundador de Gwalarn, Pierre-Jakez Hélias, Glenmor, Pierre Denez y Meavenn.
La literatura bretona incluye novelas históricas del siglo XIX de Émile Souvestre, diarios de viaje de Anatole Le Braz, poemas y novelas de Charles Le Goffic, las obras del cantautor Théodore Botrel y del escritor marítimo Henri Queffélec. Bretaña es también la cuna de numerosos escritores como François-René de Chateaubriand, Jules Verne, Ernest Renan, Félicité Robert de Lamennais y Pierre Abélard Max Jacob, Alfred Jarry, Victor Segalen, Xavier Grall, Jean Rouaud, Irène Frain, Herve Jaouen, Alain Robbe-Grillet, Pierre-Jakez Hélias, Tristan Corbière, Paul Féval, Jean Guéhenno, Arthur Bernède, André Breton y Patrick Poivre d'Arvor.
Los cómics de Astérix, ambientados en la época de Julio César y escritos en la segunda mitad del siglo XX, están ambientados en Armórica, actual Bretaña.

### Museos
El Museo de Bretaña, situado en Rennes, fue fundado en 1856. Sus colecciones están dedicadas principalmente a la historia de la región. Los museos dedicados a la Prehistoria y a los megalitos locales se encuentran en Carnac y Penmarch, mientras que varias ciudades como Vannes y Nantes cuentan con un museo que presenta su propia historia.
El Museo de Bellas Artes de Rennes posee una importante colección de antigüedades egipcias, griegas y romanas, así como dibujos y grabados de Domenico Ghirlandaio, Parmigianino, Alberto Durero y Rembrandt. Su colección de arte francés reúne obras de Georges de La Tour, François Boucher, Paul Gauguin, Auguste Rodin, Camille Corot y Robert Delaunay. También cuenta con obras de Pablo Picasso, Rubens, Peter Lely y Paolo Veronese. Las colecciones del Museo de Bellas Artes de Nantes están más dedicadas al arte moderno y contemporáneo y contienen obras de Edward Burne-Jones, Jean-Auguste-Dominique Ingres, Eugène Delacroix, Gustave Courbet, Paul Signac, Tamara de Lempicka, Wassily Kandinsky, Max Ernst, Pierre Soulages y Piero Manzoni. Los Museos de Bellas Artes de Brest y Quimper ofrecen colecciones similares, con grandes cantidades de pintura francesa junto con obras de algunos artistas italianos y holandeses. El Museo de Bellas Artes de Pont-Aven está dedicado a la Escuela de Pont-Aven. En el parque que rodea el castillo de Kerguéhennec, en Bignan, se pueden contemplar esculturas contemporáneas.
Los museos de Saint-Malo, Lorient y Douarnenez están dedicados a los barcos y a las tradiciones e historia marítimas. El Museo Nacional de la Marina tiene un gran anexo en Brest y en Lorient se puede visitar un submarino. En la misma ciudad, también es posible visitar el Museo del Submarino Keroman y la Cité de la voile Éric Tabarly, museo dedicado a la vela. En Saint-Nazaire, donde se construyeron numerosos barcos transatlánticos, entre ellos el SS Normandie y el SS France, se instaló un museo de interiores transatlánticos en una base de la Segunda Guerra Mundial. Nantes cuenta con un museo dedicado a Julio Verne, un Museo de Historia Natural y un museo de arqueología y diseño, el Musée Dobrée.

### Festivales

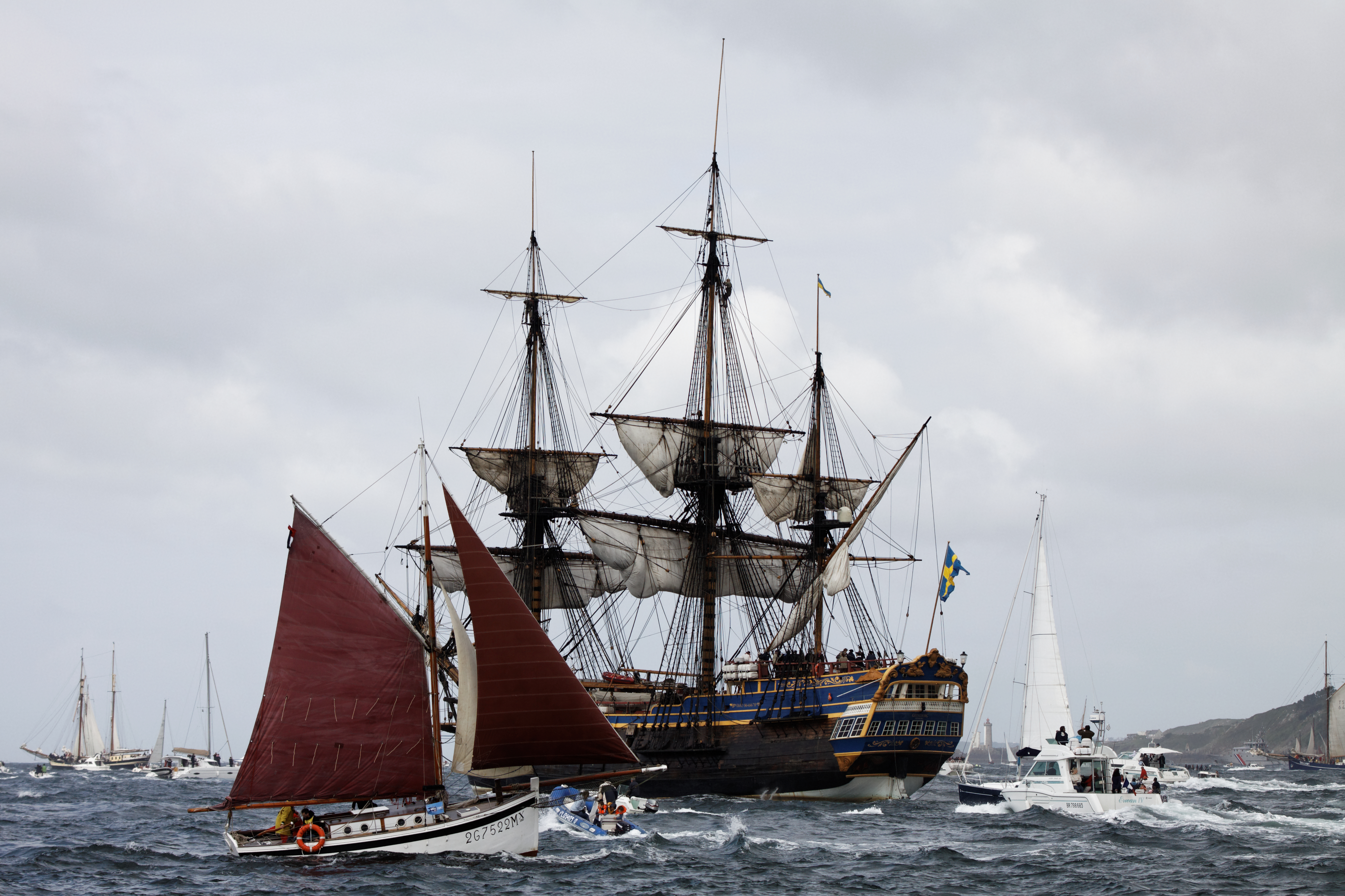
La réplica del barco de Gotemburgo en el encuentro de grandes veleros de Brest en 2012

Bretaña cuenta con un animado calendario de festivales y eventos. Acoge algunos de los mayores festivales de música contemporánea de Francia, como La Route du Rock de Saint-Malo, el Vieilles Charrues de Carhaix, los Rencontres Trans Musicales de Rennes, el Festival du Bout du Monde de Crozon, el Hellfest de Clisson y el Astropolis de Brest o el Festival del ruido de Landerneau y Saint-Nolff. El Festival Intercéltico de Lorient acoge cada año a participantes de todas las naciones celtas y sus diásporas. La Folle Journée, en Nantes, es el mayor festival de música clásica de Francia.
La cultura bretona se pone de relieve durante la Fête de la Bretagne, que tiene lugar en muchos lugares en torno al día de San Yves (19 de mayo) y durante el Festival de Cornualles en Quimper. Varias ciudades también organizan recreaciones históricas y eventos que celebran las tradiciones locales, como los Filets Bleus en Concarneau, que celebran la pesca.
Bretaña también cuenta con algunos festivales de cine, como el Festival de los Tres Continentes de Nantes. En la misma ciudad se celebra el festival internacional de ciencia ficción Utopiales. Tanto Brest como Douarnenez organizan grandes encuentros de grandes veleros (Ver Festival Marítimo de Brest).

### Deporte

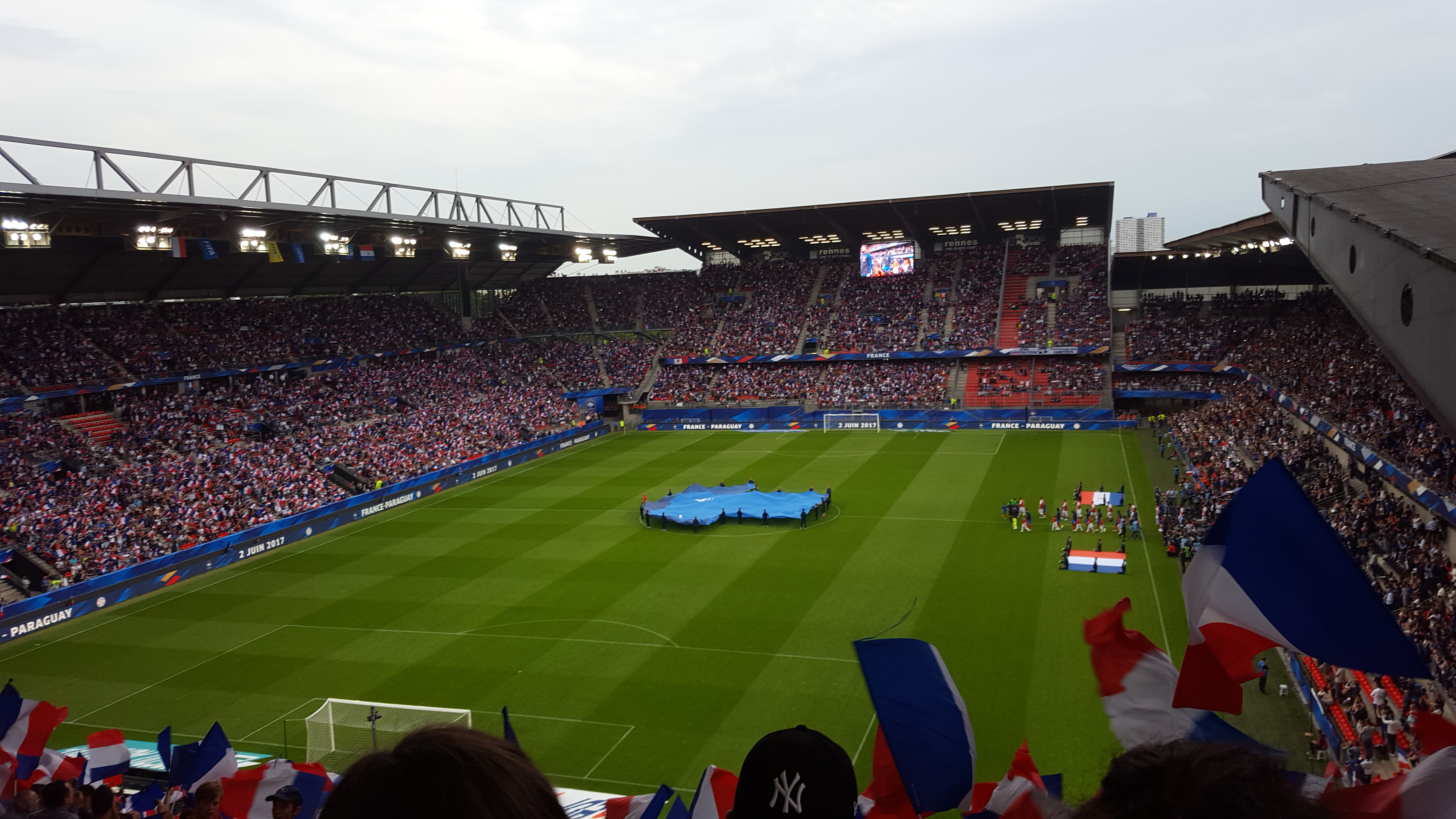
Parque Roazhon de Rennes

El fútbol, el ciclismo y la vela son los tres deportes más populares en Bretaña. Los principales equipos de fútbol son el FC Nantes, el Stade Rennais F.C., el FC Lorient, el Stade Brestois 29, el Vannes OC y el En Avant de Guingamp. Los futbolistas profesionales procedentes de la región también forman la selección nacional de fútbol de Bretaña, que a veces juega con equipos nacionales.
Varios bretones han ganado el Tour de Francia: Bernard Hinault, Louison Bobet, Jean Robic y Lucien Petit-Breton como corredores y Cyrille Guimard como director deportivo.
La vela es especialmente importante en centros turísticos marítimos como La Trinité-sur-Mer, Pornichet, Concarneau, Lorient y las Islas Glénan, donde se encuentra una prestigiosa escuela. Un gran número de bretones se han convertido en aclamados navegantes, como: Éric Tabarly, Loïck Peyron, Jean Le Cam, Michel Desjoyeaux, Olivier de Kersauson, Thomas Coville, Vincent Riou y Marc Pajot. La Ruta del Ron, la Transat Québec-Saint-Malo y el Trofeo Julio Verne son las principales competiciones de vela bretonas. Las Regata en solitario de Le Figaro suelen comenzar en Bretaña.
El gouren, un estilo de lucha tradicional, es el deporte bretón más popular. La Boule bretonne está emparentada con la petanca. El Palets, común en la Alta Bretaña y en otras regiones francesas, también está relacionado con la petanca, pero los jugadores utilizan discos de hierro en lugar de pelotas y tienen que lanzarlas sobre un tablero de madera.
El fútbol gaélico también es un deporte en auge en la región, con equipos de club y un equipo "comarcal" de la Asociación Atlética Gaélica (GAA, del Inglés Gaelic Athletic Association) que representa a Bretaña frente a otros "condados" europeos como Galicia.

### Cocina

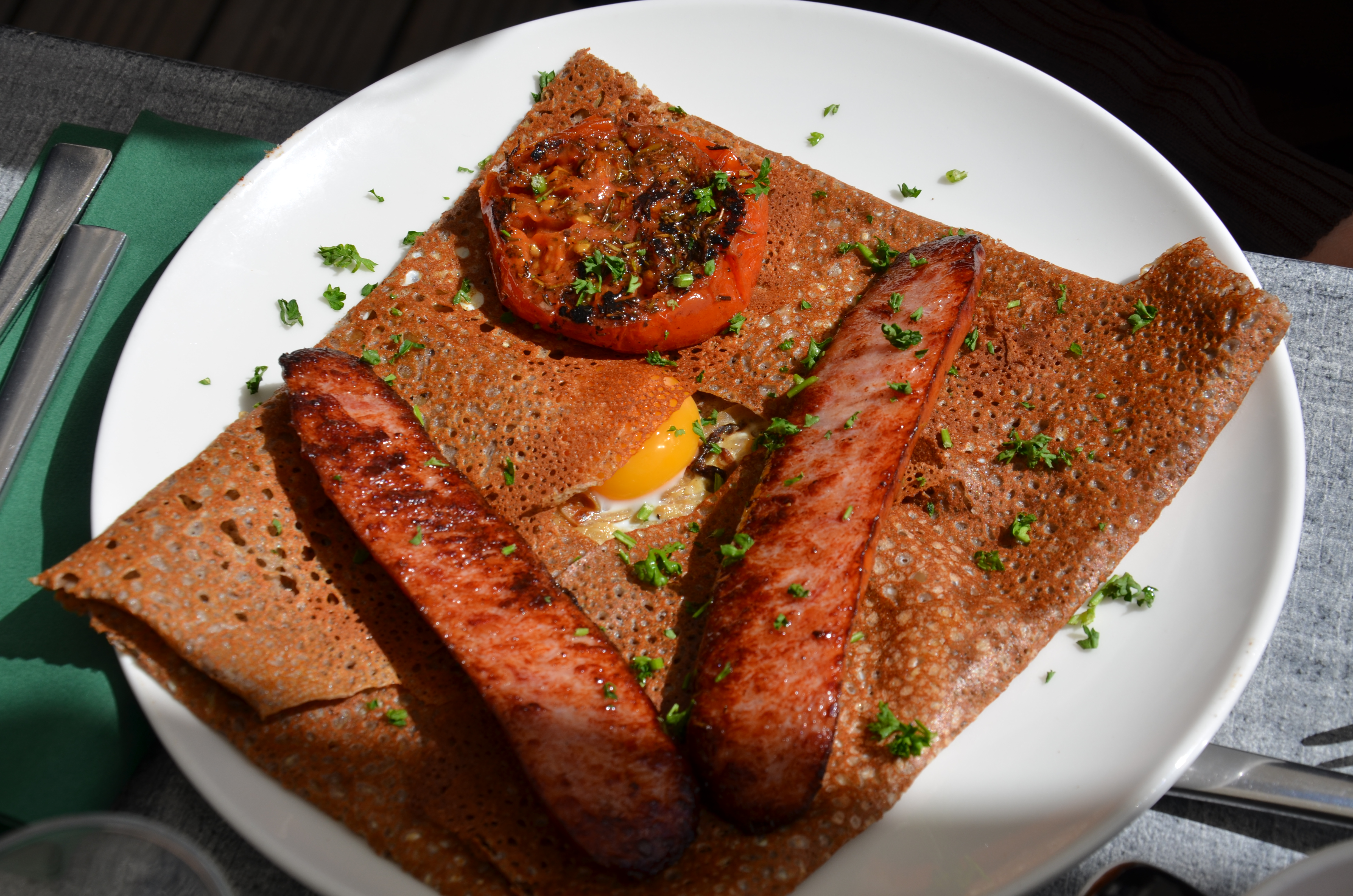
Galettes servidas con huevos y salchichas

Aunque al sur del Loira se producen vinos blancos Muscadet y Gros Plant, la bebida tradicional de Bretaña es la sidra. Bretaña es la segunda región productora de sidra de Francia. La sidra bretona se sirve tradicionalmente en cuenco o vaso. Bretaña también tiene una larga tradición cervecera, que se remonta al siglo XVII. Jóvenes cerveceros artesanales mantienen viva una gran variedad de tipos de cerveza, como Coreff de Morlaix, Tri Martolod y Britt. Entre los alcoholes más fuertes figuran el Chouchenn, una especie de hidromiel elaborada con miel silvestre y un Aqua vitae llamado lambig.
Los Crep y las galettes son los dos platos bretones más conocidos. Las crepes, hechos y servidos con mantequilla, se comen como postre y las galettes suelen ser saladas y hechas con trigo sarraceno. Tradicionalmente han sustituido al pan como alimento básico y pueden servirse con queso, salchichas, bacon, setas o huevos. Pueden acompañarse de suero de mantequilla bretón llamado lait ribot. Bretaña también tiene un plato similar al pot-au-feu conocido como kig ha farz, que consiste en carne de cerdo o ternera guisada con albóndigas de trigo sarraceno.
Rodeada de mar, Bretaña ofrece una amplia gama de mariscos y pescados frescos, sobre todo mejillones y ostras. Entre las especialidades marineras destaca un guiso de pescado llamado cotriade. La salsa beurre blanc, inventada en Saint-Julien-de-Concelles, cerca de Nantes, se sirve a menudo con pescado. Bretaña también es conocida por su sal, recolectada principalmente en los alrededores de Guérande y utilizada en la fabricación de mantequilla y caramelos de leche. La región destaca por sus fábricas de galletas y muchas ciudades tienen la suya propia: Quimper, Lorient, Pont-Aven, Saint-Brieuc, BN y LU en Nantes, La Trinitaine en La Trinité-sur-Mer y Galettes Saint-Michel en Saint-Michel-Chef-Chef. Suelen elaborar sus galletas con mantequilla salada y las venden en cajas de hierro. Entre los pasteles bretones más famosos figuran el kouign amann ("pastel de mantequilla" en bretón), hecho con masa de pan y grandes cantidades de mantequilla y azúcar y el far, una especie de pudin dulce de Yorkshire que suele elaborarse con ciruelas.

## Transporte

### Carretera

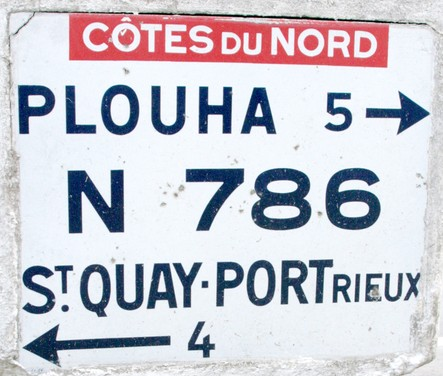
Una antigua señal de tráfico en la Ruta nacional 786 en Tréveneuc

Hasta los años setenta, la red viaria bretona era deficiente, ya que prevalecía el transporte marítimo y ferroviario. El presidente francés Charles de Gaulle puso en marcha un gran plan de construcción de carreteras en los años 70 y Bretaña recibió más de 10.000 millones de francos de inversiones durante 25 años. Se construyeron más de 10.000 km de autopistas, lo que permitió multiplicar por cuatro el transporte por carretera bretón. Las autopistas bretonas no son de peaje, contrariamente a las autopistas francesas habituales.
La principal arteria de comunicación por carretera entre las ciudades y otras poblaciones de la costa norte es la Ruta nacional 12, que une las ciudades de Rennes, Saint-Brieuc, Morlaix y Brest. También enlaza con el sur de Normandía y termina en París. En el sur de Bretaña, la Ruta nacional 165 desempeña una función similar a lo largo de la costa sur, conectando Nantes, Vannes, Lorient, Quimper y Brest. La Ruta nacional 164 atraviesa el centro de la península y conecta Rennes con Loudéac, Carhaix y Châteaulin y la Ruta nacional 166 enlaza Rennes con Vannes. La Ruta nacional 137 conecta Saint-Malo, Rennes y Nantes y termina en Burdeos.
Nantes está unida a París por la autopista A11 y Rennes está a la vez en la autopista A81 hacia París y en la autopista A84 hacia Caen. Estas autopistas son autovías francesas de peaje.

### Aire

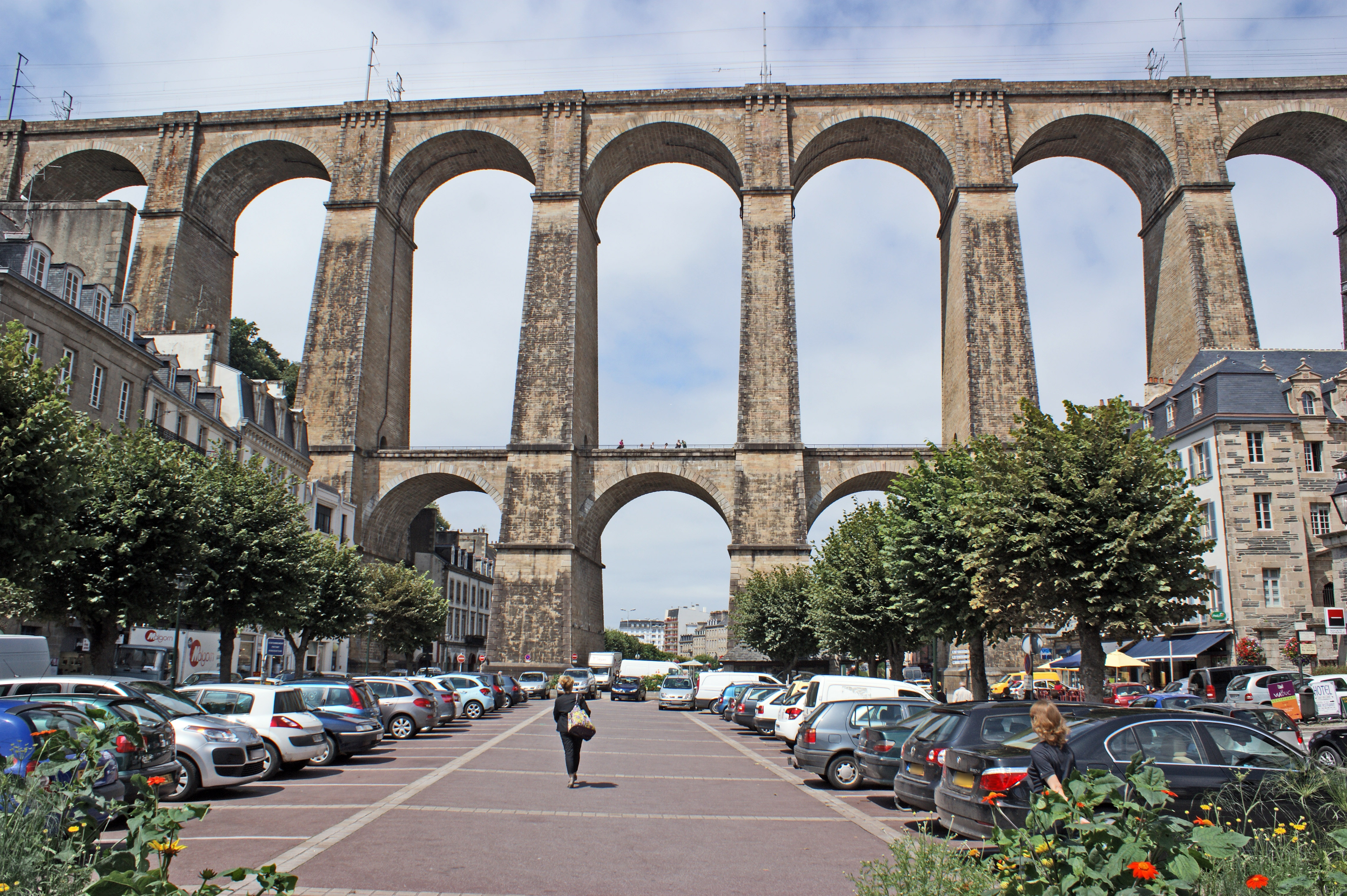
El viaducto ferroviario de Morlaix es uno de los más altos de Francia.

El mayor aeropuerto bretón es el de Nantes Atlantique. Entre sus destinos figuran el Reino Unido, Italia, Alemania, Irlanda y Marruecos. El aeropuerto de Brest-Bretagne es el segundo aeropuerto de Bretaña. Le siguen Rennes – Saint-Jacques, Lorient Bretaña Sur y Dinard – Saint-Malo. El aeropuerto de Saint-Brieuc – Armor sirve vuelos entre Bretaña y las Islas Anglonormandas. Otros aeropuertos más pequeños operan vuelos nacionales en Quimper y Lannion.

### Ferrocarril

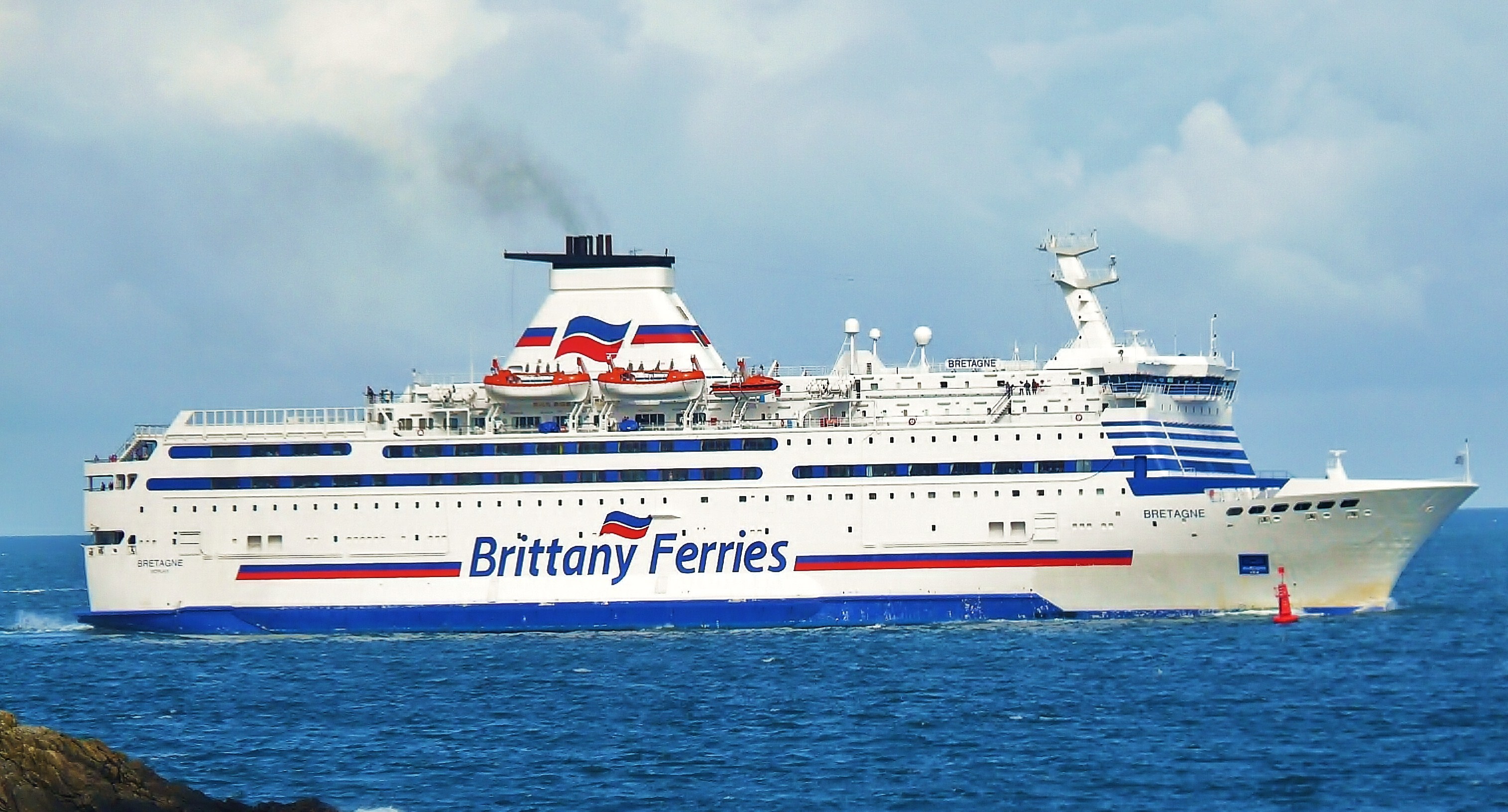
El MS Bretagne de Brittany Ferries frente a Saint-Malo

Bretaña está en dos grandes líneas de Trenes de alta velocidad (TGV, del Francés Train à Grande Vitesse), una que une París con Nantes y Le Croisic, en la costa sur y otra que une París con Rennes y Brest. En 2017 se completó una extensión de la Línea de alta velocidad Atlantique, que para en Le Mans, llevando la línea hasta Rennes. Esta extensión se conoce como Línea de alta velocidad Bretagne-Países del Loira. Los servicios de Línea de alta velocidad también conectan la región con las principales ciudades de Francia, como Lyon, Estrasburgo, Marsella y Lille. TER Bretaña (Transporte Expreso Regional Bretaña) opera servicios regionales que conectan pequeñas ciudades como Vannes, Carhaix, Roscoff y Paimpol. TER Bretaña también gestiona líneas de autocares y conexiones entre Rennes y Nantes. TER Países del Loira opera trenes entre Nantes y las ciudades más pequeñas de Loira Atlántico.

### Mar
Hay servicios de ferry que llevan pasajeros, vehículos y mercancías a Irlanda, el Reino Unido y las islas Anglonormandas. Las principales compañías son Brittany Ferries, que opera líneas entre Plymouth y Roscoff, Portsmouth y Saint-Malo y Roscoff y Cork. Irish Ferries opera la ruta Rosslare-Roscoff y Condor Ferries une Saint-Malo con Jersey.

### Ciclismo
El ciclismo siempre ha sido uno de los principales deportes de Bretaña, pero el ciclismo de ocio y las infraestructuras para apoyarlo han crecido con gran rapidez. En toda la región se ha creado una extensa red de carriles bici y rutas ciclistas recomendadas. Algunas de ellas son rutas que utilizan principalmente carreteras más pequeñas y están señalizadas y mantenidas individualmente por los municipios, pero muchas se basan en carriles exclusivos para bicicletas, a menudo formados por la conversión de vías férreas en desuso. Así se crean rutas como la "Vélodyssée", de Roscoff a Nantes y varias rutas principales bajo la etiqueta "V" (siguiendo las señales V1, V2, etc. El antiguo camino de sirga del canal Nantes-Brest está ahora abierto a los ciclistas a lo largo de sus 385 km de longitud, aunque en algunos tramos (a diferencia de los carriles bici) es muy serpenteante y abandonar el camino acorta la distancia y aporta variedad.
Por regla general, los ciclistas son muy respetados en la región y muchas grandes ciudades disponen de carril bici.

## Símbolos

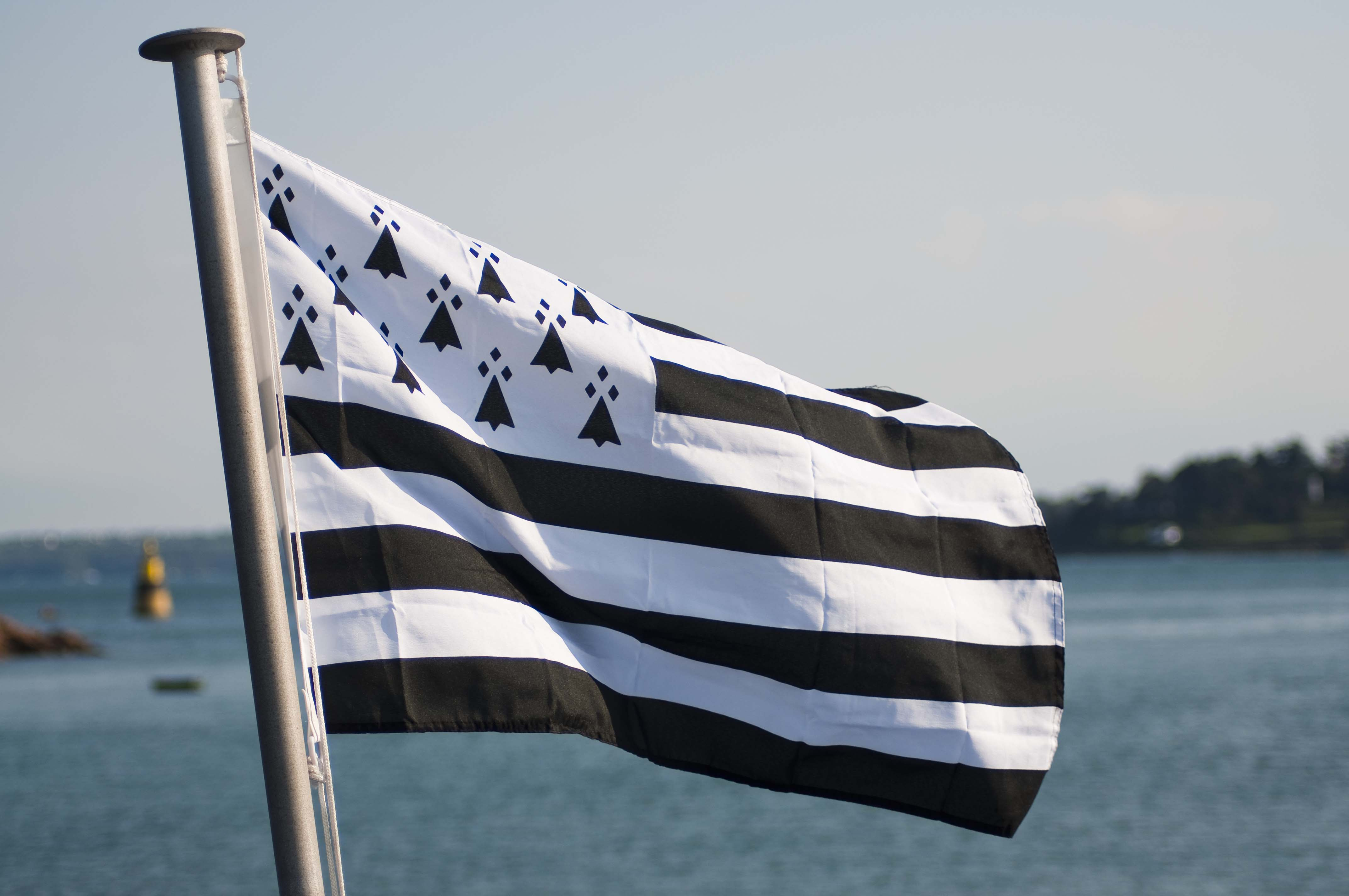
La bandera moderna de Bretaña

La bandera moderna de Bretaña se diseñó en 1923. Se llama Gwenn ha Du ("blanco y negro" en bretón) y presenta once manchas de armiño (su número puede variar) y nueve franjas, las negras representan las diócesis históricas de habla bretona y las blancas simbolizan las diócesis de habla gala. La bandera se creó para sustituir al tradicional estandarte liso de armiño, considerado demasiado aristocrático y monárquico. Se inspiró en la bandera estadounidense y en el pabellón rojo británico. Desde los años veinte, la bandera se ha hecho muy popular y ondea desde un gran número de instituciones. Además de la bandera del armiño, entre los estandartes históricos bretones figura el Kroaz Du, una bandera blanca con una cruz negra, el negativo perfecto de la bandera de Cornualles.

El armiño fue la insignia de varios duques de Bretaña.

El escudo de Bretaña, ermine plain, fue adoptado por Juan III en 1316. El armiño se utilizaba en Bretaña desde mucho antes y no hay ninguna pista sobre su origen. Los duques lo eligieron probablemente por su similitud con la flor de lis francesa. El armiño, como animal se convirtió en la insignia de Juan IV a finales del siglo XIV. Apareció más tarde en numerosos lugares, incluidas iglesias y castillos. Según las tradiciones populares, Ana de Bretaña estaba de caza con su corte cuando vio un armiño blanco que prefería morir antes que atravesar un pantano sucio. Este episodio habría inspirado el lema de la duquesa: "Potius mori quam foedari" ("antes la muerte que el deshonor") El lema ha sido reutilizado posteriormente por regimientos bretones, resistentes locales a la Segunda Guerra Mundial y movimientos culturales.
El himno bretón, aunque no es oficial, es Bro Gozh ma Zadoù – ("Vieja tierra de mis padres"). Reutiliza tanto la música del himno galés como la de "Bro Goth agan Tasow" (himno nacional de Cornualles; su letra fue escrita a finales del siglo XIX).
Entre los emblemas coloquiales bretones figuran el Trisquel celta, los menhires y dólmenes, platos locales como las galettes, el tocado Bigouden y el tradicional sombrero redondo negro, el pescador y su impermeable amarillo, etc. BZH es una abreviatura común de "Breizh" ("Bretaña" en bretón) y la gente suele poner pegatinas de BZH en las matrículas de sus coches, aunque está prohibido por las leyes francesas. .bzh es un dominio de nivel superior de Internet aprobado para la cultura y las lenguas bretonas.

## Galería

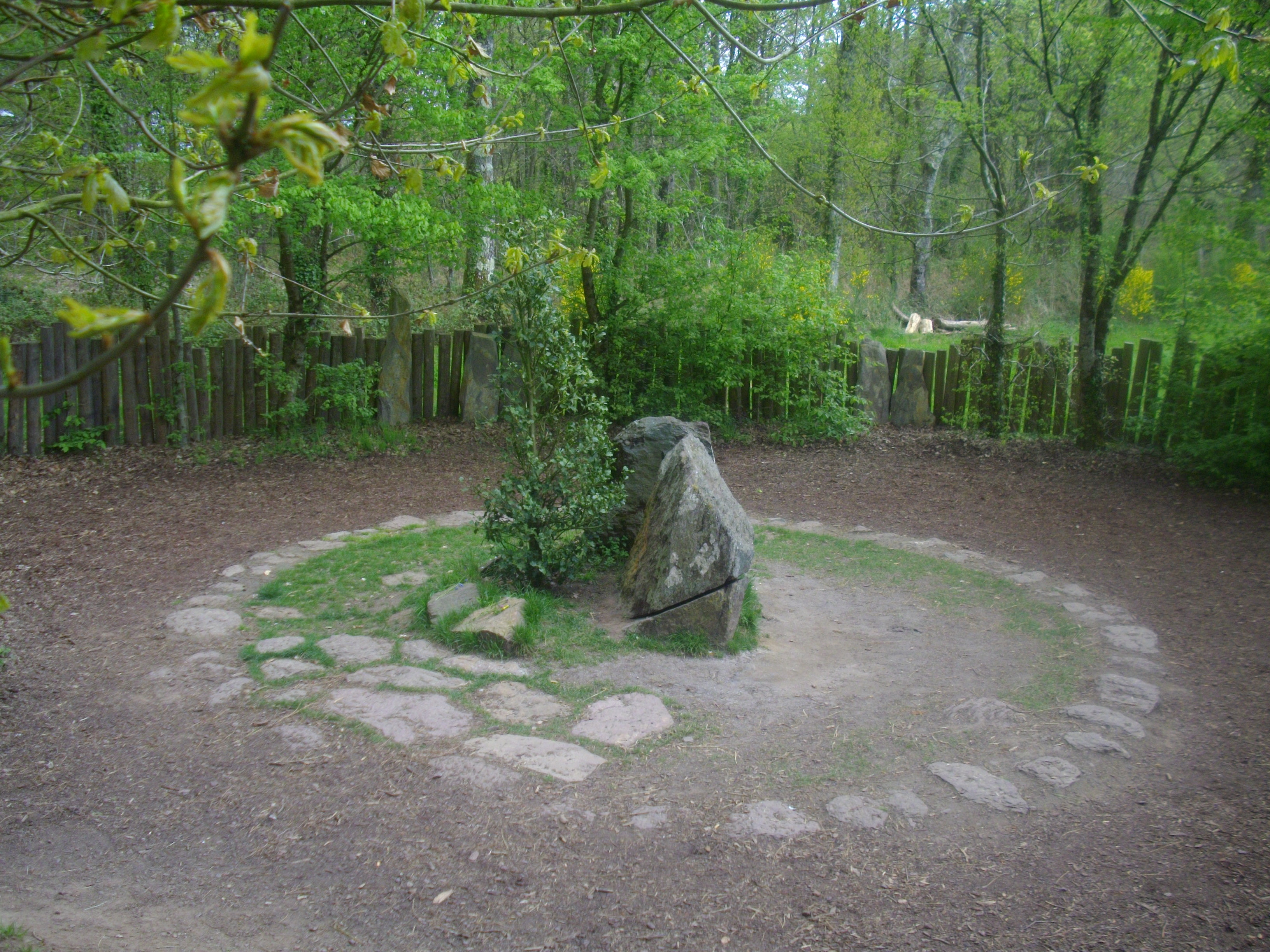
Tumba de Merlín en el bosque de Brocéliande, Paimpont
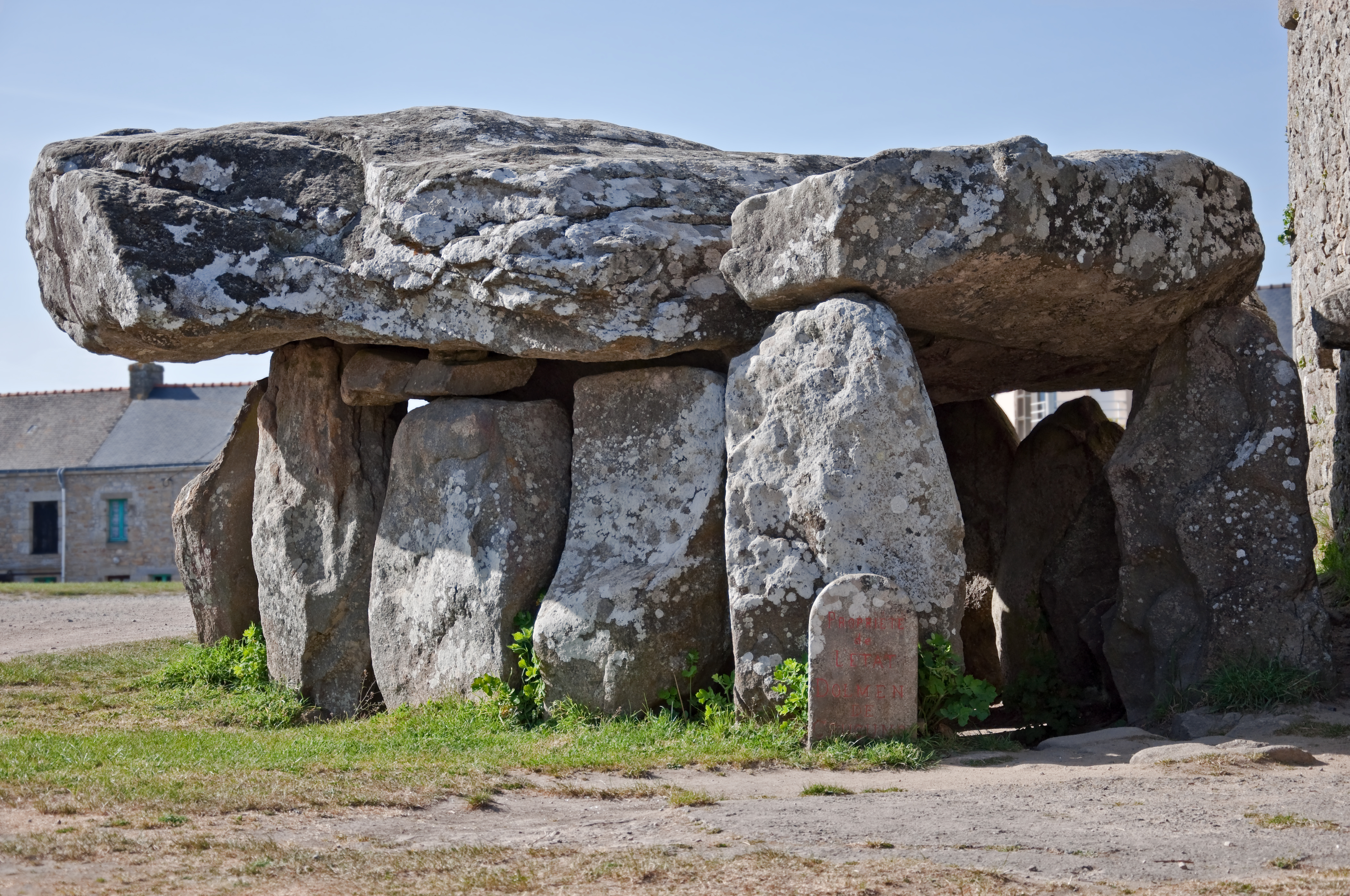
Un dolmen en Plouharnel
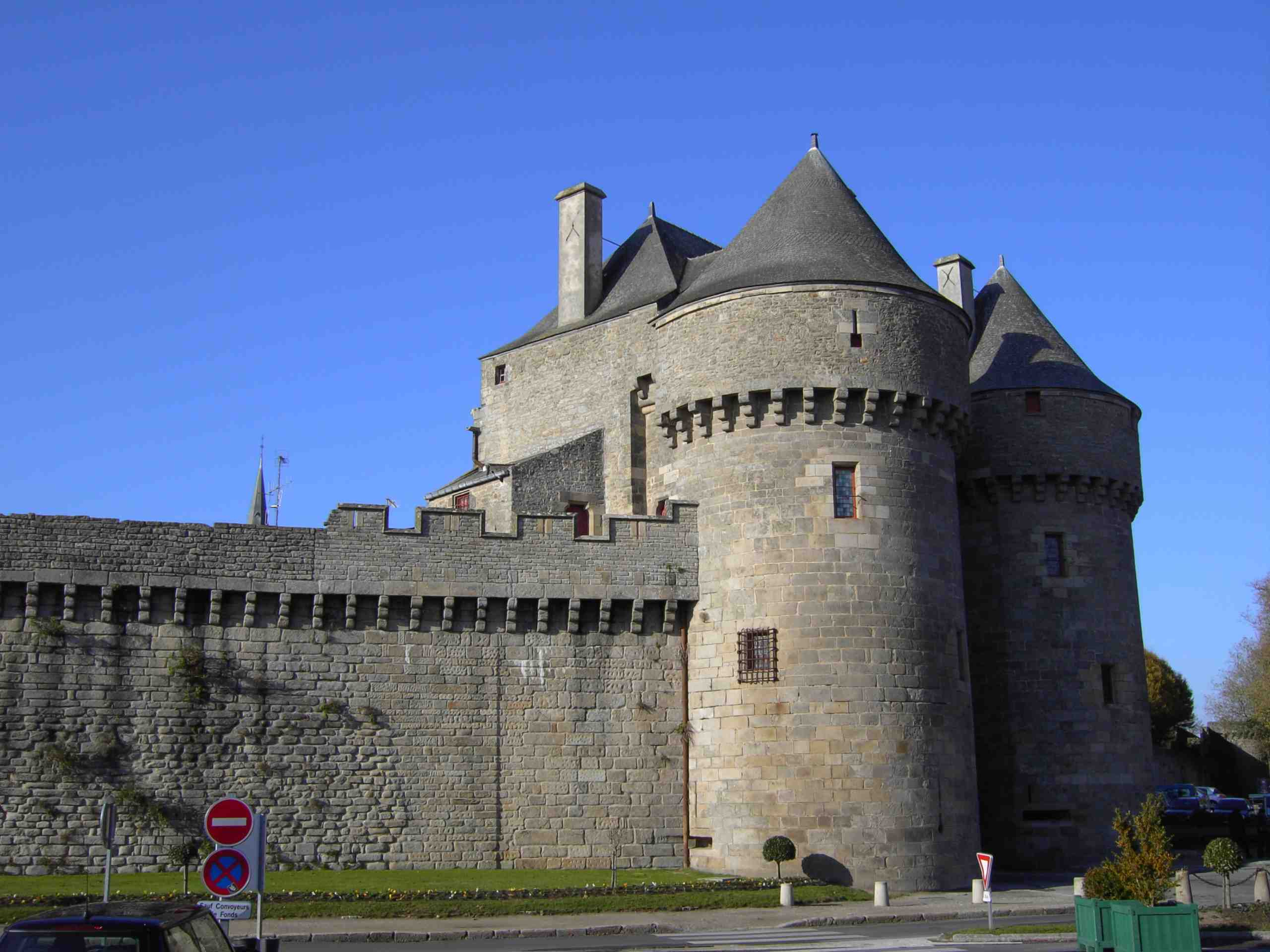
Muralla de Guérande
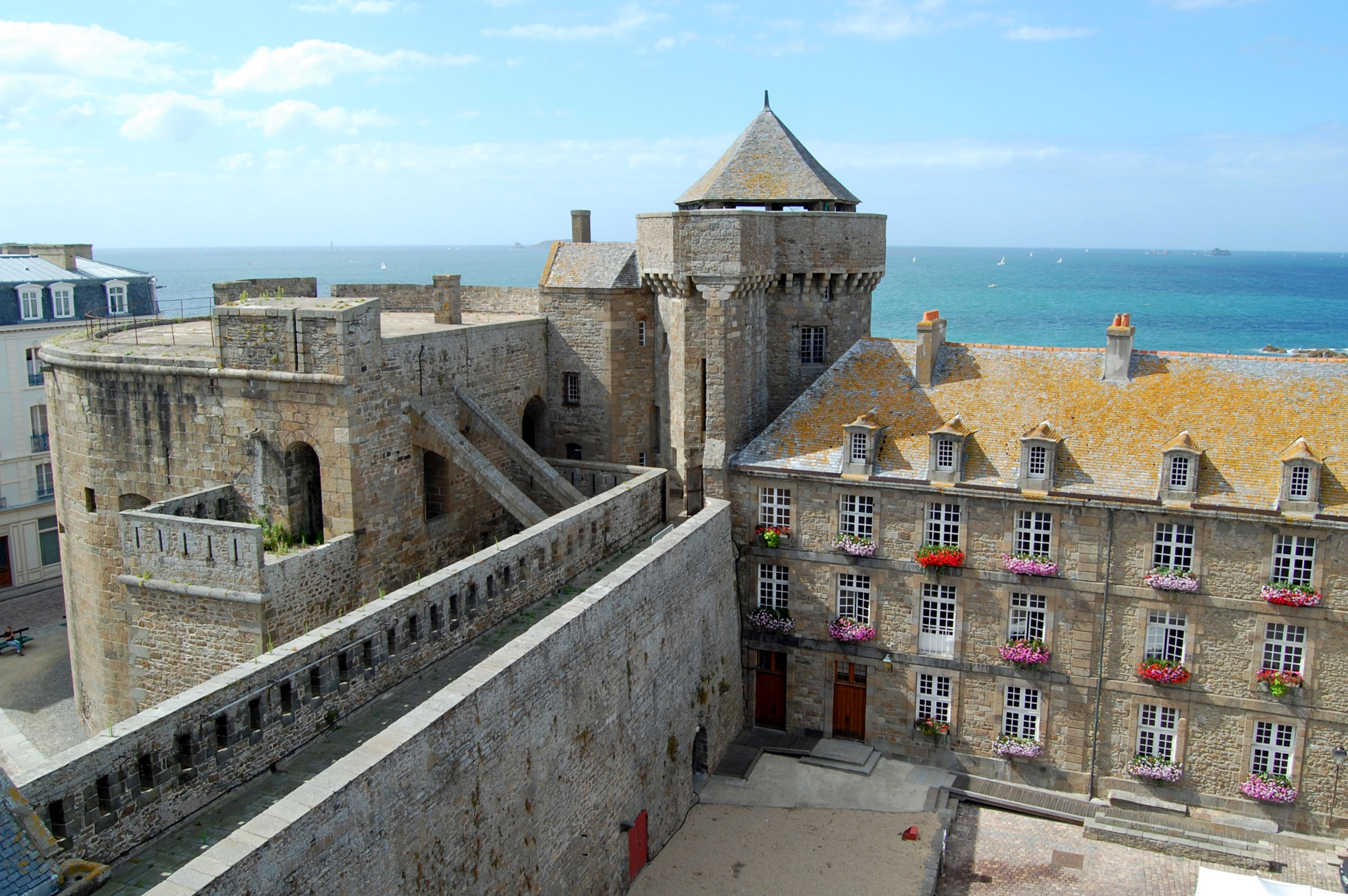
Castillo de Saint-Malo, Torre Qui Qu'en Grogne
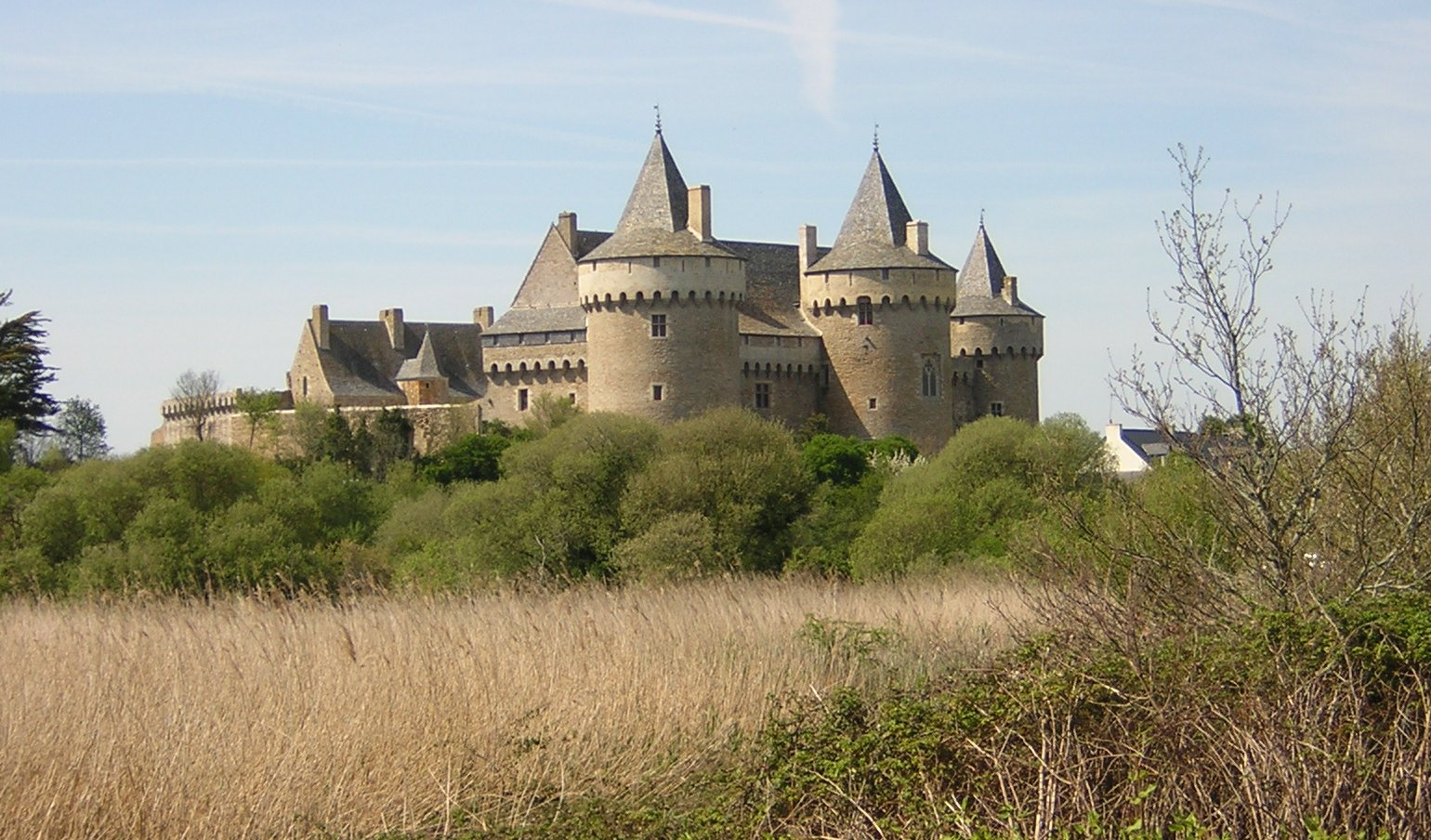
Castillo de Suscinio
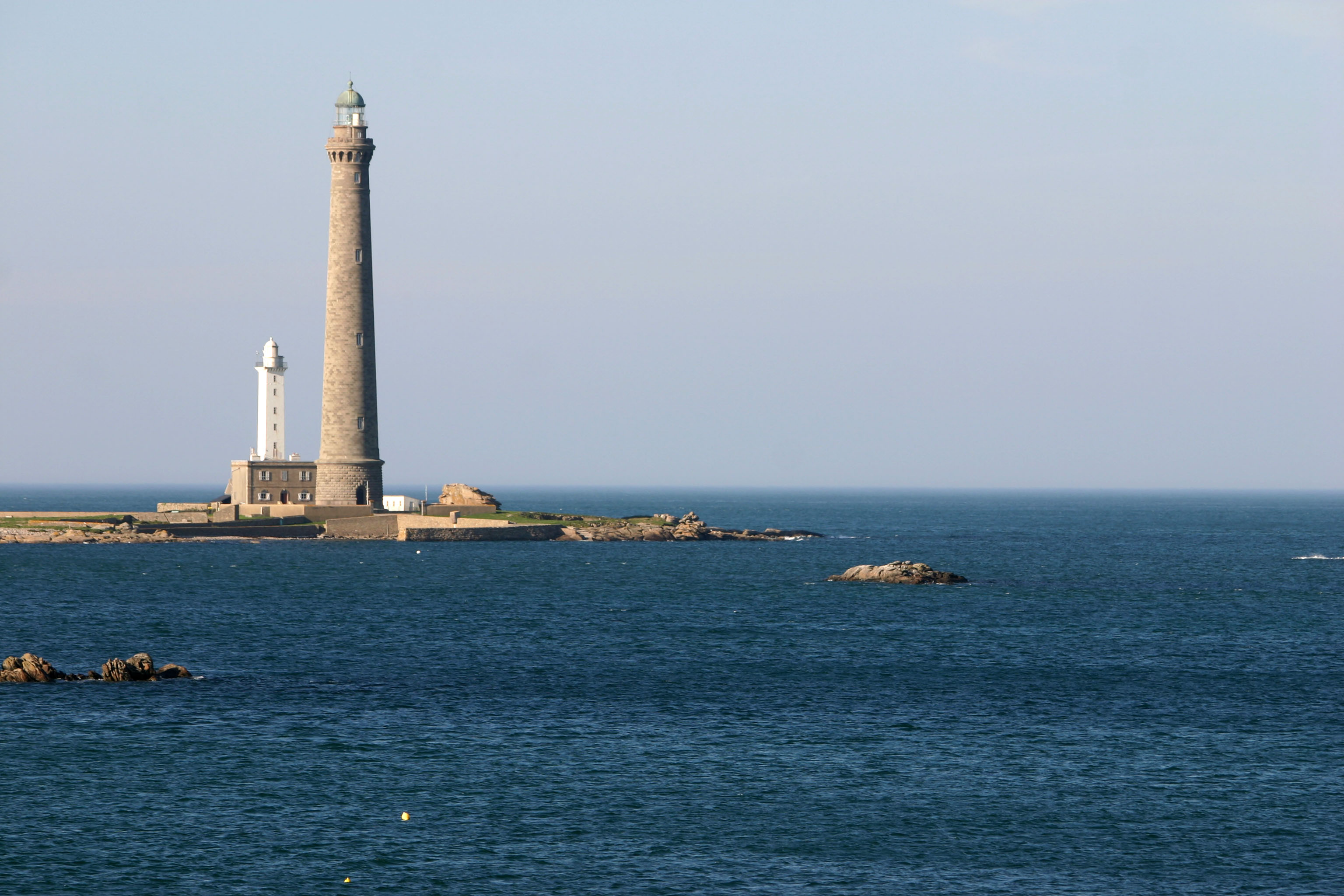
Faro de Isla Virgen
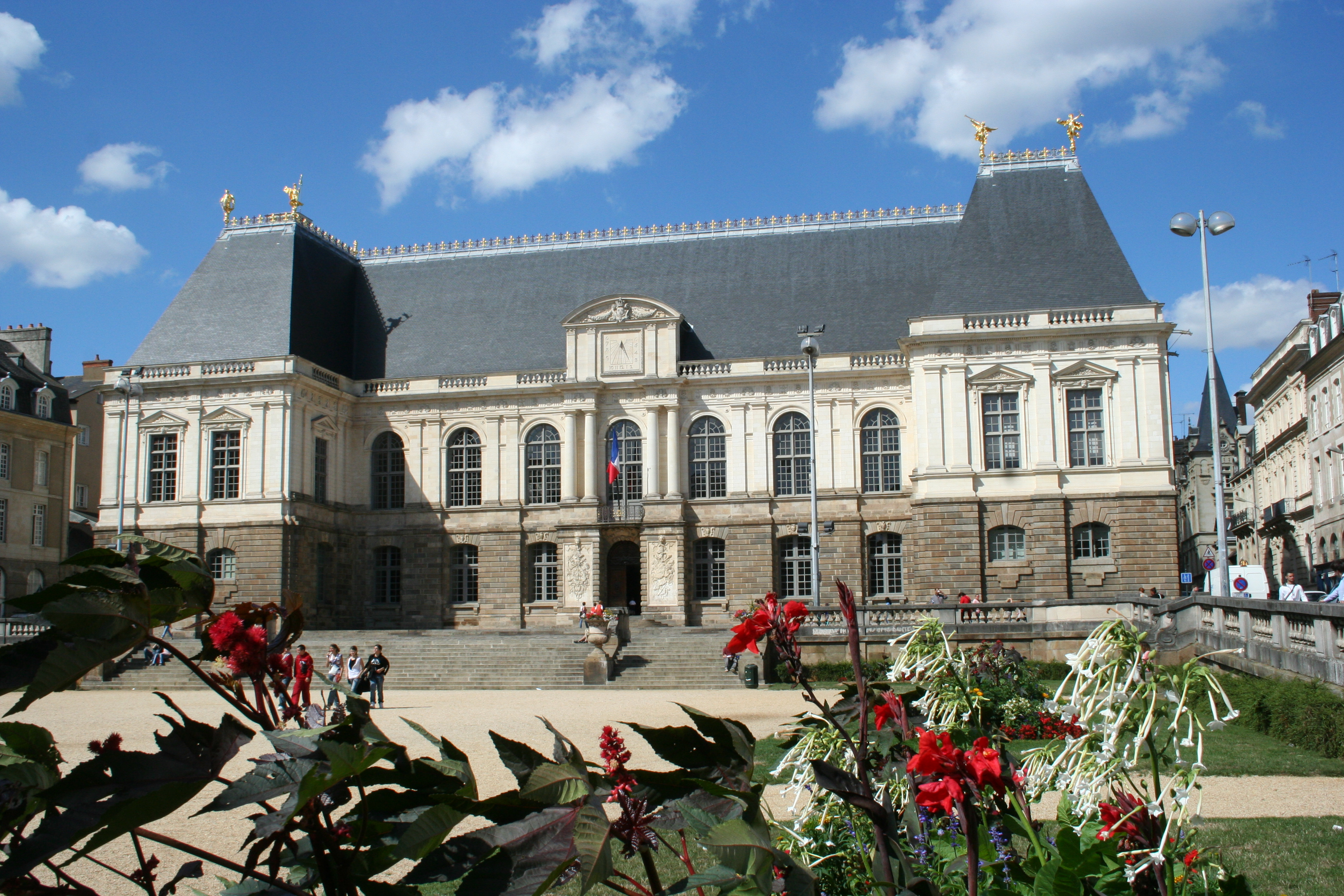
Parlamento de Bretaña en Rennes
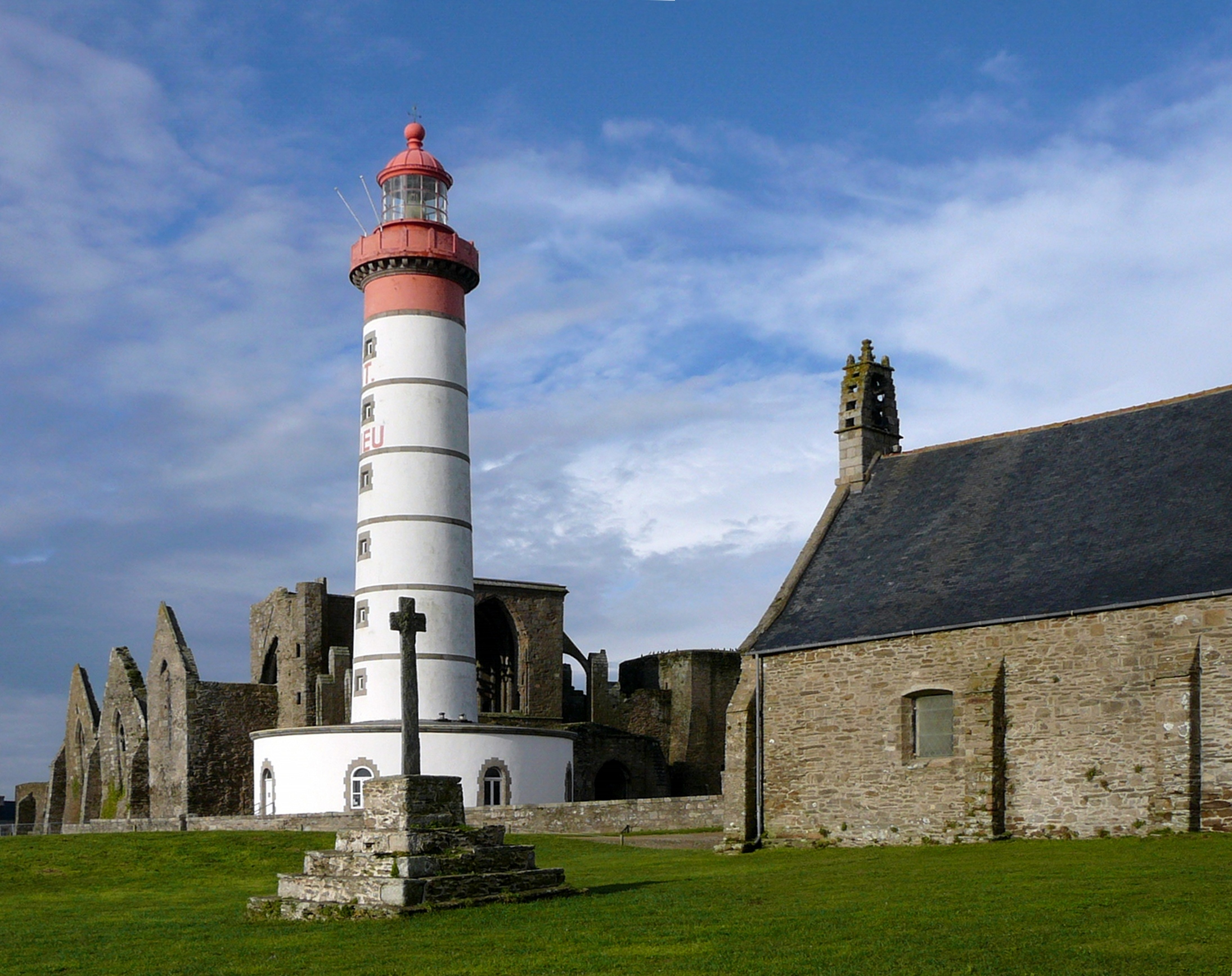
Abadía y faro de Saint-Mathieu
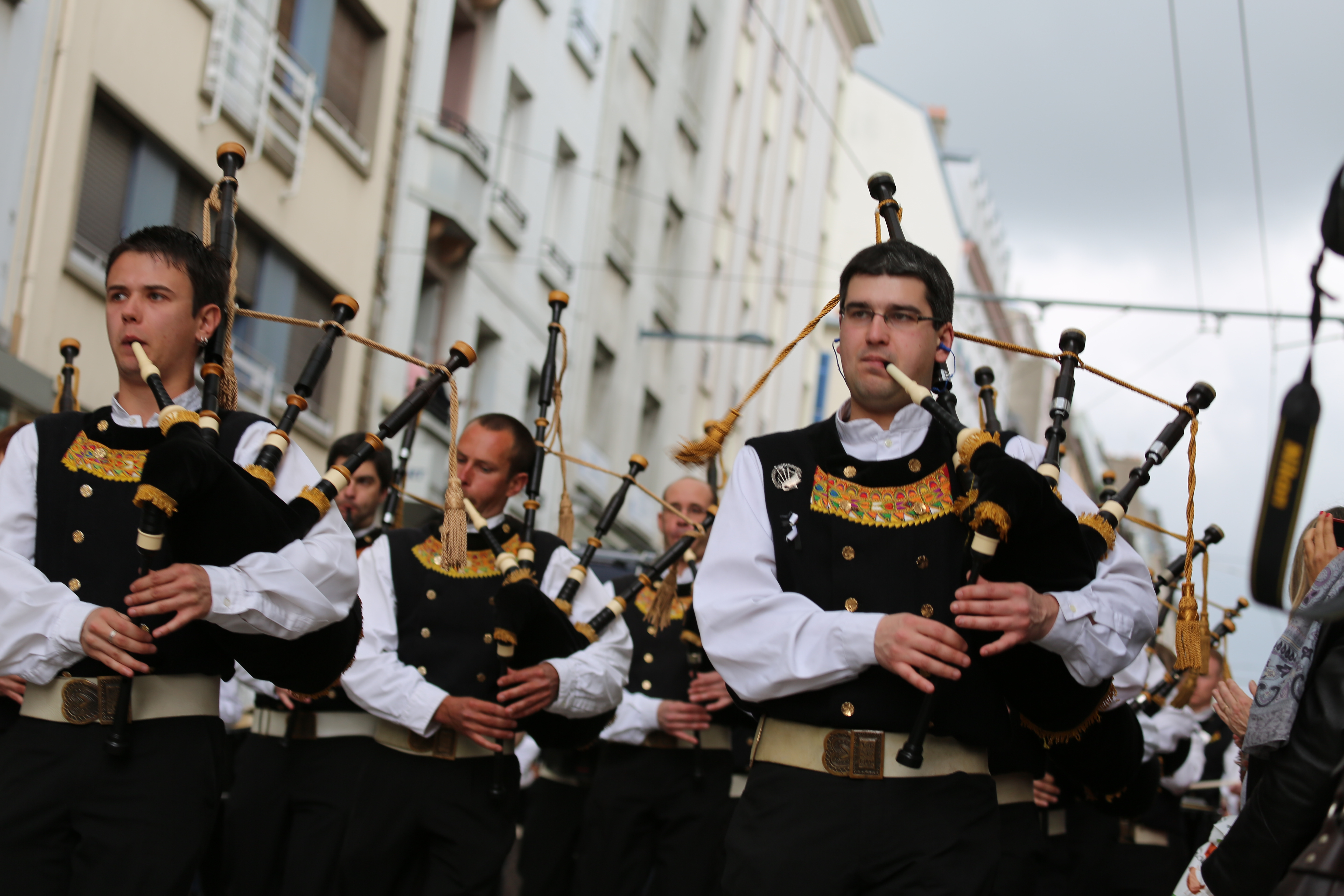
Ar Meilhoù Glaz, un Bagad de Quimper
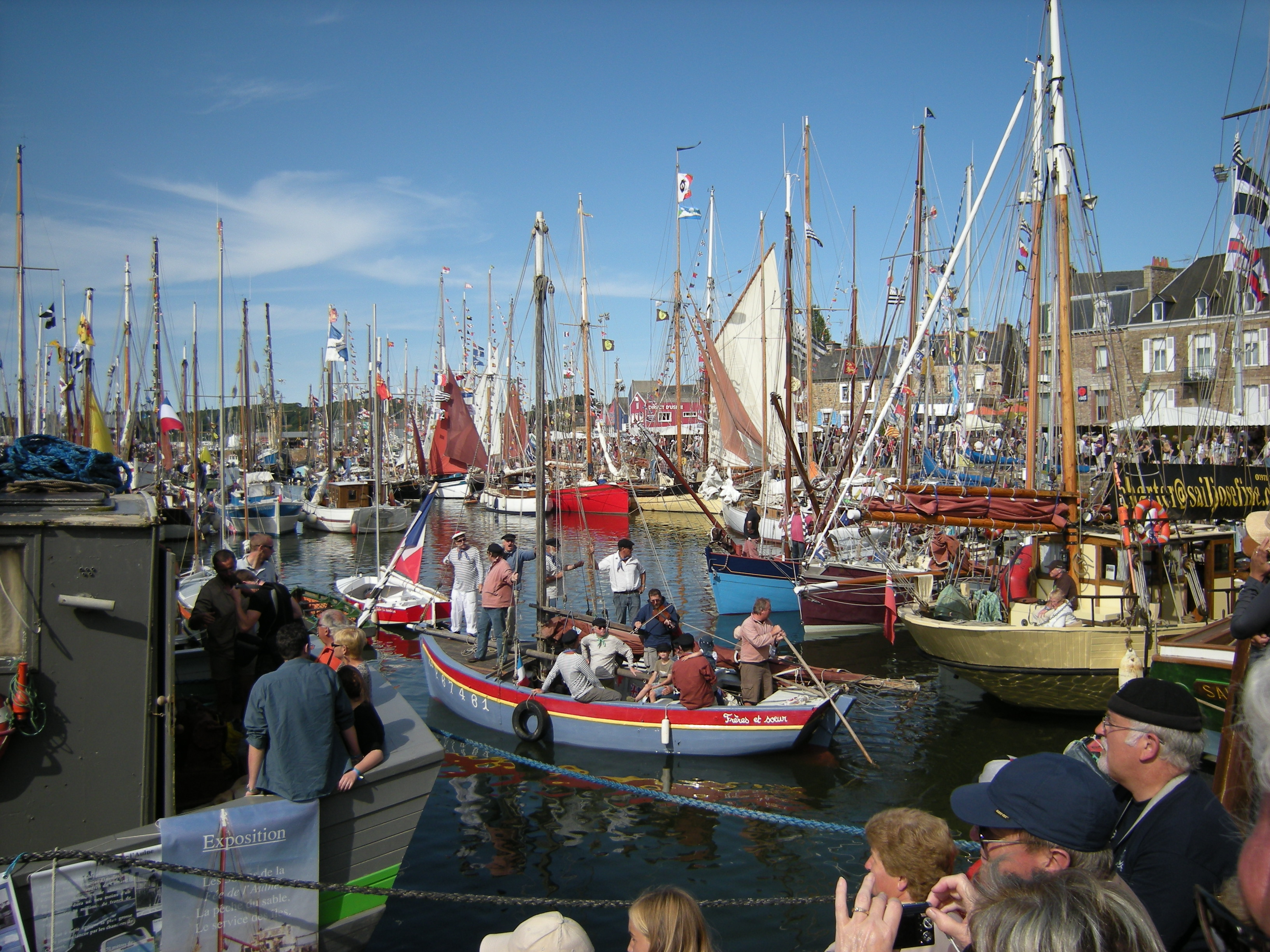
Festival du chant de marin, festival de cantos marinos en Paimpol
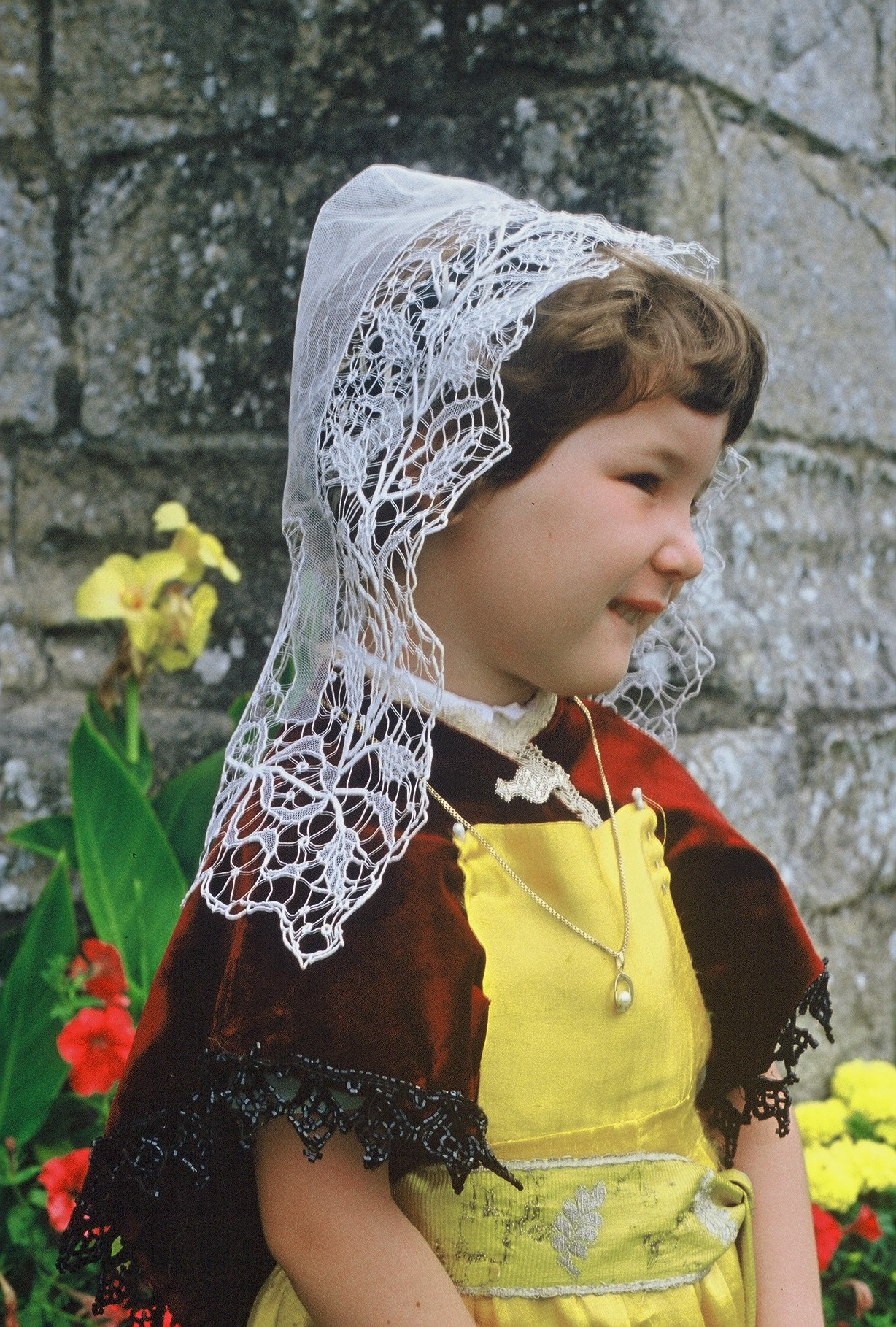
Un tocado bretón de Batz-sur-Mer
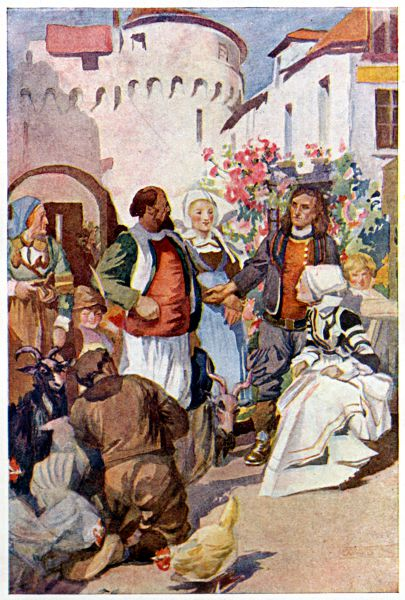
Bretaña moderna - Ilustración de Leyendas y romances de Bretaña de Lewis Spence, ilustrada por W. Otway Cannell
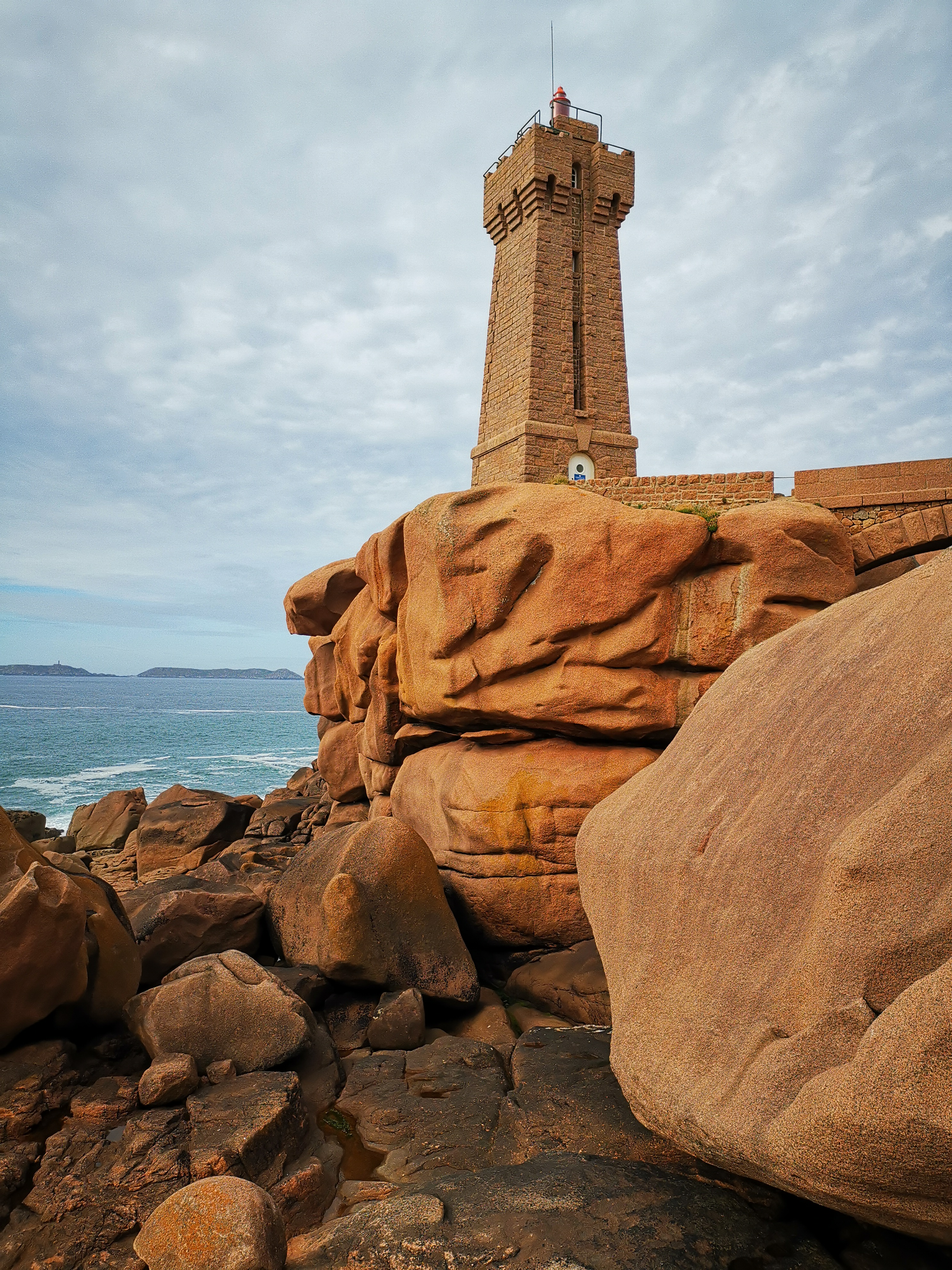
Faro de Men Ruz, Ploumanac'h